# Église Saint-Denis de Villers-sous-Saint-Leu
L'église Saint-Denis est une église catholique paroissiale située à Villers-sous-Saint-Leu, dans le département de l'Oise, en France. Les origines de la paroisse se perdent dans le temps. L'église actuelle remonte, dans ses parties les plus anciennes, au second quart du XIIe siècle, et à la fin de la période romane. Il s'agit de la nef, dont les élévations nord et ouest n'ont guère évolué depuis, et du clocher avec sa haute flèche de pierre, malheureusement peu visible. Aucun élément d'architecture romane n'est visible à l'intérieur de l'église. Les différents agrandissements et remaniements de la période gothique font de l'église Saint-Denis un édifice particulièrement complexe. La chapelle latérale nord et le portail datent de la fin du XIIe siècle. Les voûtes de la nef et le chœur datent du milieu du XIIIe siècle et affichent un style gothique rayonnant de bon niveau, sauf toutefois les arcades sous la base du clocher, qui sont d'un caractère purement fonctionnel. Également à la période rayonnante appartiennent la chapelle latérale sud et son ancien portail occidental, qui est devenu ultérieurement la porte de la sacristie. L'on remarque deux élégantes fenêtres aux réseaux élaborés, qui reflètent bien l'art rayonnant à son apogée. Les deux autres fenêtres de la chapelle ne datent que du troisième quart du XVIe siècle, quand les deux dernières travées de la chapelle ont été revoûtées dans le style de la Renaissance. Deux fenêtres ont été refaites à la même époque, et possèdent des vitraux classés : l'un représente l'arbre de Jessé, et l'autre, la Déploration du Christ mort. Le XVIe siècle a également laissé une statue de la Vierge à l'Enfant d'une qualité exceptionnelle. L'église Saint-Denis a été classée aux monuments historiques par arrêté du 11 janvier 1944. Elle est affiliée à la paroisse Notre-Dame des Deux Rivières de Montataire, et accueille des messes dominicales un dimanche sur deux.

## Localisation
L'église Saint-Denis est située en France, en région Hauts-de-France et dans le département français de l'Oise, près de la rive droite de l'Oise, sur la commune de Villers-sous-Saint-Leu, au centre du village, rue de l'Église. La façade occidentale donne sur la rue, qui est trop étroite pour la contempler en prenant du recul. Le portail se trouve de toute façon au sud, sous le porche devant la première travée de la nef. L'entrée est précédé d'un petit parvis, où s'élève le monument aux morts de la commune. Le reste de l'élévation méridionale est enclavée dans une propriété privée correspondant à l'ancien presbytère, et seulement les parties hautes sont visibles depuis le domaine public. En revanche, l'élévation septentrionale, la plus intéressante, donne sur un terrain municipal (l'ancien cimetière), et est visible depuis la rue. Pour voir le chevet, il faut se rendre dans la rue du Castel, depuis où un terrain municipal non construit ouvre la perspective sur l'église. Les deux terrains municipaux sont interdits d'accès.

## Histoire
Aucun auteur ne se prononce sur l'ancienneté de la paroisse, ni par ailleurs du village. Dominique Vermand sous-entend que l'église actuelle n'est pas la première au même emplacement, car sa reconstruction aurait été achevée au milieu du XIIe siècle. L'église est placée sous le vocable de saint Denis. Dans les environs, quatre autres églises du XIIe siècle ont le même saint patron : Foulangues, Jouy-le-Comte, Mogneville et Rieux. Sous l'Ancien Régime, le collateur de la cure est le prieur de Saint-Leu-d'Esserent. La paroisse dépend du doyenné et de l'archidiaconé Clermont, qui est une circonscription du diocèse de Beauvais.

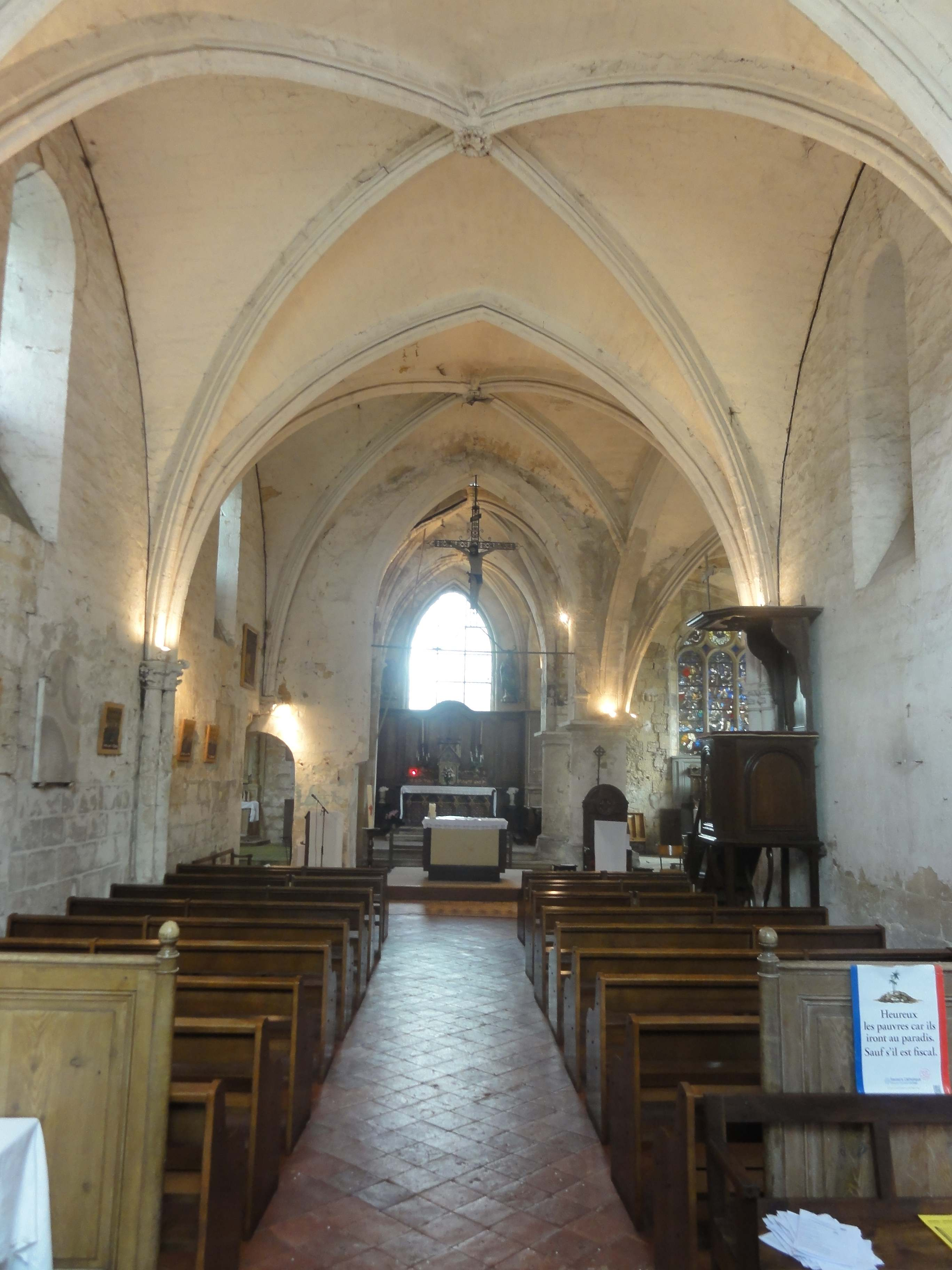
Nef, vue vers l'est.

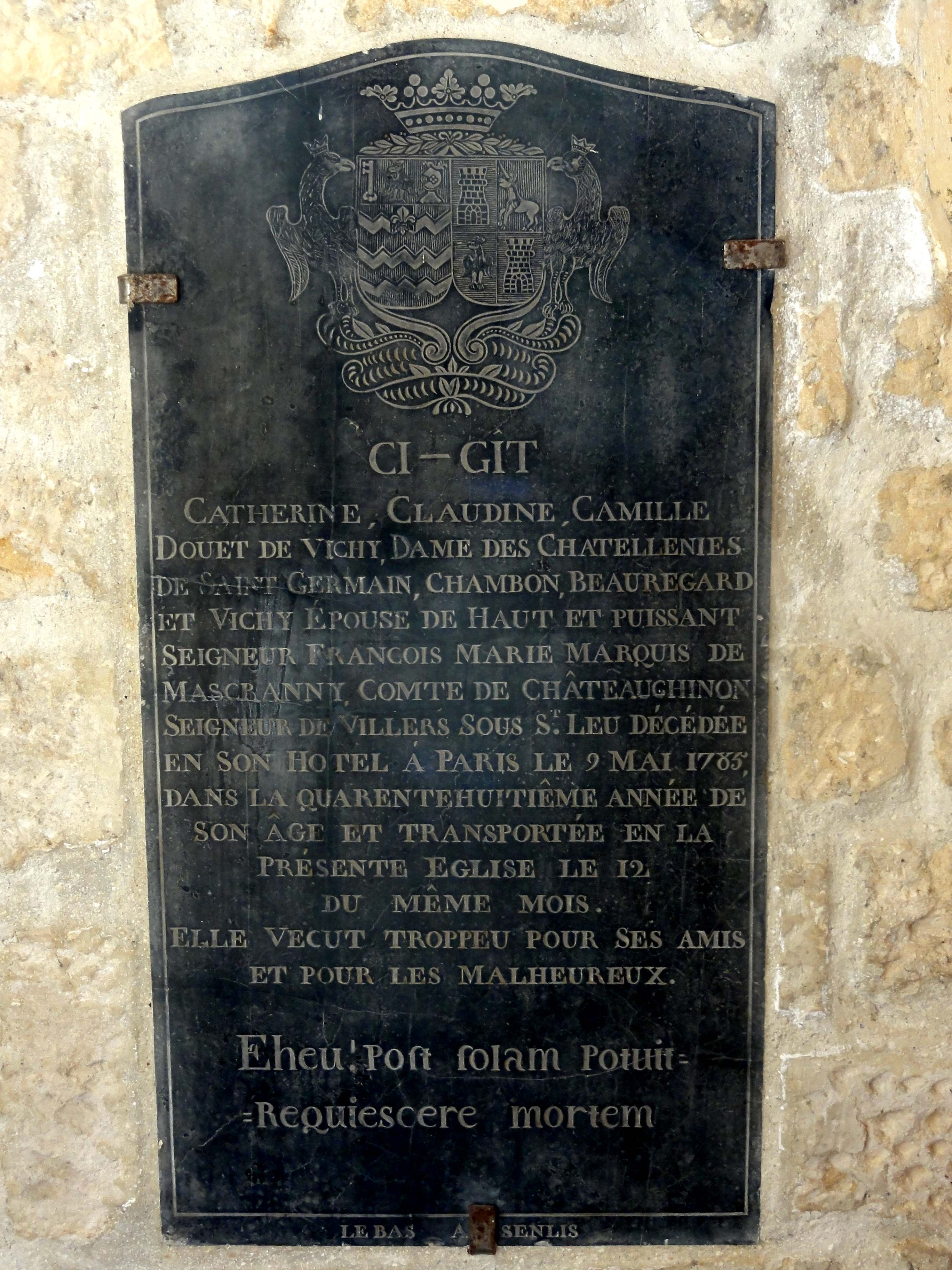
Le 12 mai 1785, la comtesse de Mascranny, épouse du seigneur de Villers, est la dernière personne enterrée dans l'église.

Les parties les plus anciennes sont romanes. Eugène Müller les date des années 1120 ; Dominique Vermand estime qu'elles ont été terminées un peu avant 1150. Il s'agit du clocher et de la nef, mais aucun morceau d'architecture romane n'est visible dans la base du clocher et à l'intérieur de la nef. En effet, l'église a subi de nombreux agrandissements et remaniements, et sa complexité est déconcertante. Si pratiquement aucune église médiévale de la région n'est homogène, rares sont les églises où les époques et les styles s'enchevêtrent autant : à titre d'exemple, on peut citer Auger-Saint-Vincent, Louvres et Saint-Gervais de Pontpoint. Vers 1150, l'église Saint-Denis présente encore un plan très simple, qui comprend une nef non voûtée de trois travées, la base du clocher tenant lieu de première travée du chœur, et une seconde travée du chœur se terminant par un chevet plat. Vers la fin du XIIe siècle selon Dominique Vermand, ou vers le début du XIIIe siècle, l'église est agrandie pour une première fois par l'adjonction d'une chapelle latérale au nord du chœur. Ensuite, un nouveau portail est aménagé au sud de la première travée de la nef. Ces éléments sont de style gothique primitif. Pendant une seconde campagne de transformations au milieu du XIIIe siècle, alors que se construit le chœur de Cramoisy, la nef est voûtée d'ogives. La base du clocher est reprise en sous-œuvre et reçoit de nouvelles arcades en tiers-point, et l'ensemble du chœur reçoit de nouvelles voûtes d'ogives, ainsi qu'une nouvelle baie de chevet,.
Au troisième quart du XIIIe siècle, l'église est agrandie pour une seconde fois, pendant une troisième campagne de transformations. Une grande chapelle de trois travées est bâtie au nord du chœur et de la dernière travée de la nef. Elle possède un portail donnant vers l'ouest. Avec la nouvelle chapelle, la base du clocher est désormais flanquée de deux travées de même largeur au nord et au sud, qui évoquent les croisillons d'un transept. Mais chacune des trois travées de ce faux transept est issue d'une époque différente, et rien ne permet d'affirmer que l'église Saint-Denis a jamais possédé un transept homogène. Au contraire, le manque de hauteur du clocher donne à penser qu'il a été conçu pour rester libre au nord et au sud, car les chapelles masquent la moitié de son unique étage. D'autre part, c'est la première travée de la chapelle sud, qui depuis l'extérieur prend l'apparence d'un croisillon, en raison de son pignon et de son toit en bâtière perpendiculaire à l'axe de la nef. Quelques années après la construction de la chapelle du sud, un vaste porche est construit au sud des deux premières travées de la nef. Il est subdivisé non en deux, mais en trois travées. C'est déjà la quatrième campagne de travaux depuis l'achèvement de l'église romane. Tout comme les deux campagnes précédentes, elle se fait dans le style gothique rayonnant. — Pendant la seconde moitié du XVIe siècle, les dégradations subies pendant la Grande Jacquerie et la guerre de Cent Ans motivent une cinquième campagne. Elle porte sur la reprise en sous-œuvre des piles du clocher ; le revoûtement de la seconde et de la troisième travée de la chapelle latérale sud ; et la réfection de la baie orientale. Ces aménagements affichent le style de la Renaissance. Vers 1890, Eugène Müller a lu la date de 1561 sur les bordures d'une fenêtre, qui ont été enlevées quelques années plus tard : cette observation permet de dater plus précisément cette dernière campagne. À la même époque, ou plus tard, deux travées du porche sont transformées en sacristie. Le portail occidental de la chapelle perd ainsi sa fonction initiale, et n'est plus visible que depuis l'intérieur de la sacristie.
Sous le Concordat de 1801, le diocèse de Beauvais est annexé au diocèse d'Amiens, mais recouvre son indépendance en 1822. Depuis, Villers-sous-Saint-Leu en fait partie à l'instar de toutes les autres communes du département. La cure Villers-sous-Saint-Leu n'est pas rétablie à la Révolution, et la paroisse est réunie à celle de Saint-Leu-d'Esserent. L'église est classée aux monuments historiques par arrêté du 11 janvier 1944. Aujourd'hui, Saint-Leu n'est pas non plus une paroisse indépendante. Depuis 1996, quarante-cinq  nouvelles paroisses plus étendues que les anciennes remplacent en effet les anciennes paroisses du diocèse de Beauvais. Depuis cette date, Villers-sous-Saint-Leu est intégré dans la paroisse Notre-Dame des Deux Rivières avec siège à Montataire, dont dépendent également Saint-Leu-d'Esserent et Thiverny. Les messes dominicales sont célébrées en l'église Saint-Denis le premier et le troisième dimanche du mois à 10 h 30, avec toutefois quelques exceptions.

## Description

### Aperçu général

Plan de l'église.

À peu près régulièrement orientée, avec une légère déviation de l'axe de l'édifice vers le nord-est du côté du chevet, l'église répond à un plan irrégulier qui est le fruit des agrandissements successifs depuis la fin du XIIe siècle. Elle se compose d'une nef de trois travées, dont les deux premières travées sont flanquées d'un porche et d'une sacristie au sud ; d'une base du clocher formant la première travée du chœur ; d'une seconde travée du chœur se terminant par un chevet plat ; d'une chapelle latérale nord du chœur de deux travées ; et d'une chapelle latérale sud de trois travées, qui communique avec la dernière travée de la nef et les deux travées du chœur. La première travée de cette chapelle forme une sorte de faux croisillon du transept, avec pignon au sud, et un toit en bâtière perpendiculaire au toit du vaisseau central. À l'instar du chœur, les deux chapelles latérales se terminent par un chevet plat, et l'élévation orientale présente ainsi une enfilade de trois pignons, tous différents. Au sud, le porche et la sacristie suggèrent l'existence d'un bas-côté, ce qui n'est toutefois pas le cas, comme le montrent les dispositions intérieures. Le portail sous le porche constitue l'unique accès à l'église, le portail latéral au nord de la nef étant bouché. Une porte aujourd'hui condamnée existe en outre dans la seconde travée de la chapelle du nord, en dessous de la fenêtre. L'ensemble de l'église est voûté d'ogives, mais les voûtes de la nef, de la base du clocher, et de la seconde et de la troisième travée de la chapelle sud sont postérieures à l'époque de construction de ces parties.

### Intérieur

#### Nef

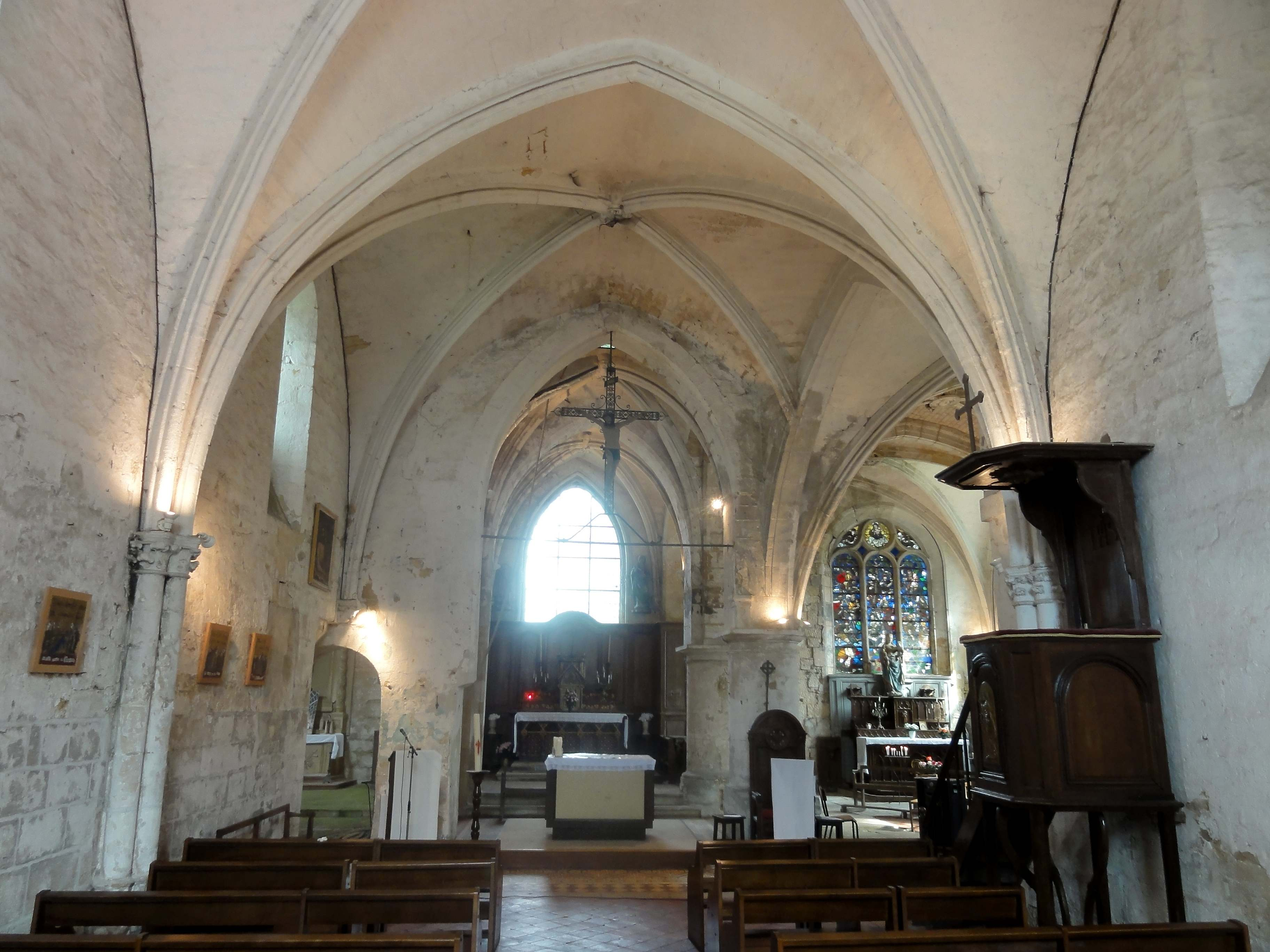
Nef, vue vers l'est.

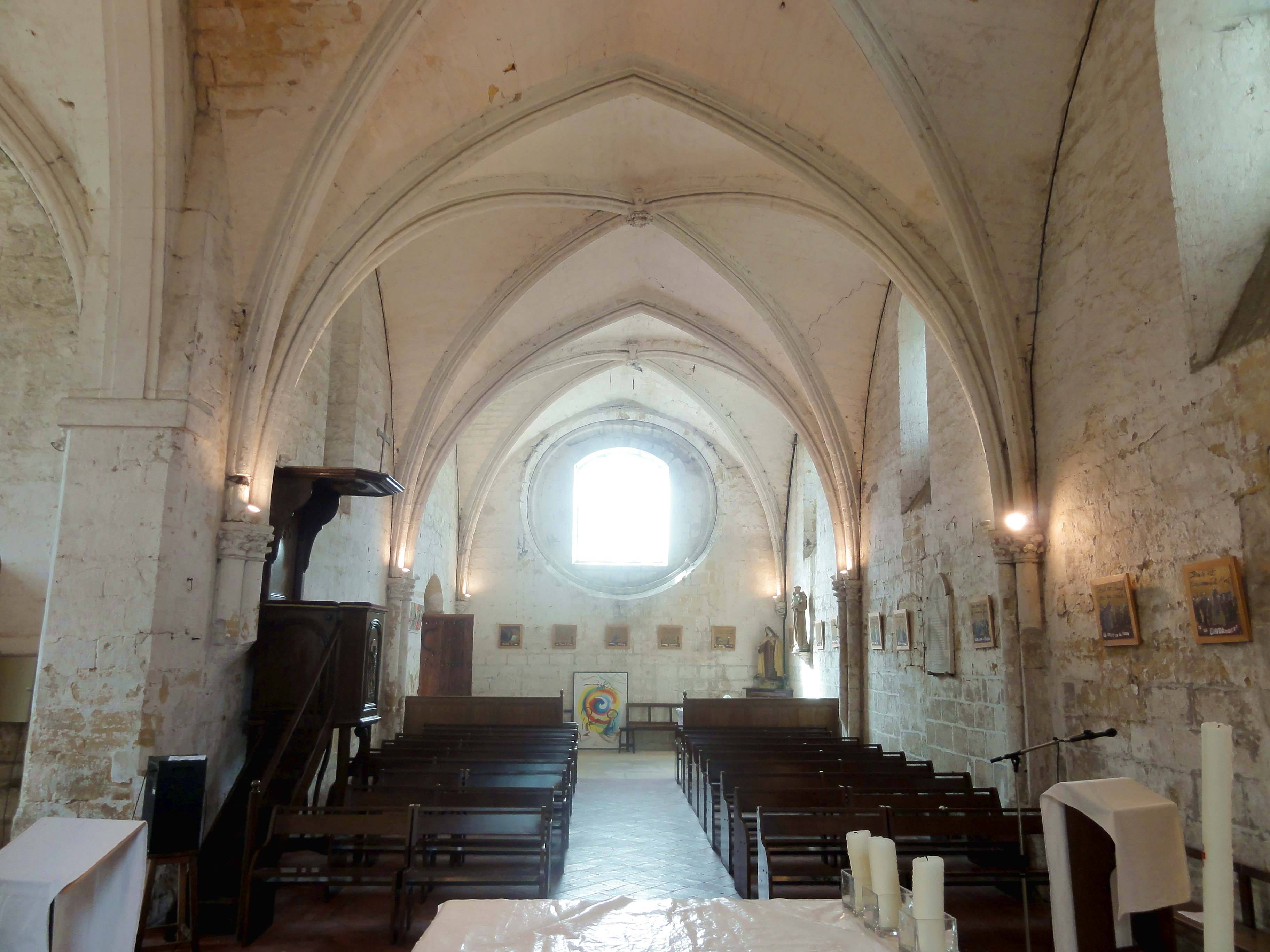
Nef, vue vers l'ouest.

La nef n'est à l'origine qu'une simple salle rectangulaire, aussi large que haute. Elle est nettement plus large que la base du clocher, ce qui a permis d'établir le raccordement avec la chapelle latérale nord par un passage berrichon, comme à Arthies, Catenoy (autrefois), Heilles, Marquemont, Moussy, Nogent-sur-Oise et Saint-Martin-des-Champs. L'éclairage est assuré par trois fenêtres en plein cintre au nord, qui se situent en hauteur, et s'ouvrent au-dessus d'un long glacis. Au sud, il n'y a plus que la fenêtre de la seconde travée. Le mur de la troisième travée a été entièrement supprimé à la faveur d'un arc-doubleau oblique assurant la communication avec la première travée de la chapelle latérale sud. Quelques années après le voûtement de la nef, la voûte de la troisième travée a déjà été entamée par ce doubleau, qui assure cependant une meilleure continuité visuelle que le passage berrichon. L'on ignore la disposition de la première travée avant la création du portail actuel, à la période gothique. La façade occidentale n'a peut-être jamais possédé un portail, ce qui est assez exceptionnel pour un mur occidental qui n'est pas enclavée dans des propriétés privées. En l'occurrence, la raison est l'étroitesse de la rue. Aujourd'hui, la façade est percée d'une fenêtre en anse de panier, qui s'inscrit dans l'ouverture bouchée d'une ancienne rosace. Elle était entourée d'un chanfrein et d'un tore, ce qui ne permet pas une datation. La plus ancienne rosace de la région se trouve au croisillon nord de l'église Saint-Étienne de Beauvais ; elle a 3,50 m de diamètre et date des alentours de 1145.
Pour le voûtement d'ogives, le maître d'œuvre n'a pas recours systématiquement à des culs-de-lampe, comme quelques années plus tôt à Thiverny, mais il place des faisceaux de trois colonnettes appareillées à l'intersection entre les travées, et des colonnettes uniques dans les angles près de la façade. Ce n'est que dans les angles qu'il emploie des culs-de-lampe. Au nord-est, le passage berrichon vers la chapelle latérale ne laisse pas de place pour une colonnette ; dans les autres cas, le motif est moins évident. Vers 1230 / 1240, la nef romane de Trumilly est voûtée de la même façon. La retombée des ogives et doubleaux s'effectue sur un tailloir unique à trois becs (angles saillants). De tels tailloirs se rencontrent également à Saint-Jacques de Compiègne, dans l'abbatiale de Saint-Martin-aux-Bois, ainsi qu'au sommet de colonnes isolées, dans le chœur des églises Sainte-Maure-et-Sainte-Brigide de Nogent-sur-Oise et Saint-Pierre de Genainville, et à la Sainte-Chapelle de Paris, ce qui permet la datation du milieu du XIIIe siècle. Les chapiteaux sont sculptés de deux rangs de crochets ou de feuillages bien fouillés. Le cul-de-lampe au nord-est arbore le buste d'un homme, et les deux autres, des feuillages. Les ogives sont au profil d'un tore aminci en forme d'amande flanqué de deux boudins, l'ensemble étant placé sur un étroit bandeau saillant, dont chaque face présente une retraite par un chanfrein agrémenté de moulures. Le profil saillant des ogives a permis de placer des têtes humaines à l'est et à l'ouest de chacune des clés de voûte, ce qui est une disposition courante. Les clés de voûte elles-mêmes sont des couronnes de feuillages. Il faut souligner le haut niveau esthétique de ce voûtement d'ogives, dont le caractère secondaire ne se traduit que par l'absence de formerets et par les proportions de la nef, qui est un peu trapue pour la période rayonnante.

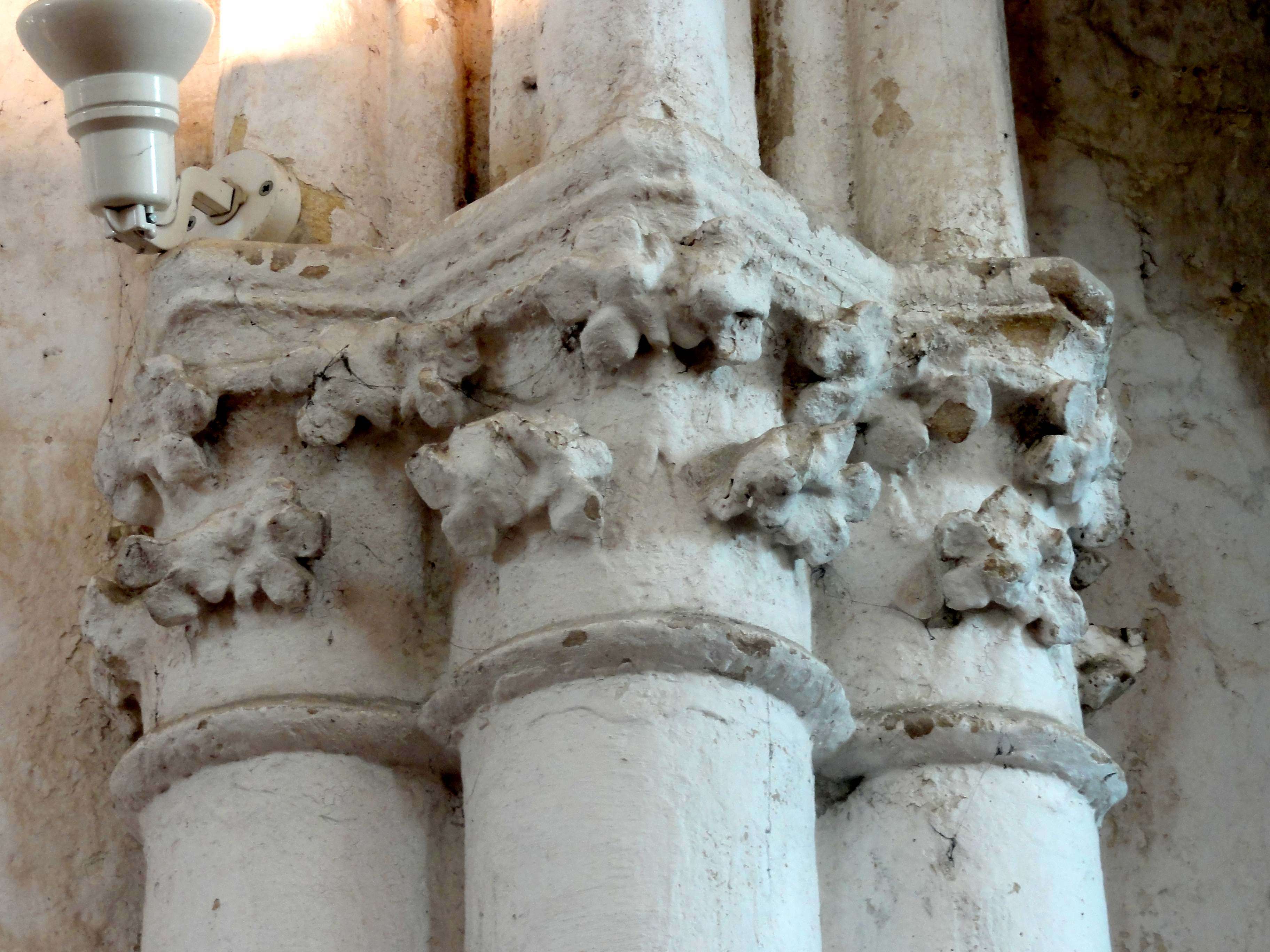
Chapiteaux au nord du 2e doubleau.
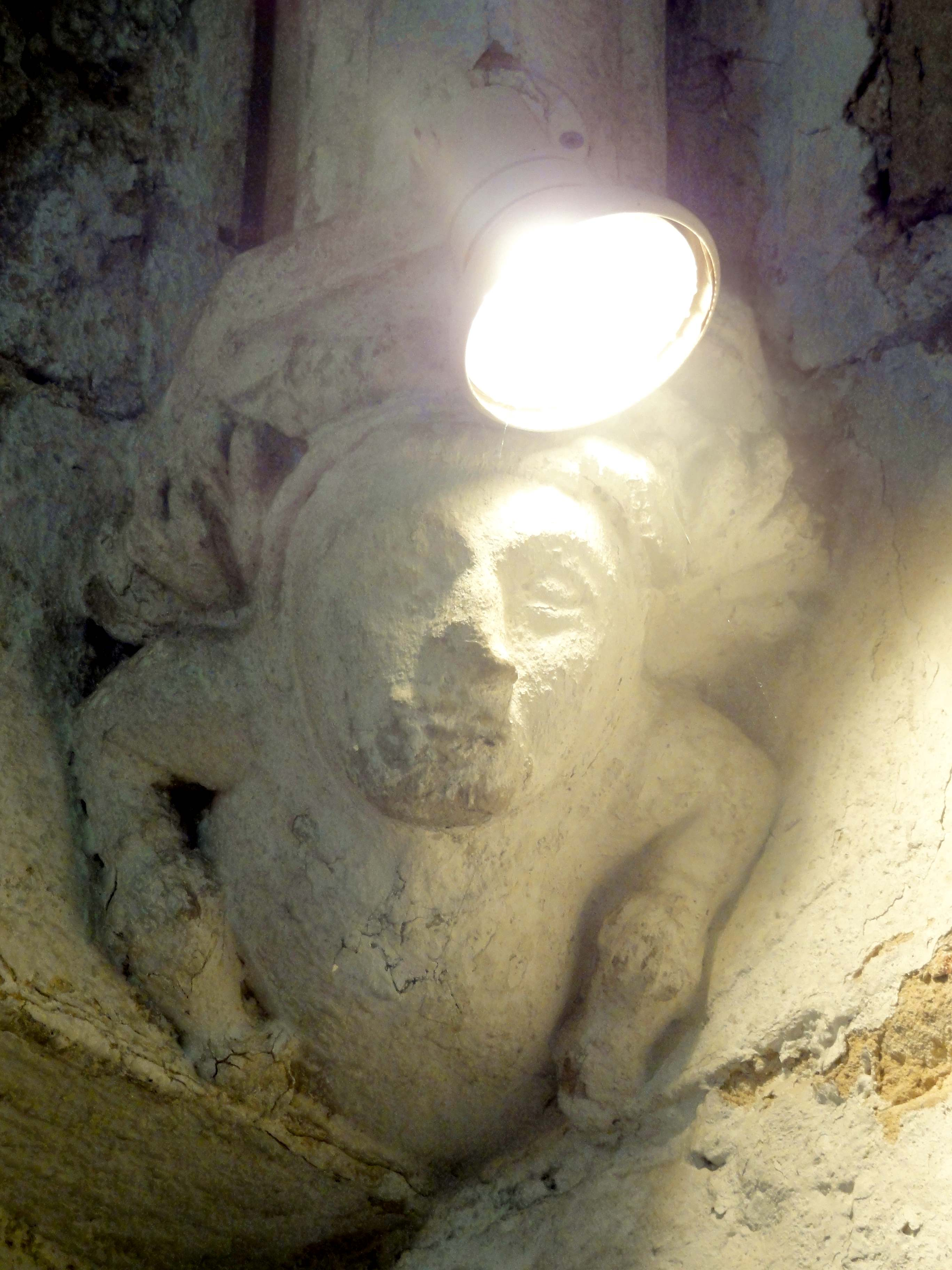
Cul-de-lampe dans l'angle nord-est.
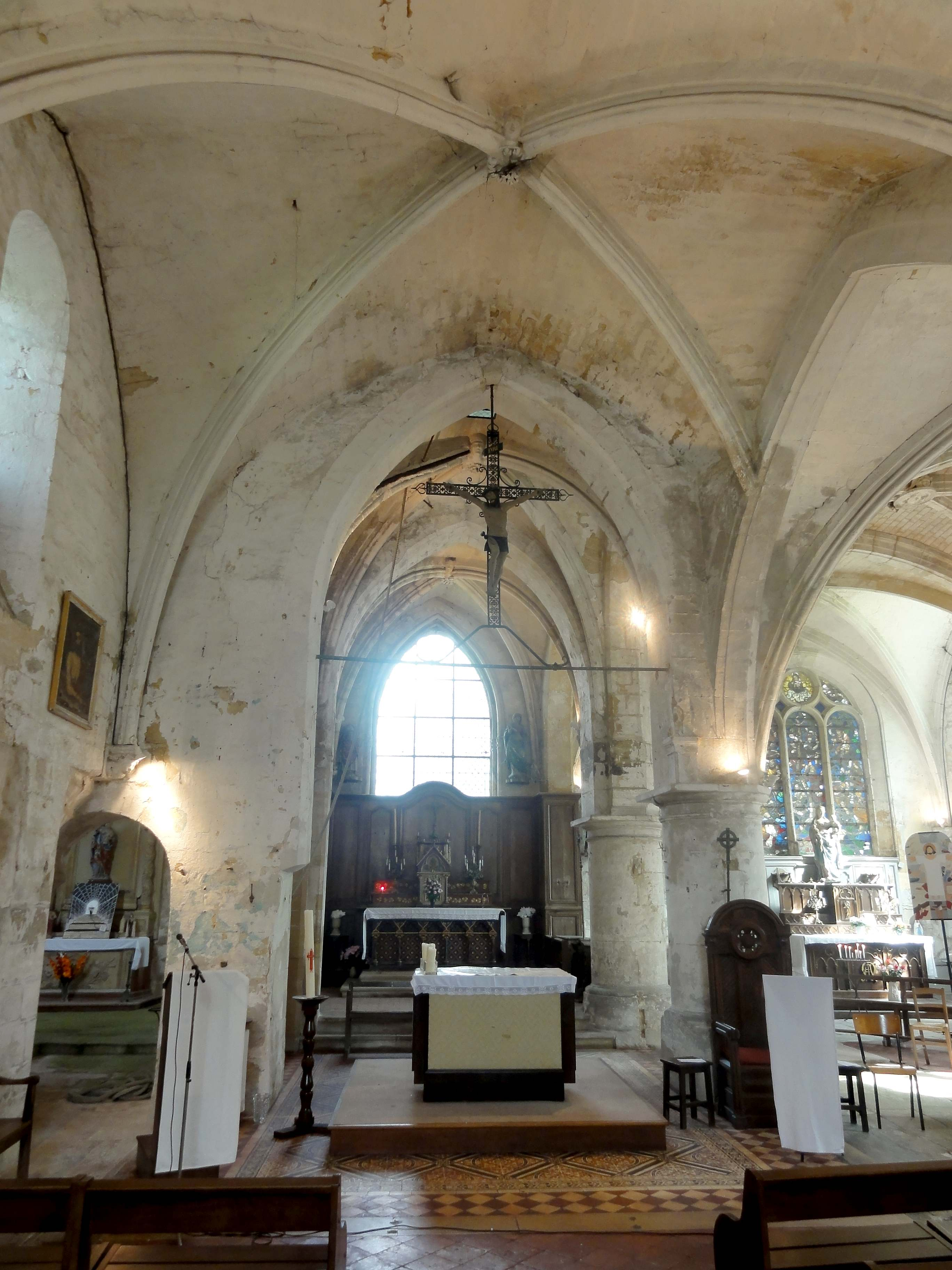
Dernière travée, vue dans le chœur.
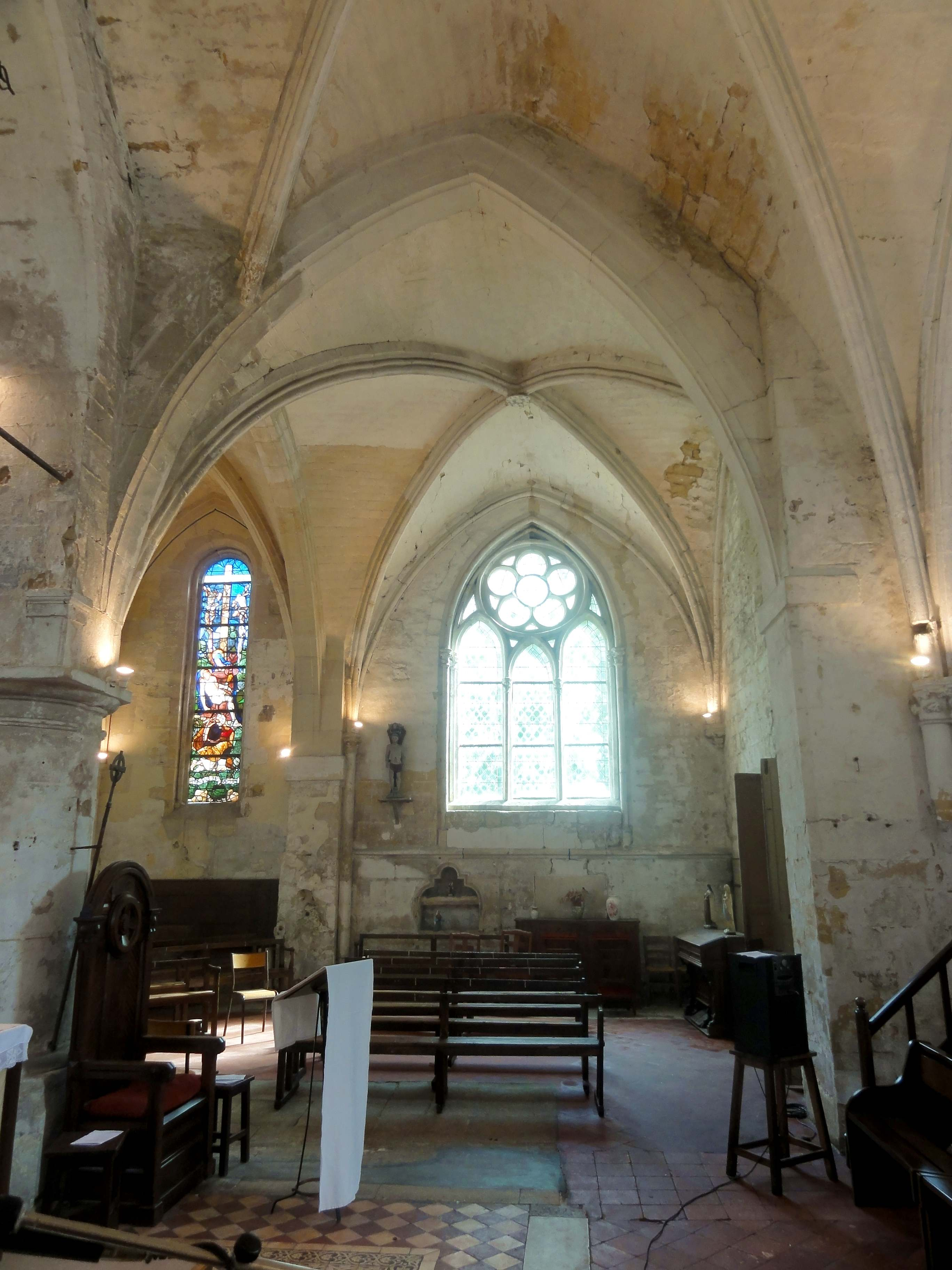
Dernière travée, vue dans la chapelle sud.
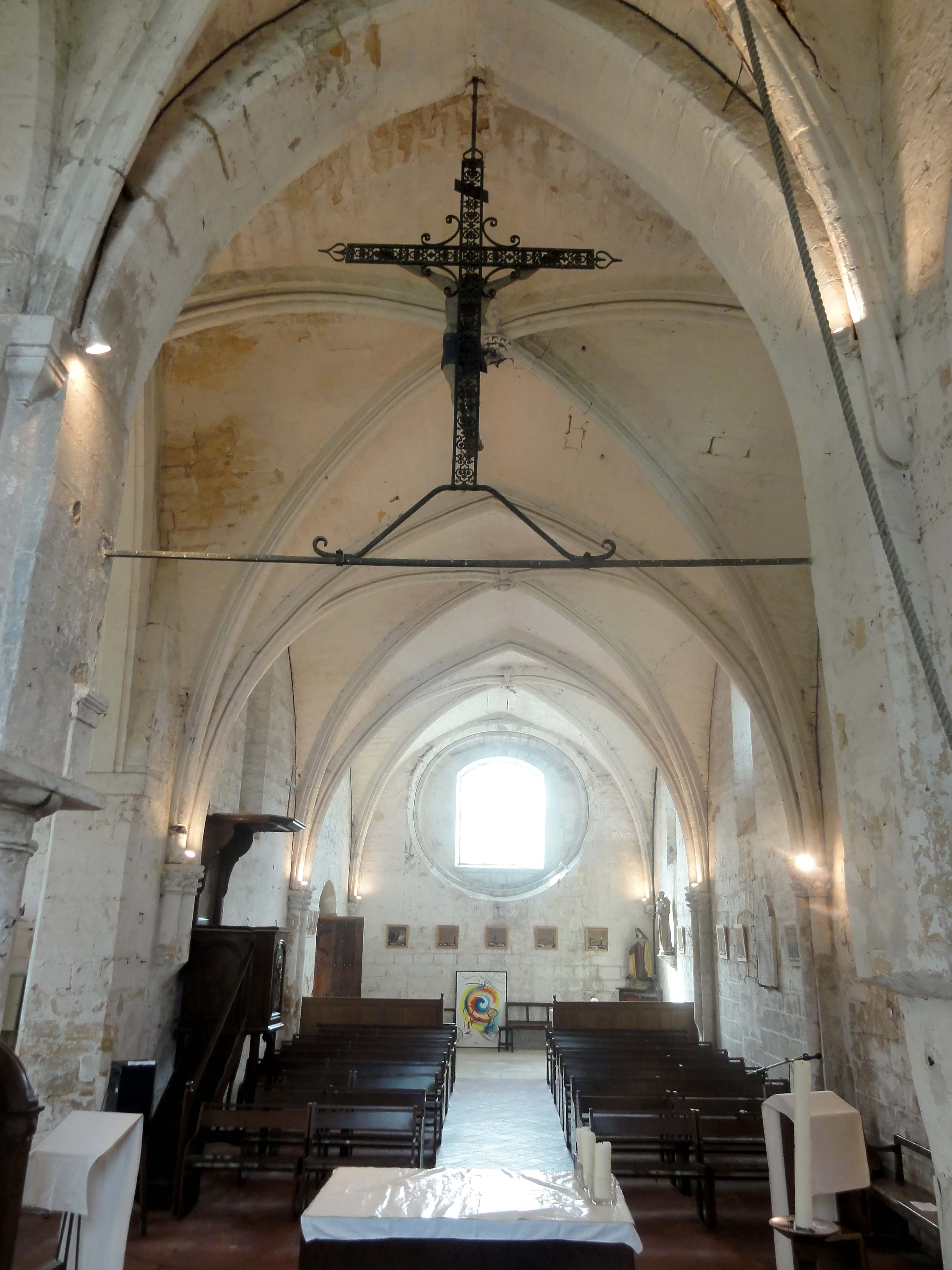
Vue depuis la base du clocher.
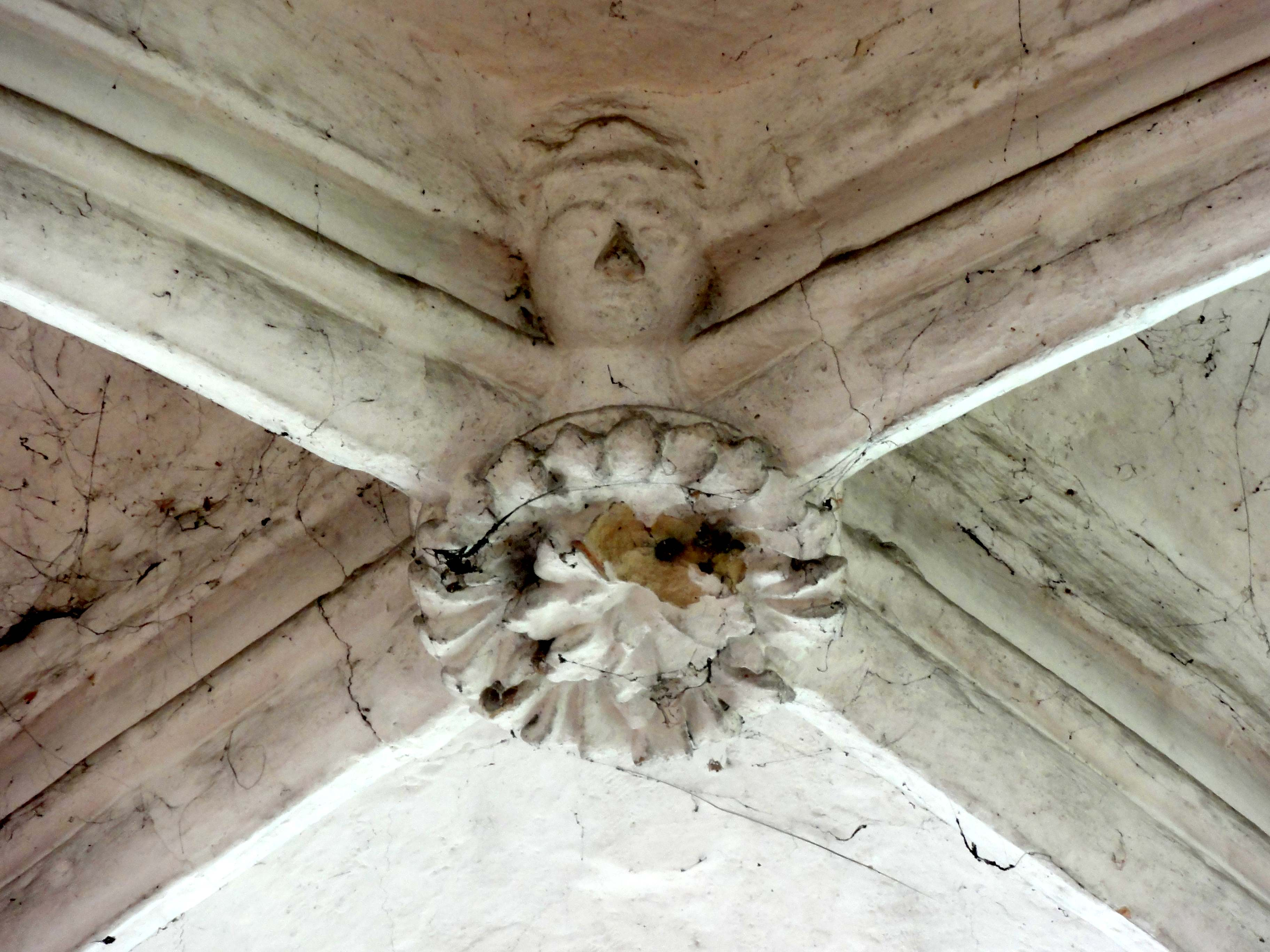
Clé de voûte de la 3e travée.

#### Chœur

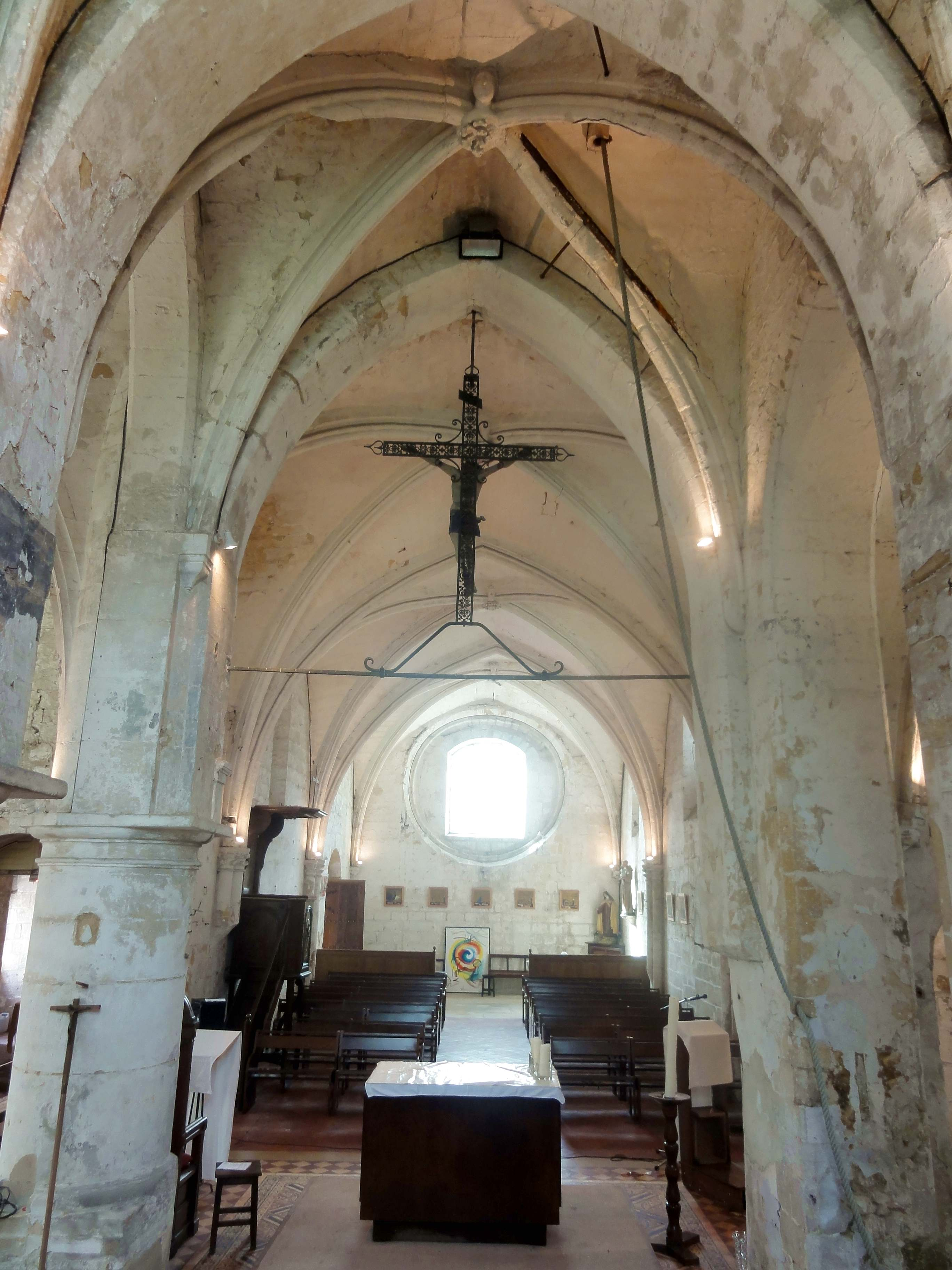
Base du clocher, vue vers l'ouest dans la nef.

Dans le Beauvaisis, la position habituelle des clochers est au-dessus de la première travée du chœur ou croisée du transept, ce qui a l'inconvénient de chœurs étroits. De nombreuses églises romanes avaient le même plan que l'église Saint-Denis au milieu du XIIe siècle. La reconstruction gothique du chœur n'a pas permis de le rendre plus spacieux. Le raccordement avec la nef est malaisée, et il manque un arc triomphal digne de ce nom. Au nord, le piédroit de l'arcade est entaillé. Au sud, la symétrie est perturbée par le doubleau oblique reliant la nef à la chapelle latérale sud, et par la grosse pile cylindrique appareillée en tambour de la Renaissance enlève la symétrie. On trouve une pile identique au sud-est de la base du clocher. Ces piles ont pour tailloir une simple tablette, et sont dépourvues de chapiteaux sculptés. — La base du clocher n'est pas carrée, mais barlongue dans le sens nord-sud, comme à Rully. Elle communique avec les quatre travées avoisinantes par d'épaisses arcades en tiers-point, qui ne sont pas moulurées mais seulement chanfreinées, et dépourvues de supports. L'arcade septentrionale vers la chapelle de la fin du XIIe siècle est moins élevée que les trois autres, et a sans doute été percée dans un mur préexistant. Ce devrait aussi être le cas de l'arcade méridionale, puisque la chapelle latérale sud n'a été construite qu'après le voûtement de la nef et la reconstruction du chœur. Cette arcade, ainsi que les deux arcades vers la nef et la seconde travée du chœur, épousent parfaitement la forme de la voûte, ce qui donne à penser qu'elles ont été reprises en sous-œuvre au milieu du XIIIe siècle. Les arcs en tiers-point existent déjà à la fin de la période romane, et font leur apparition dans la région avant 1130 dans le chœur de Morienval, dans le transept de Rieux, et dans la nef de Villers-Saint-Paul. La voûte actuelle est analogue aux voûtes de la nef, y compris la clé de voûte. Les ogives s'estompent dans des culs-de-lampe non décorés, sauf dans l'angle sud-ouest, où l'on trouve un cul-de-lampe mouluré de la Renaissance.
La seconde travée est plus profonde que large. Elle ressemble sinon beaucoup à la base du clocher : la voûte et les arcades latérales sont analogues. Près du chevet, les deux culs-de-lampe sont sculptés de têtes humaines. Contrairement à ce que suggère l'élévation extérieure, qui présente un pignon désaxé par rapport à la fenêtre, la grande baie du chevet est parfaitement alignée en dessous du sommet de la voûte. Elle est en tiers-point, et flanquée de deux paires de fines colonnettes à chapiteaux, qui supportent des archivoltes toriques. Le remplage rayonnant s'est perdu. Depuis l'extérieur, l'on voit que la partie inférieure de la fenêtre est bouchée. Les vestiges de deux meneaux toriques sont englobés dans le mur, et montrent que le remplage était à trois lancettes. Il n'est pas clair si la seconde travée comporte des éléments de la période romane en plus des contreforts plats encore visibles depuis l'extérieur. L'absence d'arc-formerets ne constitue pas une preuve d'un voûtement secondaire, et il se peut que la seconde travée du chœur roman a été presque entièrement démolie avant d'être rebâtie : sachant que les chœurs sont déjà fréquemment voûtés d'ogives au second quart du XIIIe siècle, comme à Avrechy, Foulangues et Mogneville, et que de nombreuses voûtes de cette époque se sont conservées dans le département, l'on saisirait mal la raison d'un simple revoûtement.

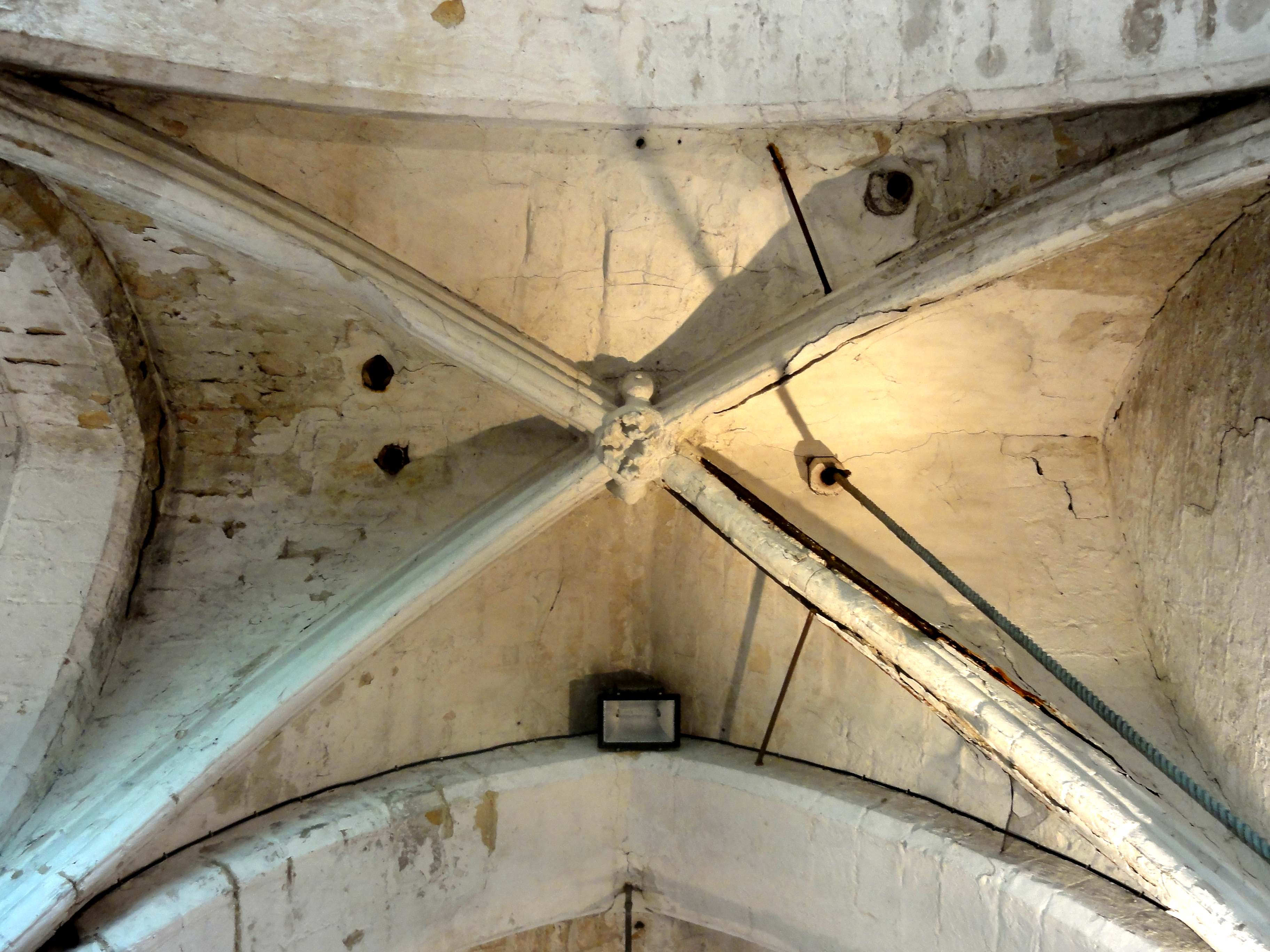
Voûte du milieu du XIIIe sous le clocher roman.
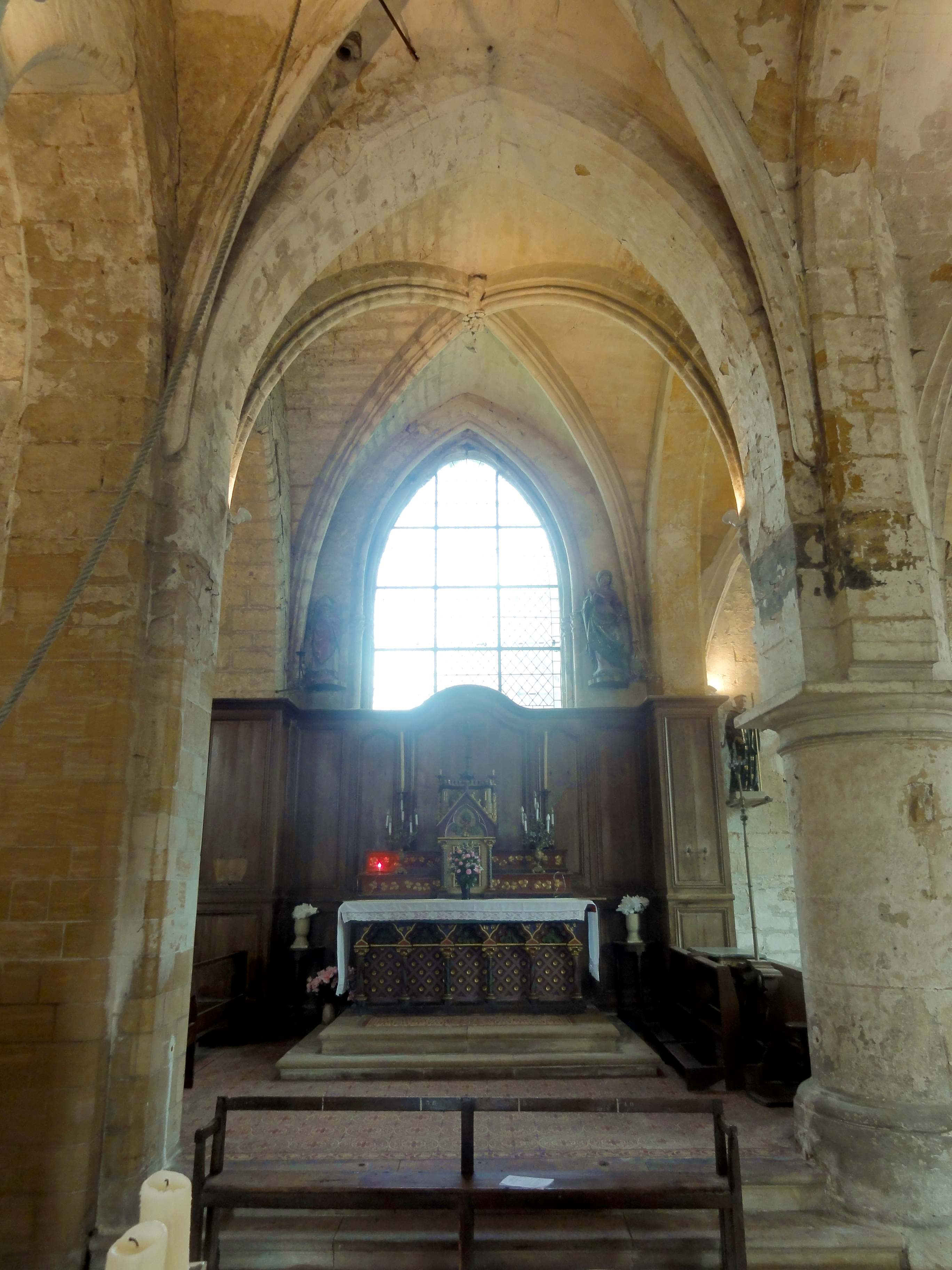
Base du clocher, vue dans la 2e travée du chœur.
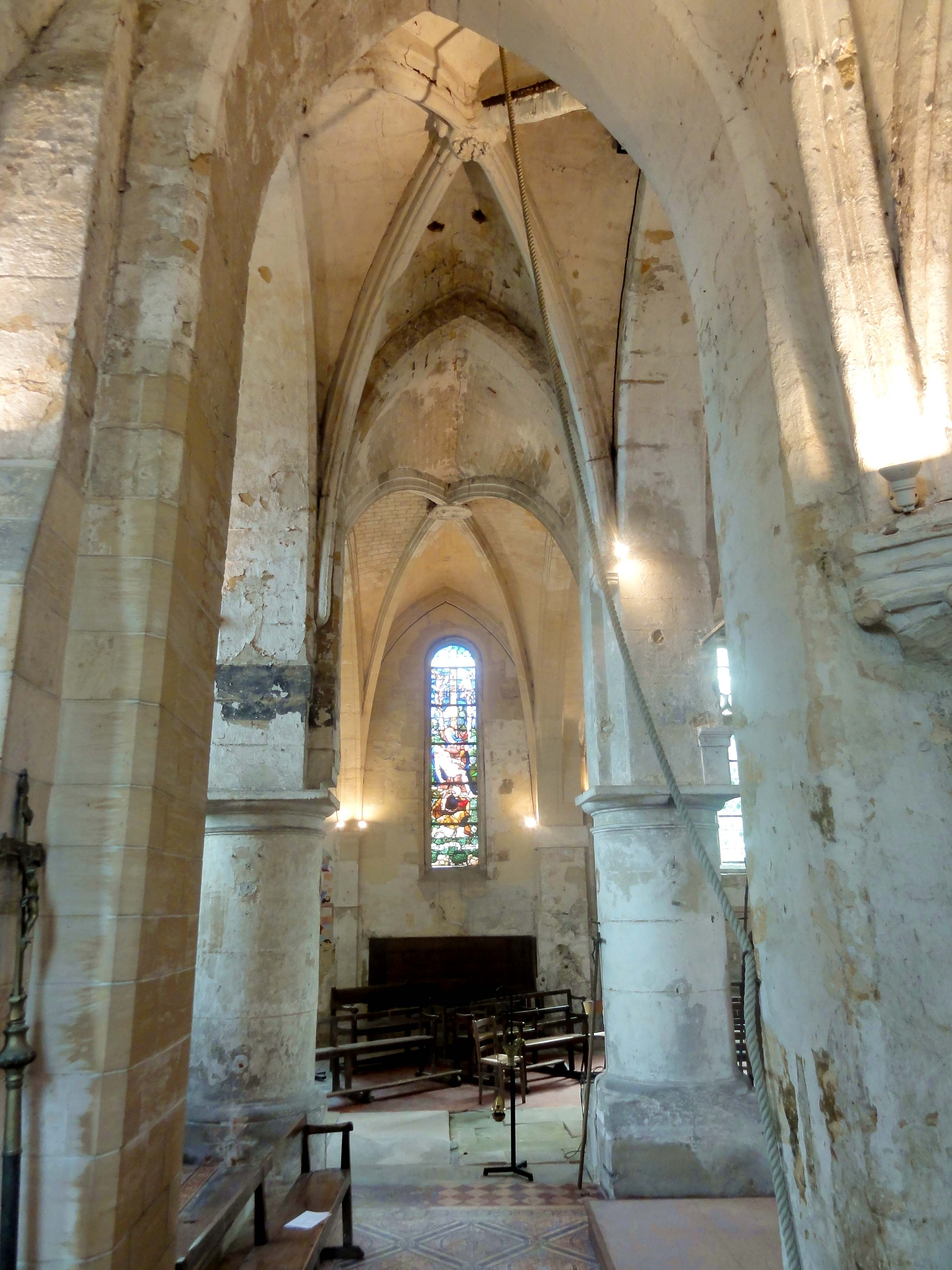
« Transept », vue nord-sud.
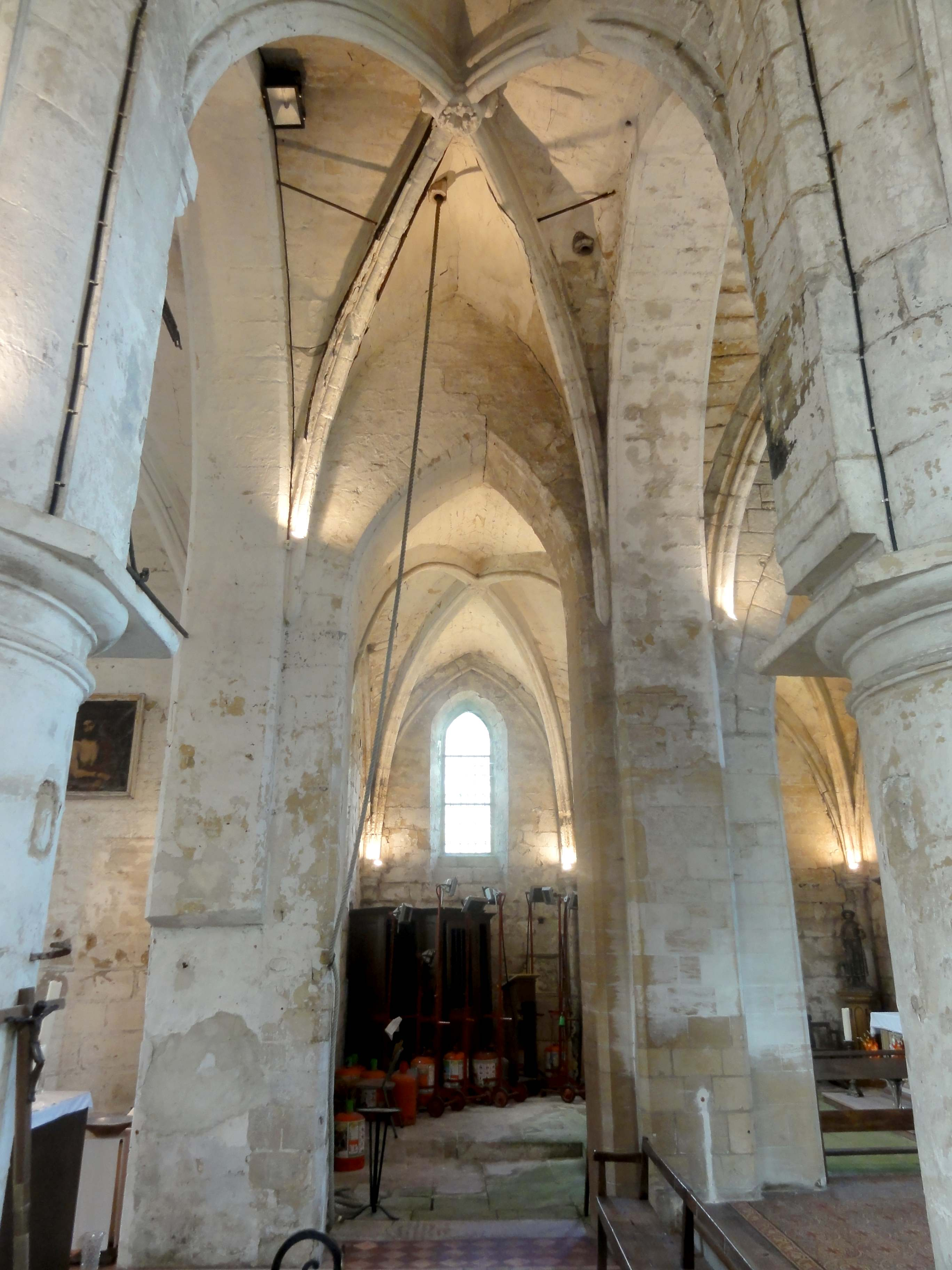
« Transept », vue sud-nord.
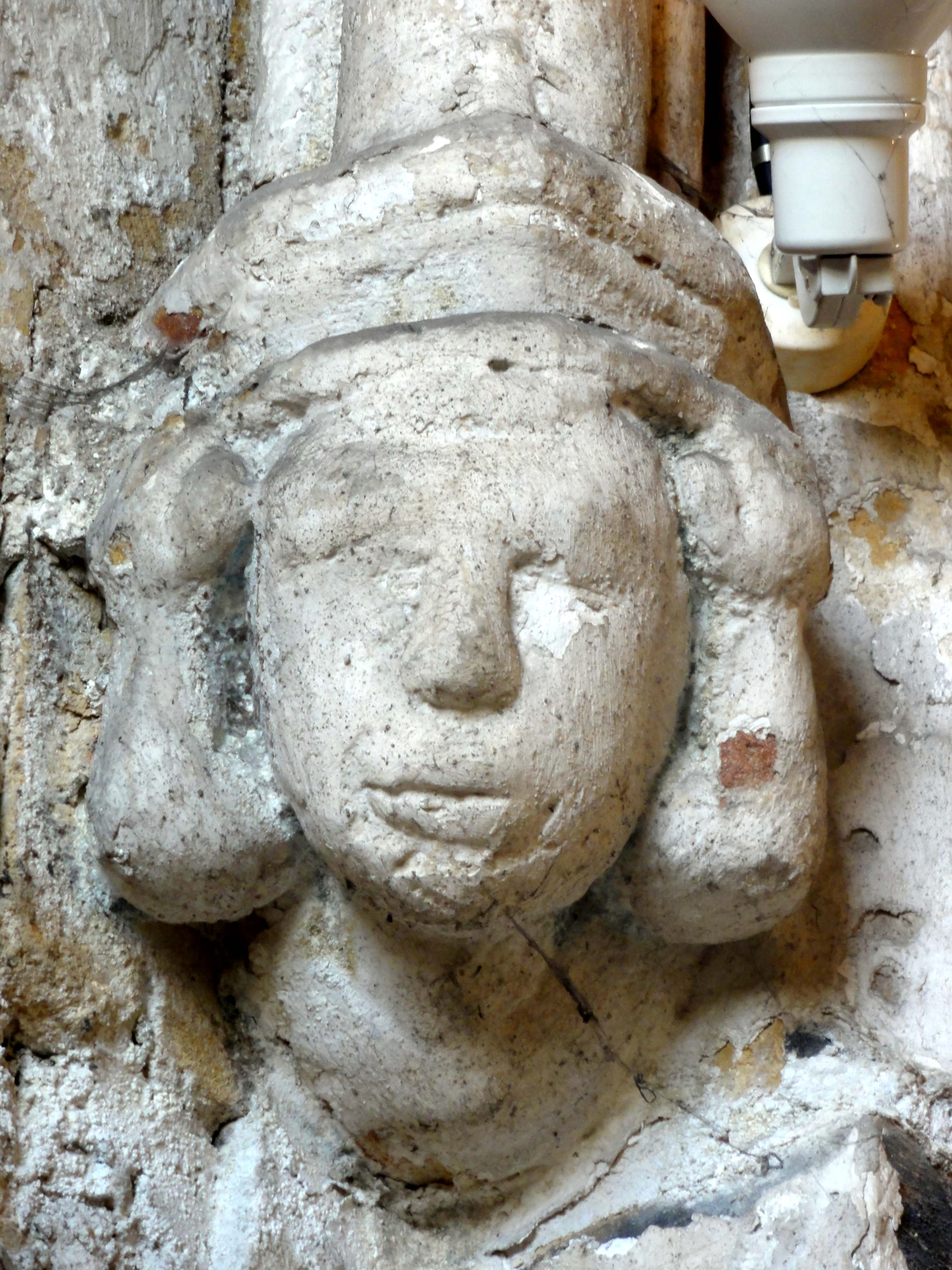
Cul-de-lampe près du chevet.
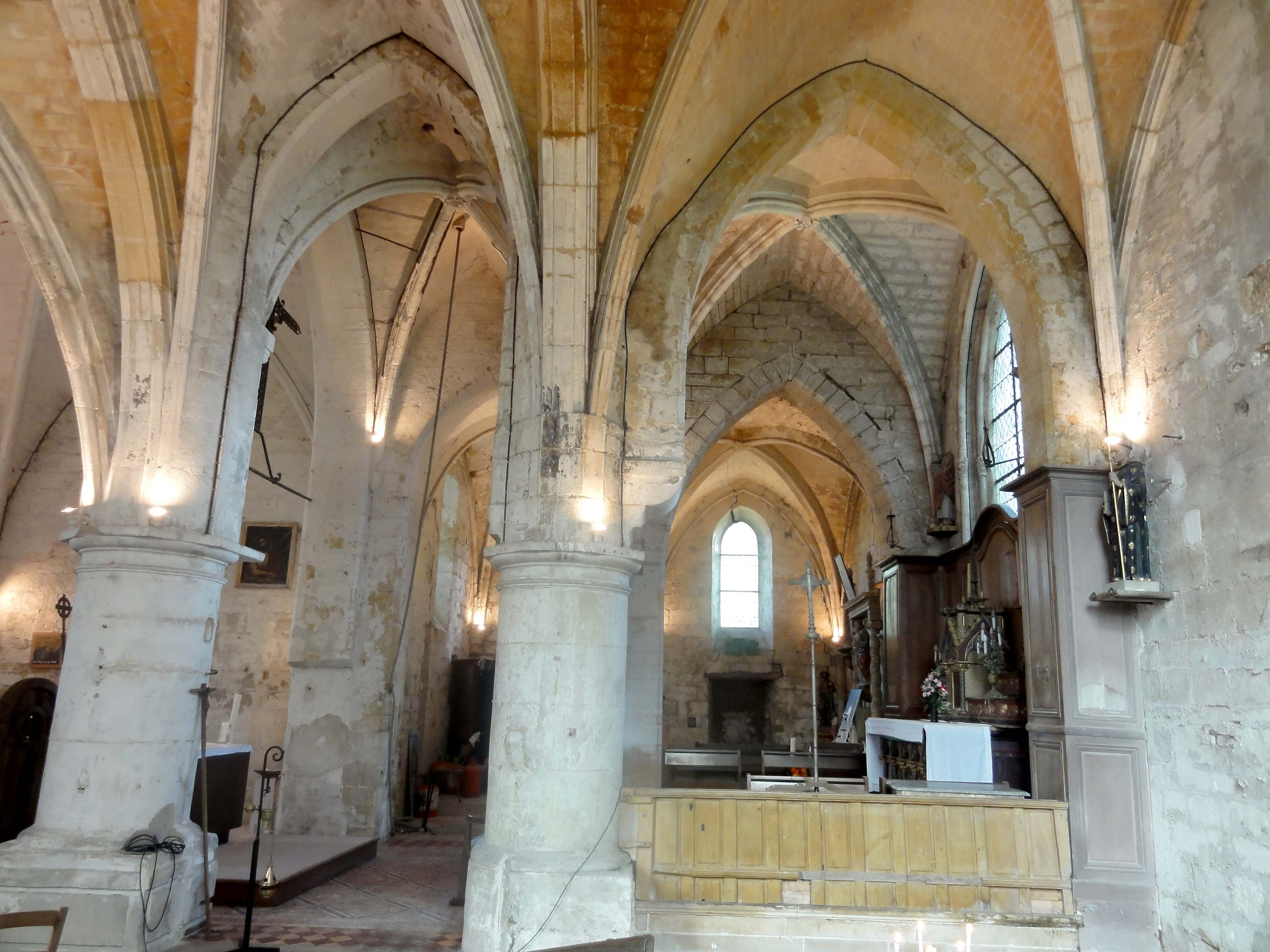
Vue sur les deux travées du chœur depuis le sud.

#### Chapelle latérale nord

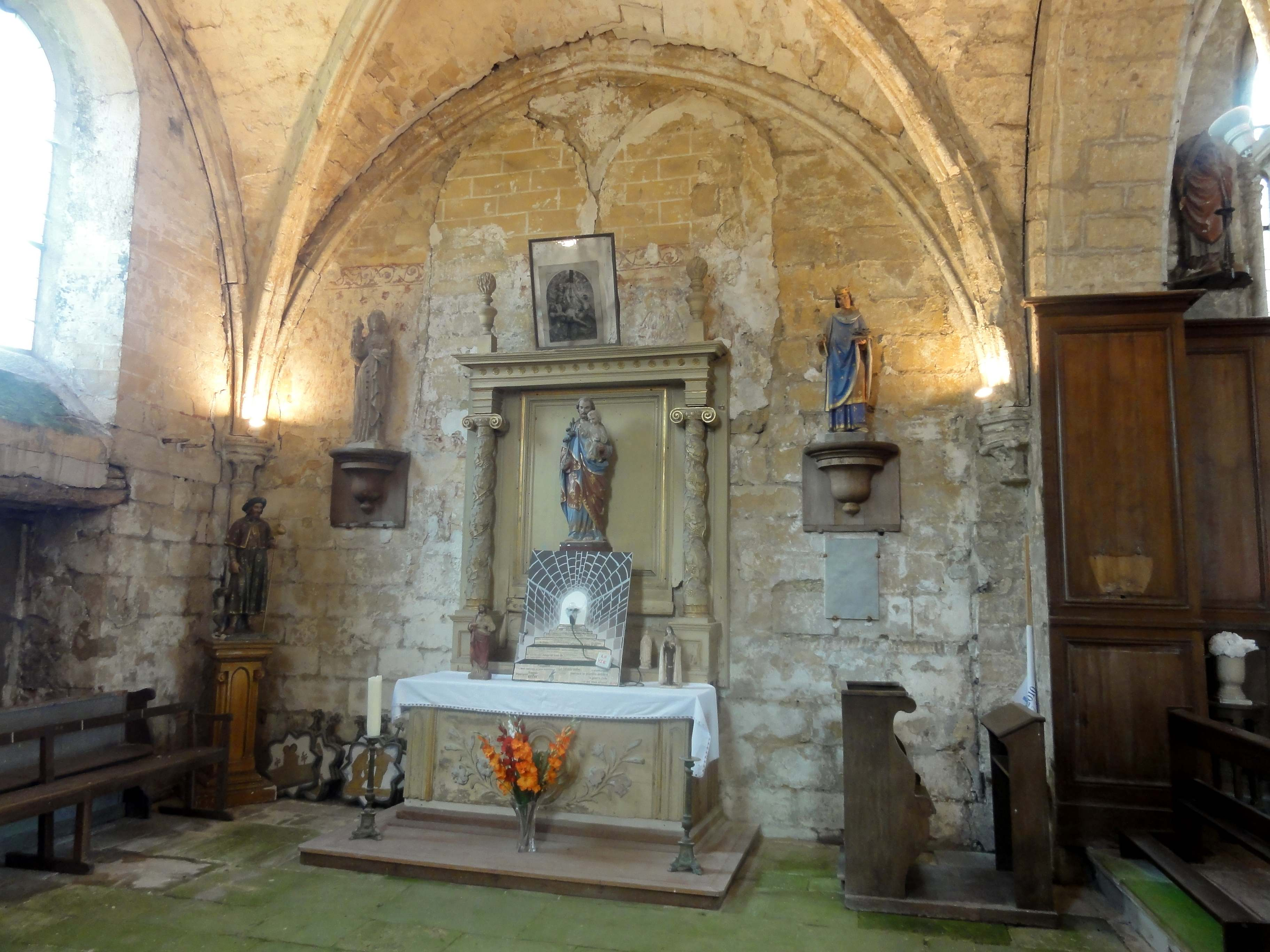
Chevet de la chapelle nord.

À la fin du XIIe ou au début du XIIIe siècle, les églises homonymes de Foulangues et Mogneville sont également agrandies par l'adjonction d'une chapelle au nord du chœur. Ces chapelles ne comptent qu'une seule travée, mais sinon, les analogies sont nombreuses. Ceci vaut pour le profil des ogives, qui est d'une arête entre deux tores ; pour les clés de voûte, qui sont des petites rosaces de diamètre inférieur que les ogives ; ainsi que pour les fenêtres du chevet. Ce sont des lancettes simples inscrites sous un arc de décharge commune ; trois à Foulangues et deux à Mogneville, tout comme à Villers-sous-Saint-Leu. Cette baie intéressante est malheureusement bouchée, mais encore bien visible depuis l'extérieur. Moins répandue que le triplet, la même disposition se rencontre aussi dans les nefs de Clermont et Saint-Leu-d'Esserent ; dans le croisillon nord de Belloy-en-France ; et sur les chevets  Cinqueux (chapelle ruinée), Livilliers et Méry-sur-Oise. Contrairement à Foulangues et Mogneville, les baies latérales ne sont que des lancettes uniques. Une lancette unique est également ménagée dans le mur occidental. Autour de l'ancienne fenêtre du chevet, l'on observe des traces de peintures murales.
Les deux travées de la chapelle sont de profondeur inégale, sachant que leur profondeur est commandée par les dimensions des travées du chœur. La seconde travée est donc plus profonde. L'arc-doubleau à leur intersection montre un profil similaire à celui des ogives, avec un filet entre deux tores. Contrairement au vaisseau central, des formerets existent le long des murs. Au milieu du mur septentrional, les nervures des voûtes retombent sur un faisceau de trois colonnettes. En face au sud, l'ogive de la seconde travée est reçue sur un cul-de-lampe, alors que les deux autres nervures se fondent dans la pile du clocher, depuis que celle-ci a été reprise. Dans les angles, l'ogive et les formerets se partagent un même tailloir au plan d'un quart-d'octogone. Le tailloir repose sur le chapiteau de crochets d'une colonnette unique à gauche du chevet, ou sur un cul-de-lampe également sculpté de crochets dans les autres angles (à droite du chevet au moins, ce semble être un chapiteau qui a perdu sa colonnette).

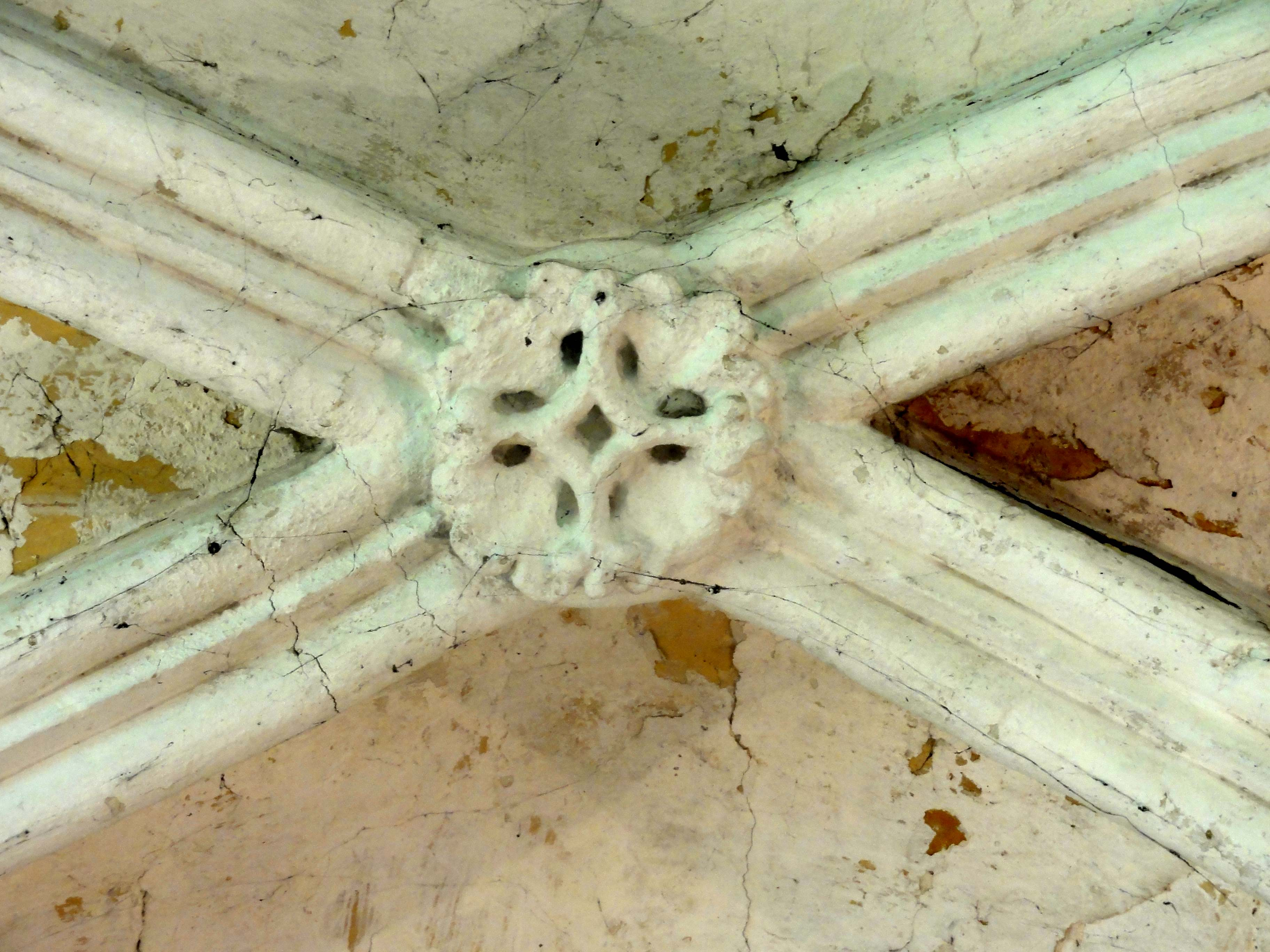
1re travée, clé de voûte.
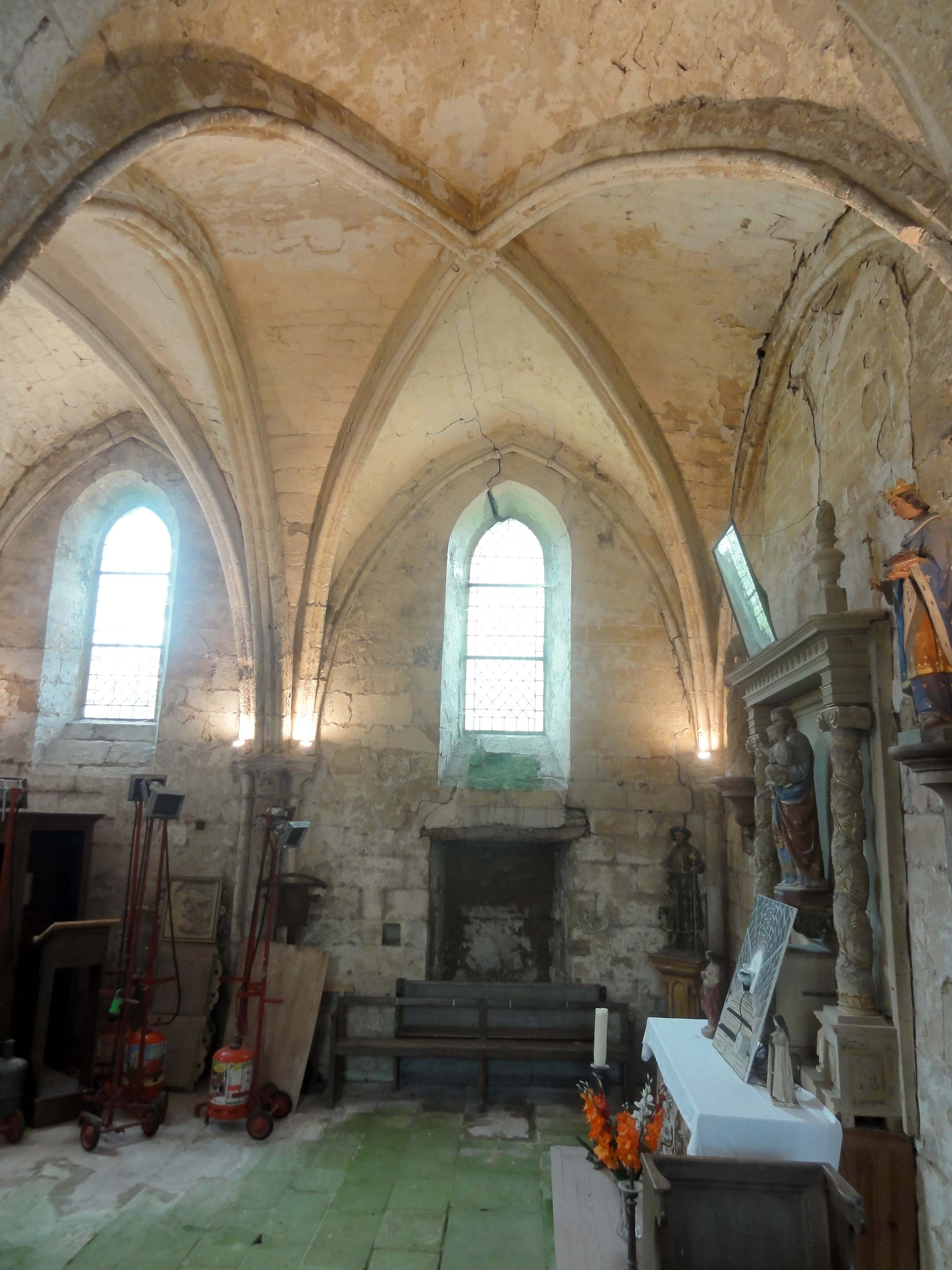
2e travée, vue vers le nord.
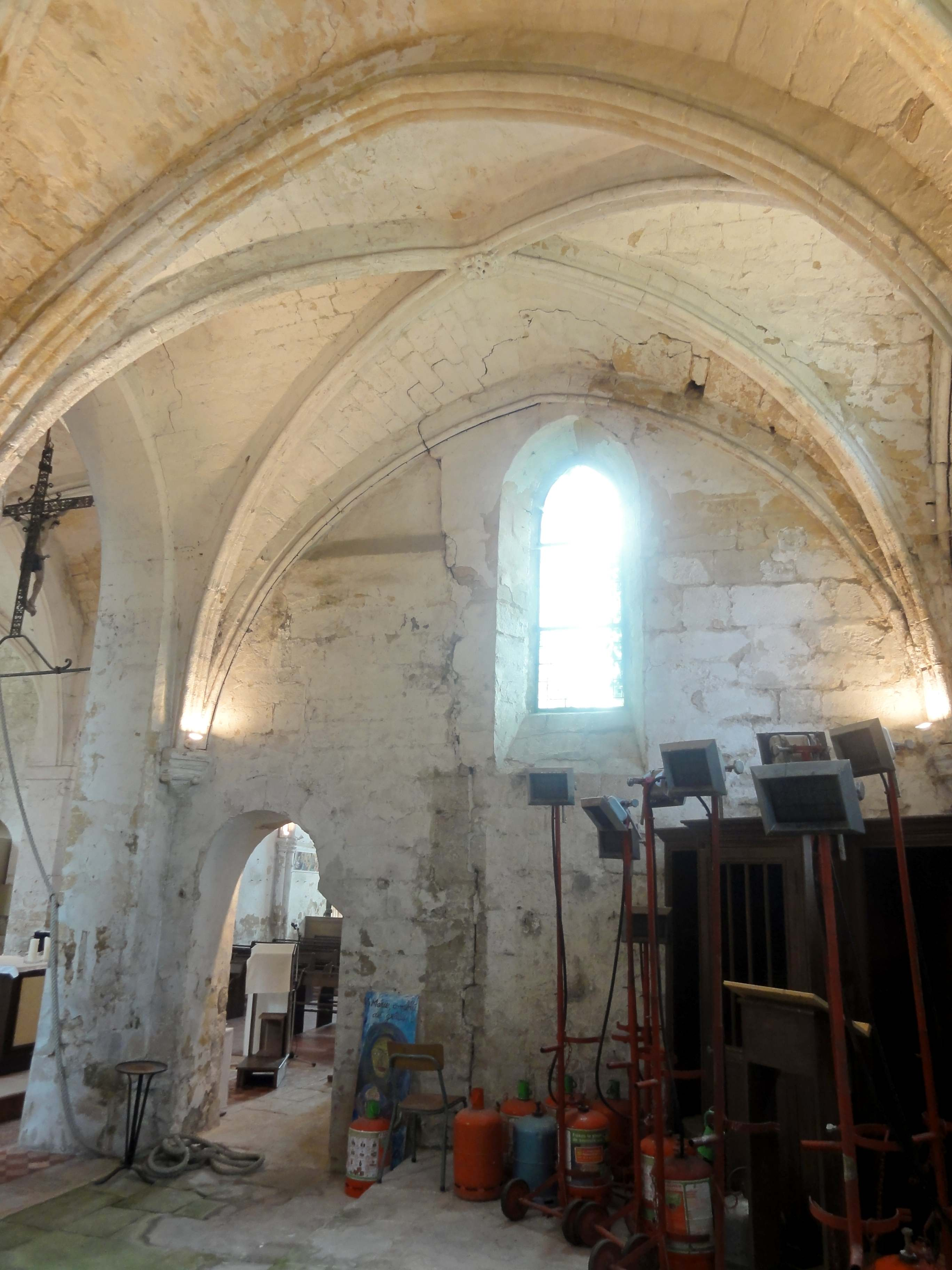
Vue vers l'ouest ; à dr., passage berrichon.
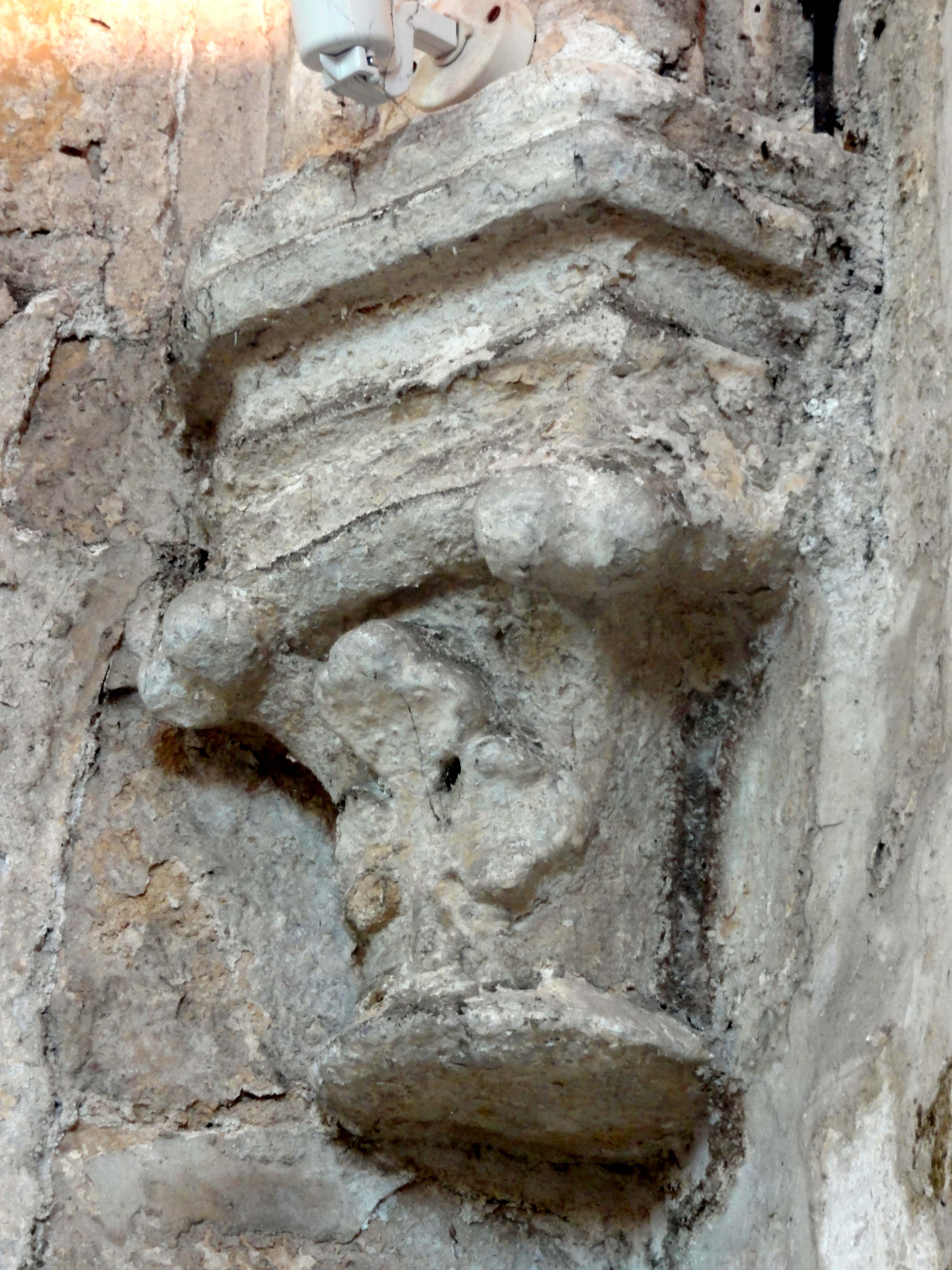
Ancien chapiteau à droite du chevet.
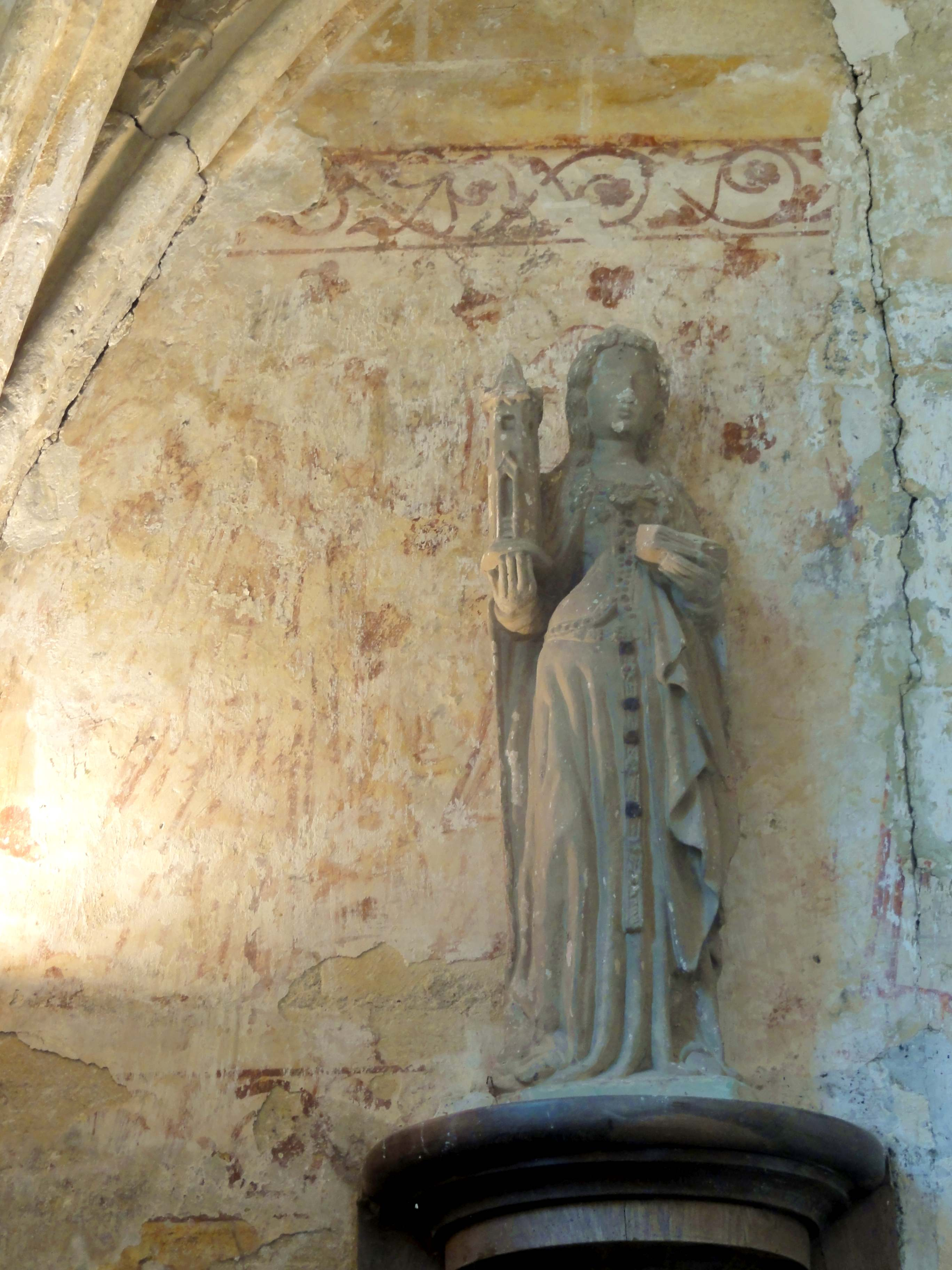
Traces de peintures murales au chevet.
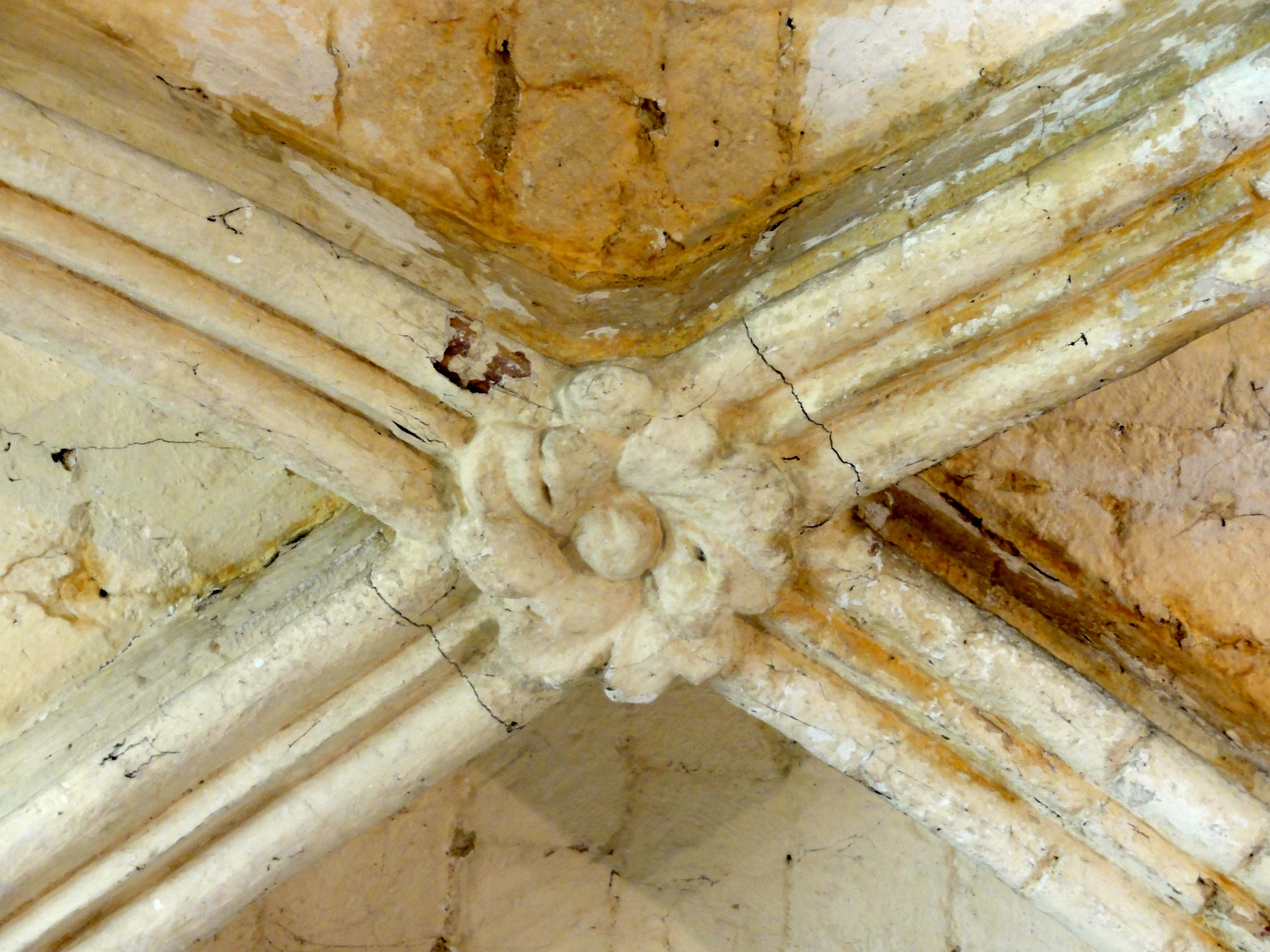
2e travée, clé de voûte.

#### Chapelle latérale sud

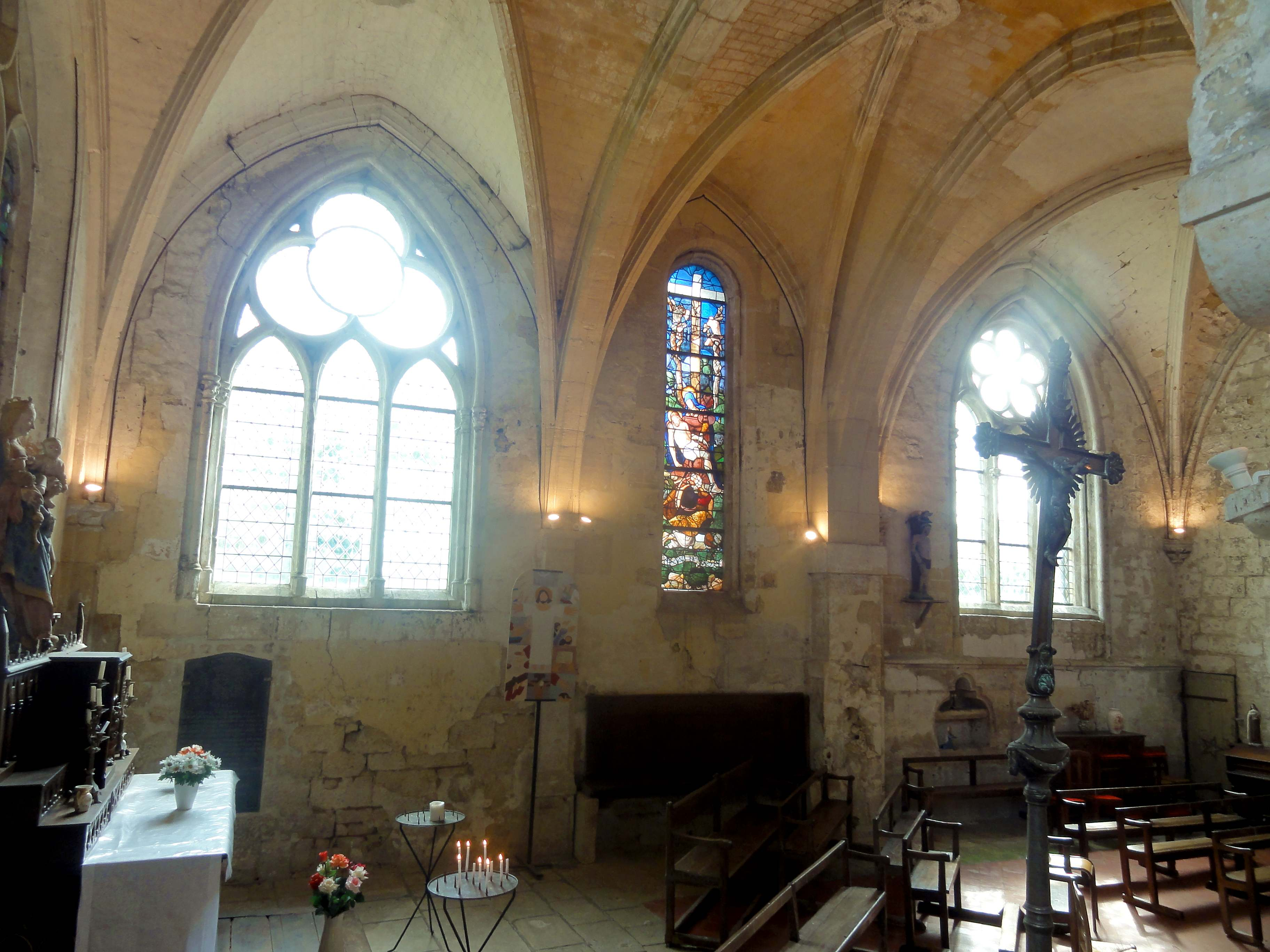
Chapelle sud, vue vers l'est.

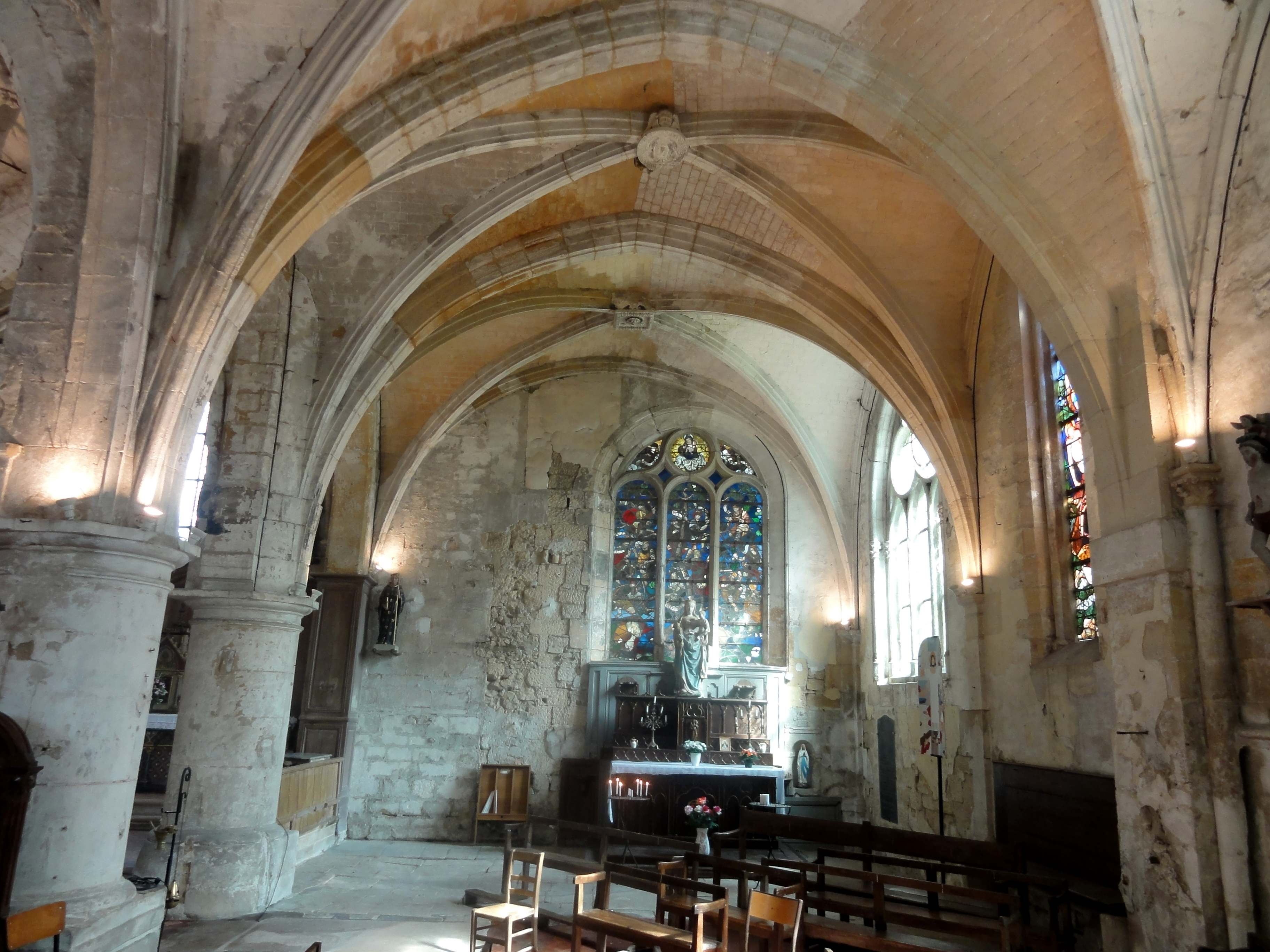
Vue vers l'est.

La chapelle du sud se compose de trois travées inégales, avec le rythme particulier d'une travée profonde, une travée courte (face au clocher), et une travée profonde. Cette alternance, qui n'est pas sans charme, se constate particulièrement sur l'élévation méridionale, où deux larges fenêtres de style rayonnant encadrent une étroite baie en plein cintre de la Renaissance. Il se revèle aussi que le doubleau entre les deux premières travées est plus large que celle séparant les deux dernières travées. Les deux datent de la Renaissance, et retombent sur les tailloirs frustes de pilastres nus au droit du mur. Les doubleaux sont plus soignés, et affichent un profil prismatique méplat, qui est caractéristique de la Renaissance, et se trouve aussi à Mareil-en-France, au Plessis-Gassot, Roissy-en-France, par exemple. L'importante largeur de la chapelle donne un tracé en arc brisé surbaissé, proche du plein cintre. La plus forte épaisseur du premier doubleau donne à penser qu'il se substitue à un mur, et effectivement, la différence de modénature et de remplage des deux baies flamboyantes indiquent que la chapelle a dû être construite en deux temps. La colonnette unique qui flanque le pilastre de ce doubleau parle dans le même sens, ainsi que le bandeau torique qui anime le soubassement de la fenêtre de la première travée, et qui n'existe pas dans les deux autres travées.
Le réseau de la première fenêtre se compose de trois lancettes surmontées d'un pentalobe, la lancette médiane étant nettement plus basse que les deux autres. Le réseau de la seconde fenêtre se compose de deux lancettes surmontées d'un grand trèfle, la lancette médiane étant légèrement moins large que les autres. Dans tous les cas, les fenêtres sont entourées de fines colonnettes à chapiteaux supportant une archivolte torique ; les meneaux sont porteurs de chapiteaux et fusionnent au contact entre deux formes ; et les écoinçons sont ajourés (les deux chapiteaux des meneaux centraux de la dernière fenêtre manquent). Ces réseaux d'un grand raffinement reflètent l'art rayonnant à son apogée. Le réseau avec le grand trèfle est assez rare, et se rencontre de façon isolé au chevet de Cramoisy et de Rully, dans le bas-côté nord de la cathédrale de Senlis, et au chevet de la chapelle latérale nord de Saint-Christophe-en-Halatte. Quant à la fenêtre orientale, elle a été refaite au XVIe siècle, et n'est malheureusement pas située dans l'axe du vaisseau. Son remplage est constitué de trois formes en plein cintre, dont celle au centre est surmontée d'un oculus rond, qui est flanqué de deux accolades.
Au nord, les deux grosses piles du clocher refaites au XVIe siècle sont d'une facture lourde. Elles sont du même type que les piliers, d'une minceur extrême, de l'église voisine de Blaincourt-lès-Précy. La chapelle est néanmoins largement ouverte sur la nef et le chœur, et l'ensemble de l'église est voûté à la même hauteur. Ces caractéristiques en réunion avec le chevet plat évoquent un chœur-halle, qui est une particularité de la vallée de l'Oise et ses environs. Environ deux douzaines d'exemples existent, dont Brenouille, Neuilly-sous-Clermont, Nogent-sur-Oise, Plailly, Rieux, Rousseloy, Saint-Félix et Villers-Saint-Paul. Les différences entre les travées du transept, du chœur et des chapelles latérales s'estompent. Dans l'église Saint-Denis, il n'y a que l'exigüité du travée sous le clocher qui s'opposerait à la considération des parties orientales comme un chœur-halle. — Il reste encore à revenir sur la décoration. En plus du bandeau torique dans la première travée, elle comporte une piscine liturgique très délicate sous une arcature trilobée, dans la même travée ; une piscine de style Renaissance à droite du chevet ; et les clés de voûte. Dans la première travée, où les ogives répondent au même profil que dans le vaisseau central, la clé est abîmée. Dans la seconde travée, où les ogives sont assorties aux doubleaux comme dans la troisième travée, la clé montre une rare représentation d'un portrait féminin, traité à la façon d'un homme vert, avec des feuillages en guise de chevelure. Des têtes de chérubins ailées prennent la place des têtes humaines du XIIIe siècle. Dans la dernière travée, la clé est curieusement carrée, et ornée de motifs de la Renaissance : des oves sur la bordure ; une grande rosace se profilant devant une rosace en négatif au centre ; et quatre fleurs à quatre pétales disposées autour.

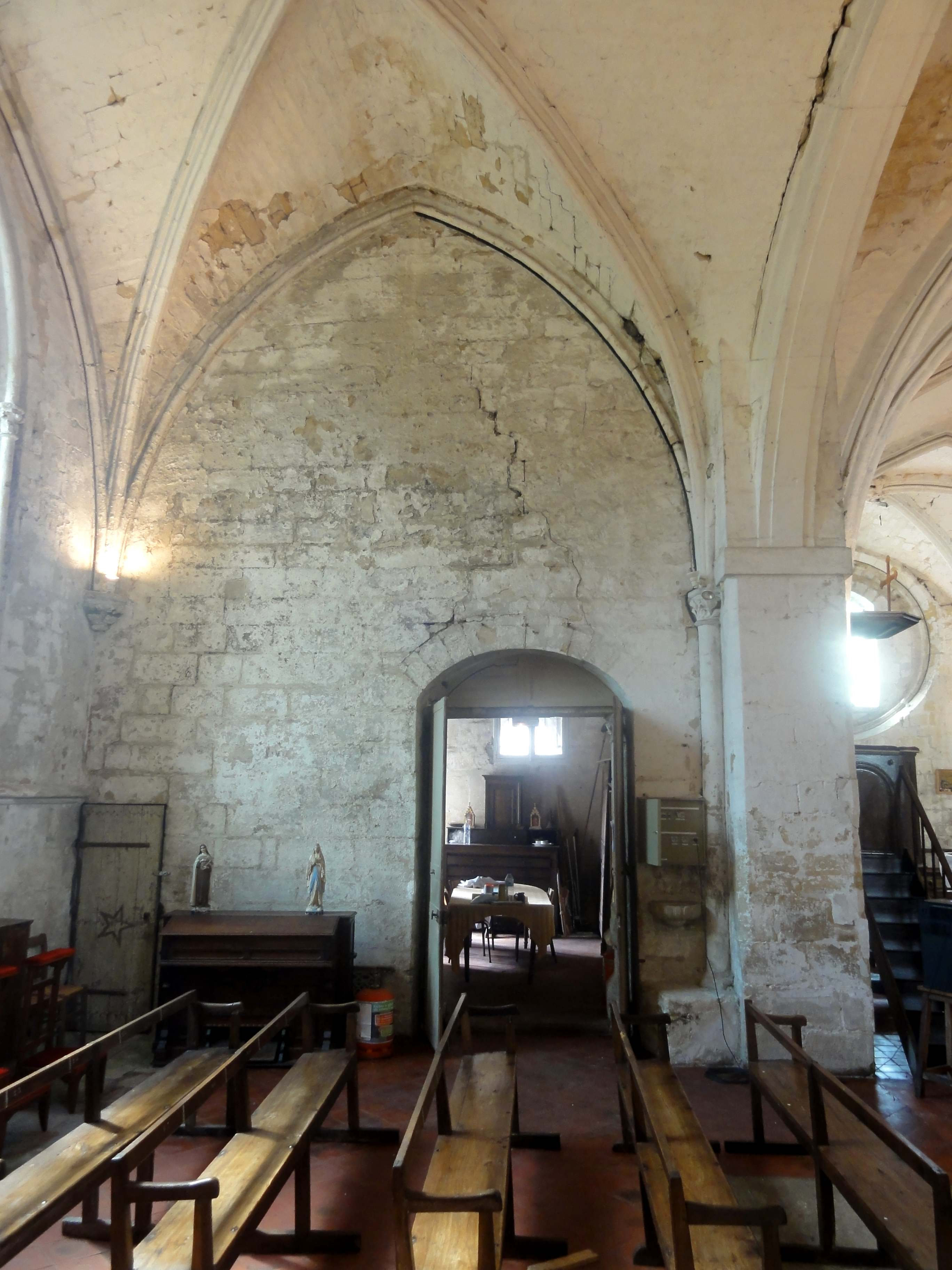
Vue vers l'ouest sur la porte de la sacristie.
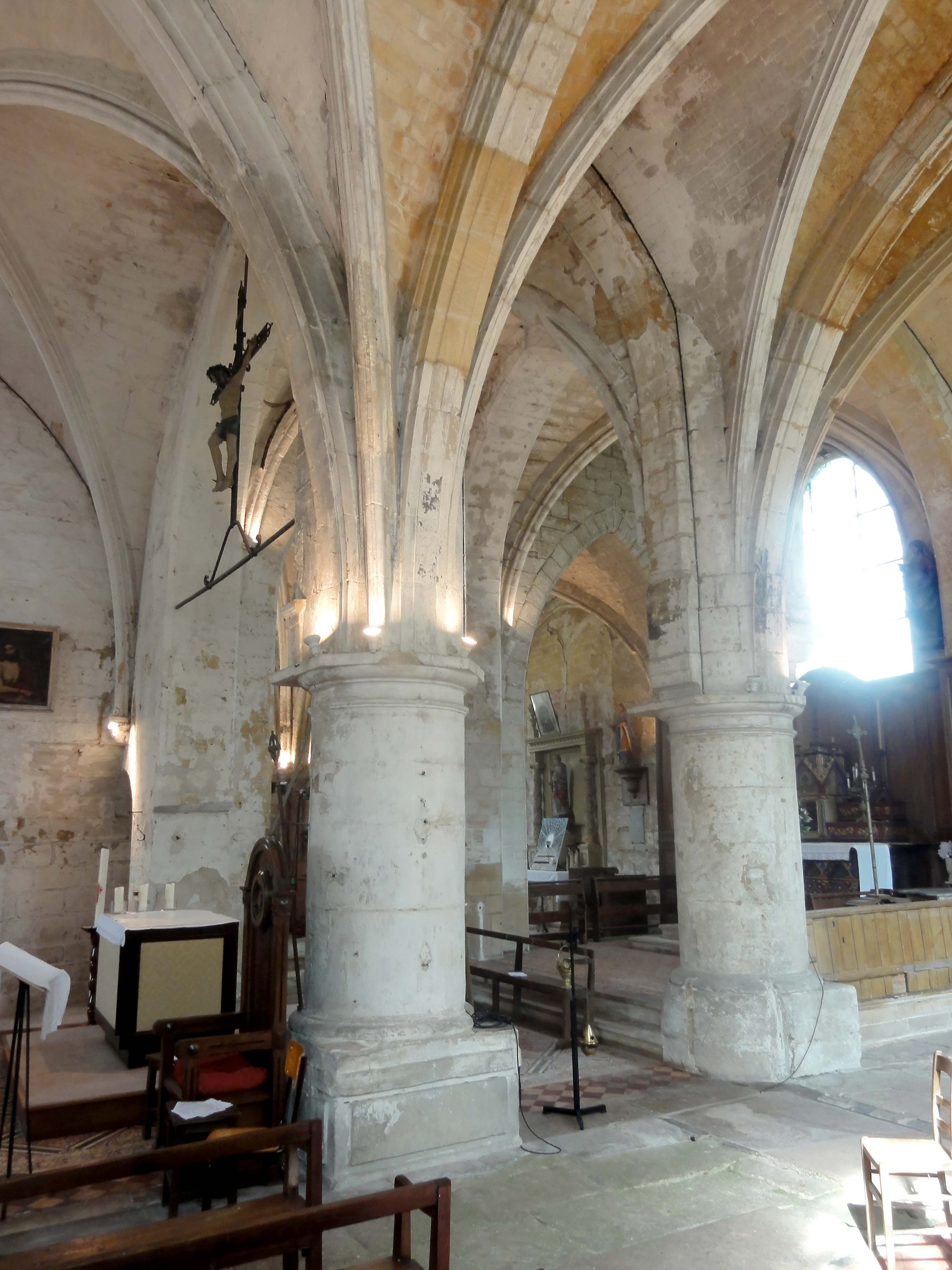
Vue sur les piles méridionales du clocher;
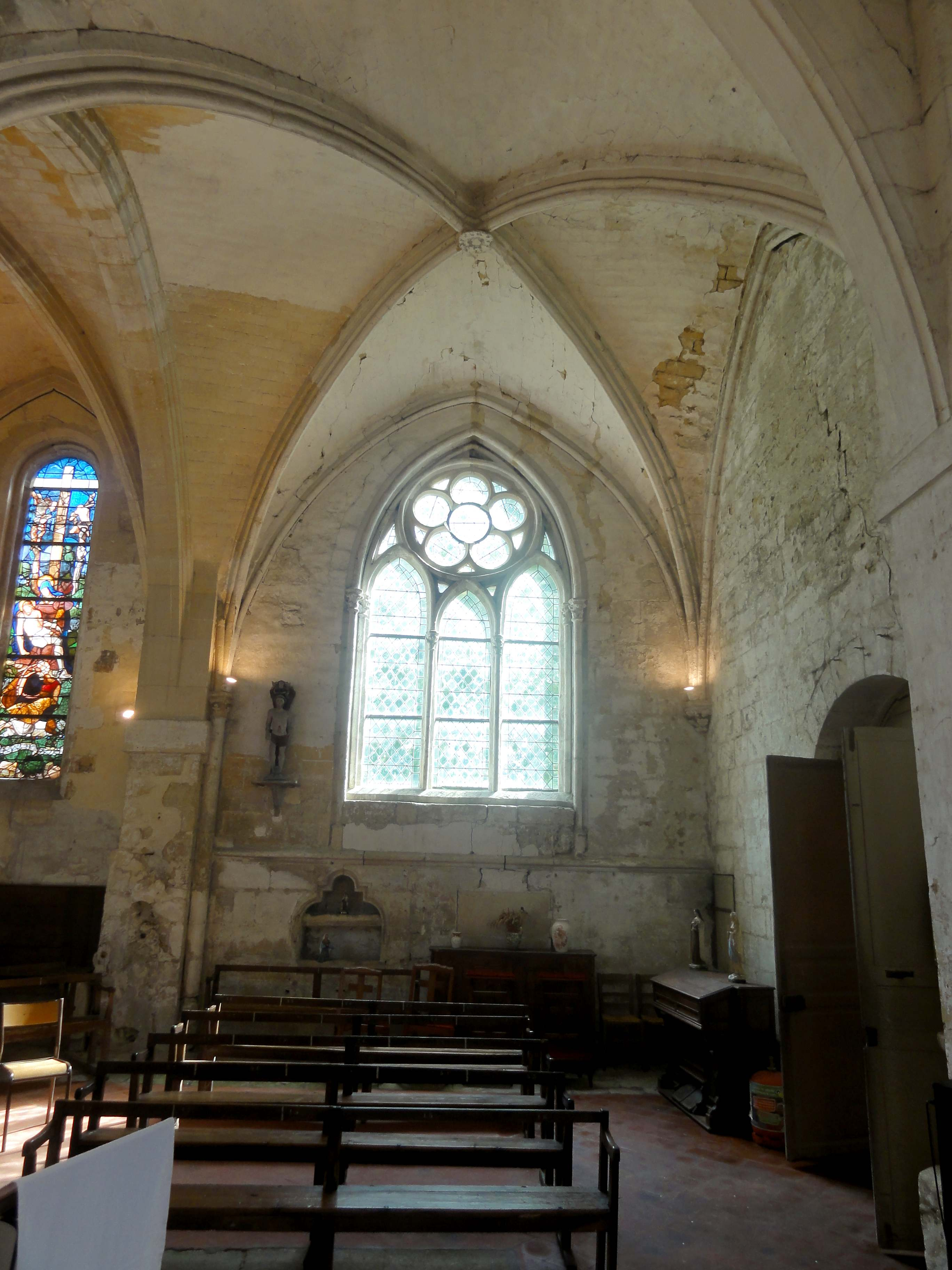
1re travée, vue vers le sud.
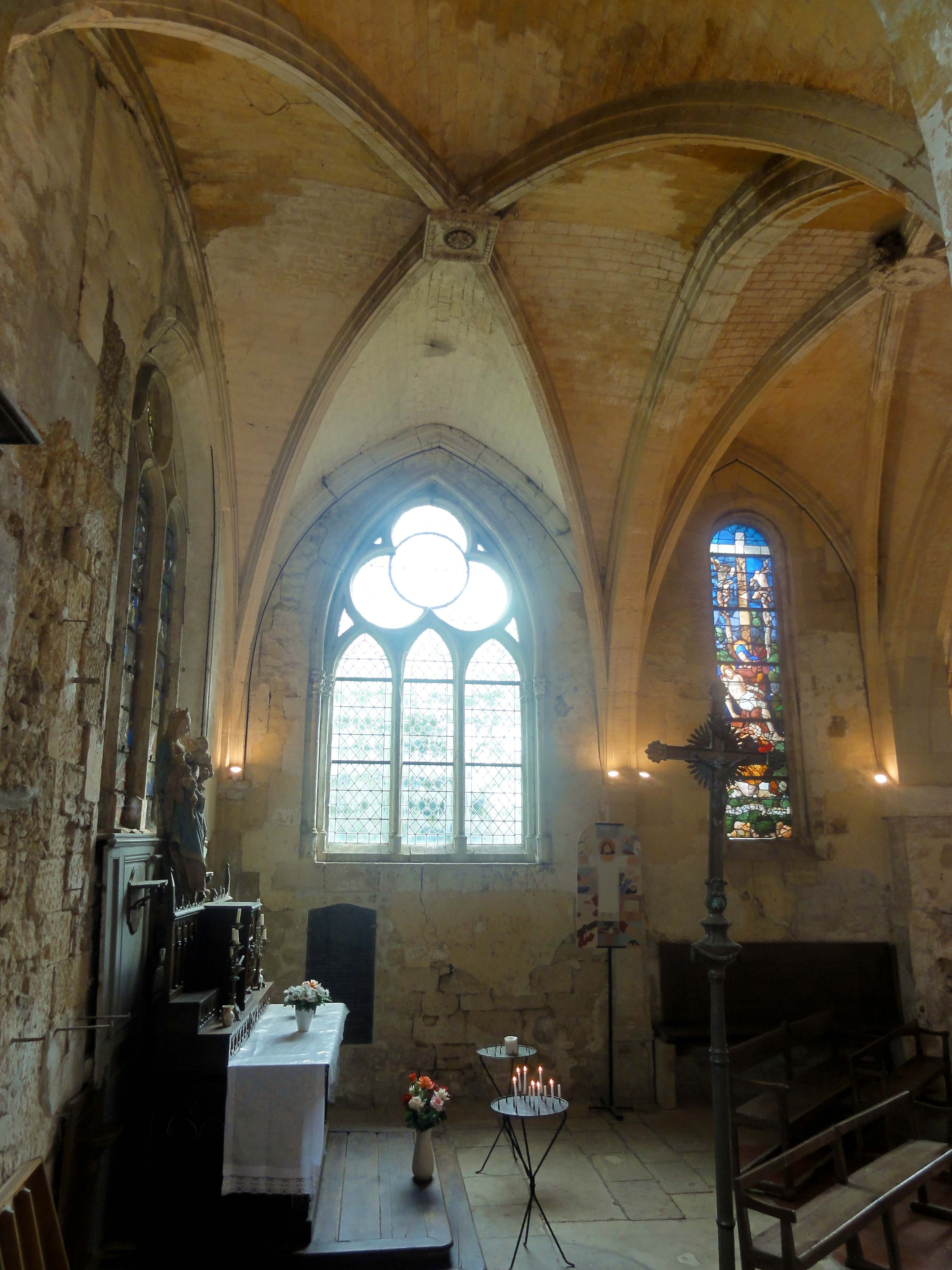
3e et 2e travée, vue vers le sud.
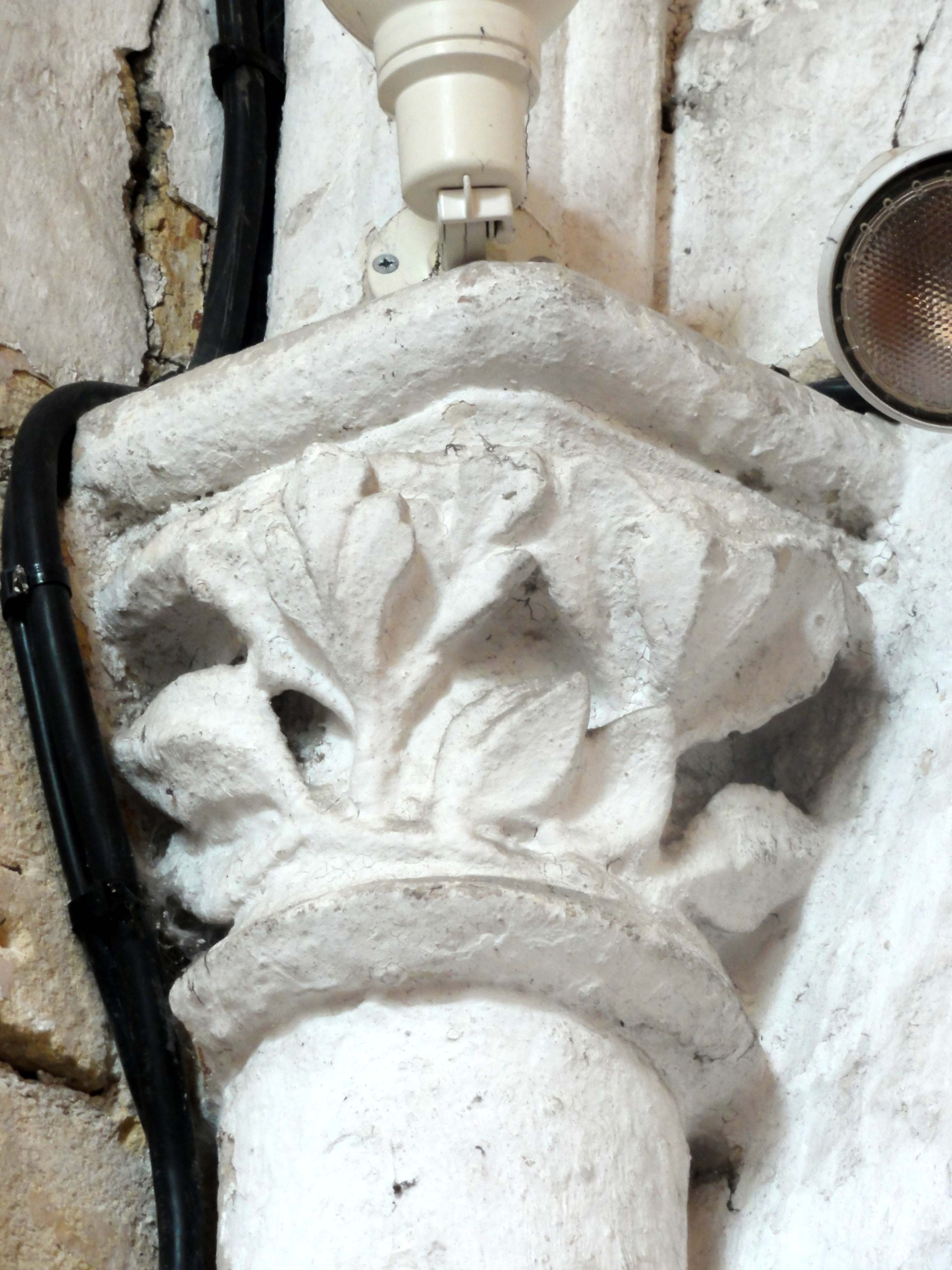
1re travée, chapiteau dans l'angle nord-ouest.
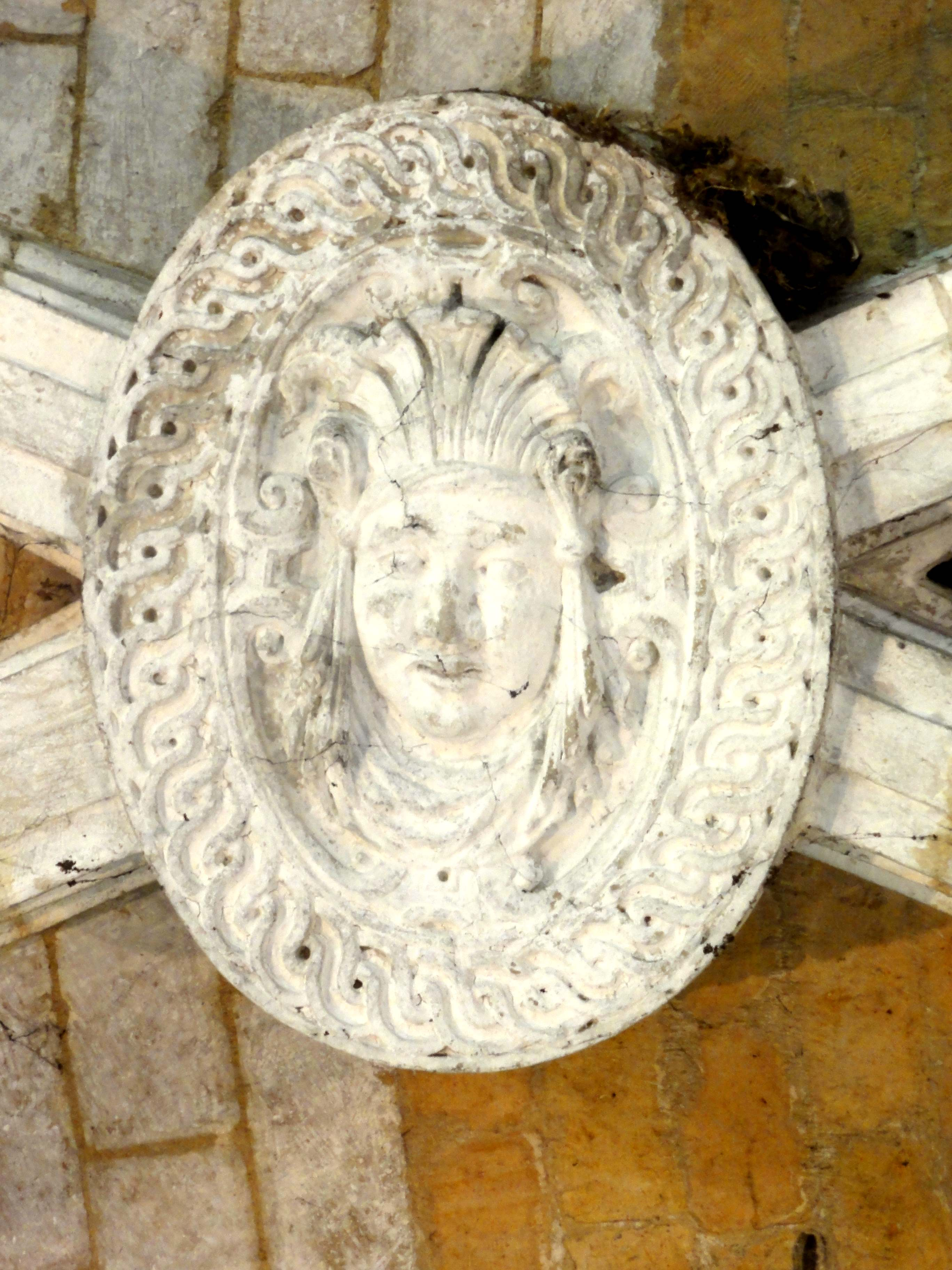
Clé de voûte de la 2e travée.

#### Porche et sacristie

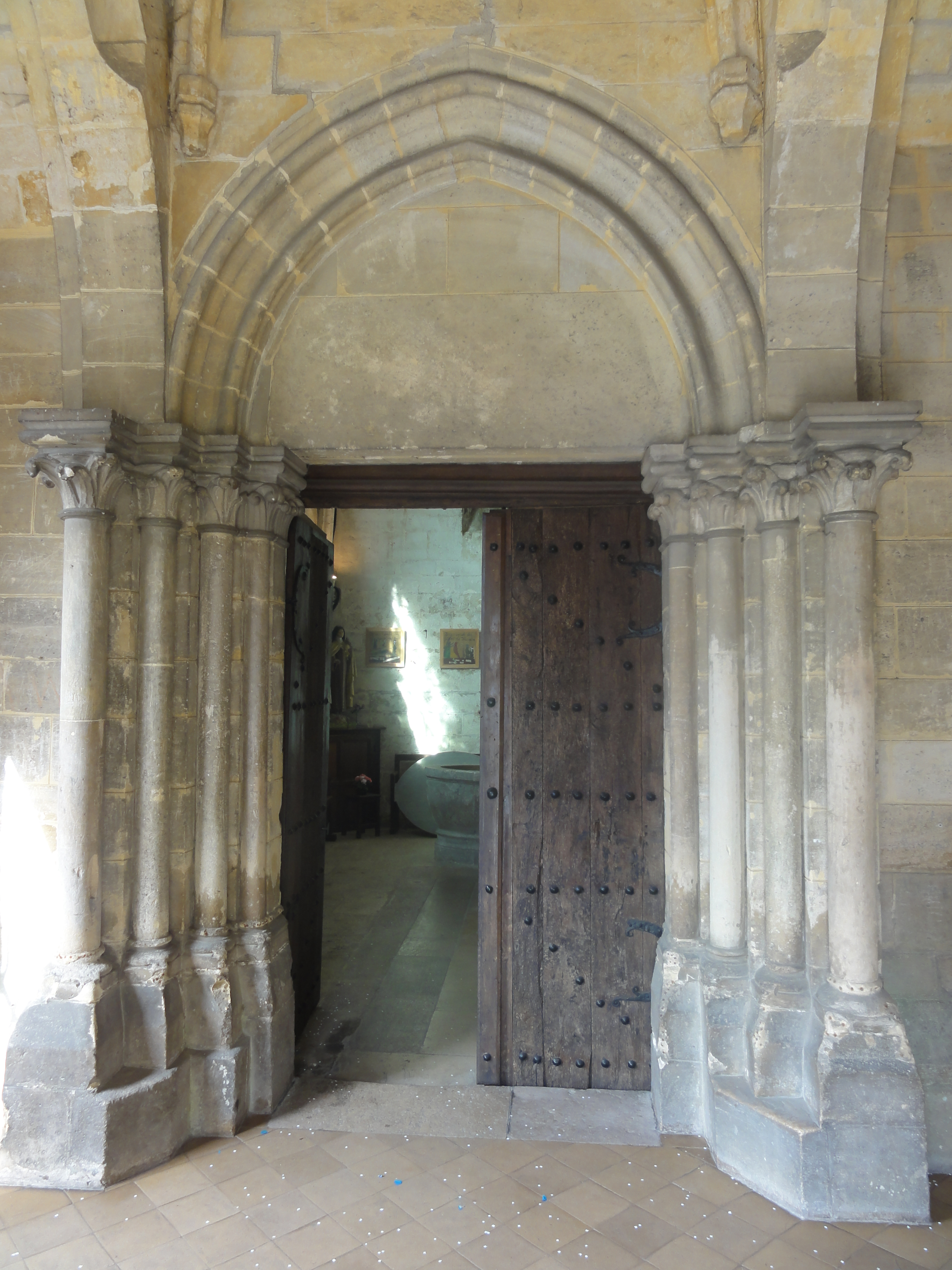
Portail sous le porche.

Le porche est bâti en dur et voûté, ce qui n'est pas courant dans la région, où l'un des rares exemples est la collégiale de Mello. Avant la création de la sacristie, le porche comporte trois travées, dont la première est ouverte sur la rue par deux grandes arcades inégales vers l'ouest et vers le sud, alors que les deux autres sont munies de grandes fenêtres sans remplage. Depuis la création de la sacristie, le porche se limite à une seule travée, qui est actuellement fermée par des grilles. Il abrite l'unique portail de l'église qui est encore utilisable. Le voûtement est assez curieux. Face au portail, l'on trouve une voûte d'ogives assez étroite, au profil torique, qui est délimitée par deux forts doubleaux qui retombent près de l'archivolte du portail. De part et d'autre, l'espace restant jusqu'aux murs est plafonné par des sections de voûtes en berceau. La sacristie est également voûtée en berceau, et possède deux doubleaux analogues, qui retombent sur des piliers carrés au droit du mur extérieur. Tout comme les arcades et fenêtres du porche, ils sont sommairement moulurés d'une large gorge, ce qui évoque une réalisation flamboyante à l'économique. La voûte d'ogives est en revanche du XIIIe siècle. Du même siècle datent le portail actuel et l'ancien portail occidental de la chapelle sud, qui sert de porte à la sacristie.
Le portail actuel de la nef est cantonné de deux groupes de quatre colonnettes en délit, qui portent des chapiteaux de crochets identiques munis de tailloirs carrés. La première colonnette à gauche et la dernière colonnette à droite n'ont aucune fonction, et paraissent de trop. Elles sont placées devant le mur, alors que les autres sont logées dans des angles rentrants, comme il est d'usage à la période gothique. Les tailloirs des deux colonnettes qui flanquent directement la porte supportent un haut linteau monolithique, qui représente la majeure partie du tympan nu. Les tailloirs des autres colonnettes supportent une double archivolte torique. Habituellement, le nombre d'archivoltes et de paires de colonnettes coïncide. L'ensemble du portail semble avoir fait l'objet d'une restauration radicale. Bien que le porche soit ouvert à tous les vents, il est mieux conservé que le portail à l'intérieur de la sacristie, qui en plus a été badigeonné. Ce portail est autrement réussi. La triple archivolte torique retombe sur les tailloirs de deux groupes de trois colonnettes appareillées. S'y ajoutent, de part et d'autre de la porte, des colonnettes plus fines qui servent de support au linteau et au tympan. Celui-ci est agrémenté d'une arcature trilobée plaquée. Comme particularité, la sculpture des chapiteaux se poursuit à l'intérieur des piédroits, ainsi que sur les murs de l'avant-corps, qui rachète la profondeur du portail, et supporte un gâble aujourd'hui en grande partie englobé dans l'appareil du mur.

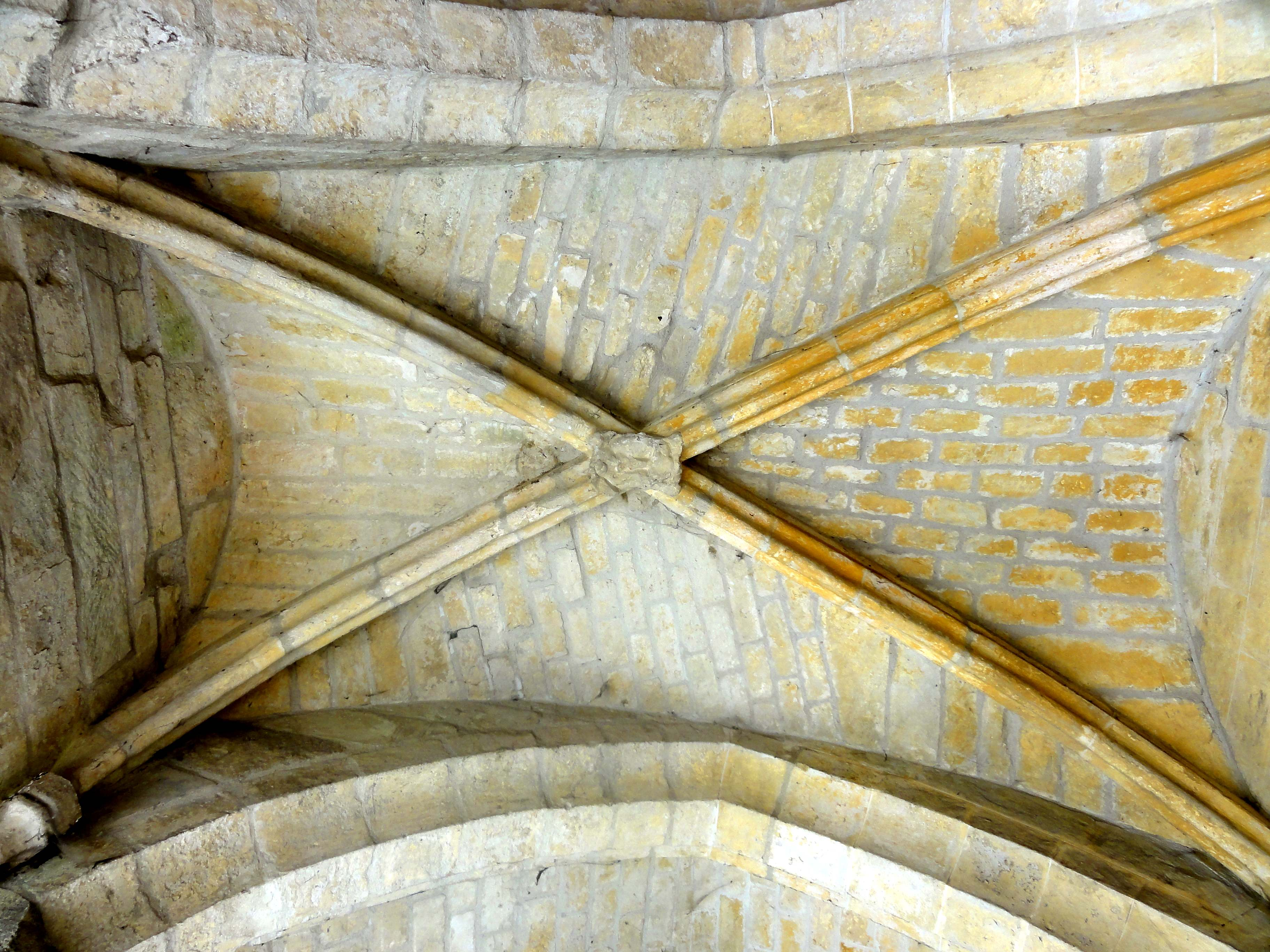
Voûte d'ogives devant le portail.
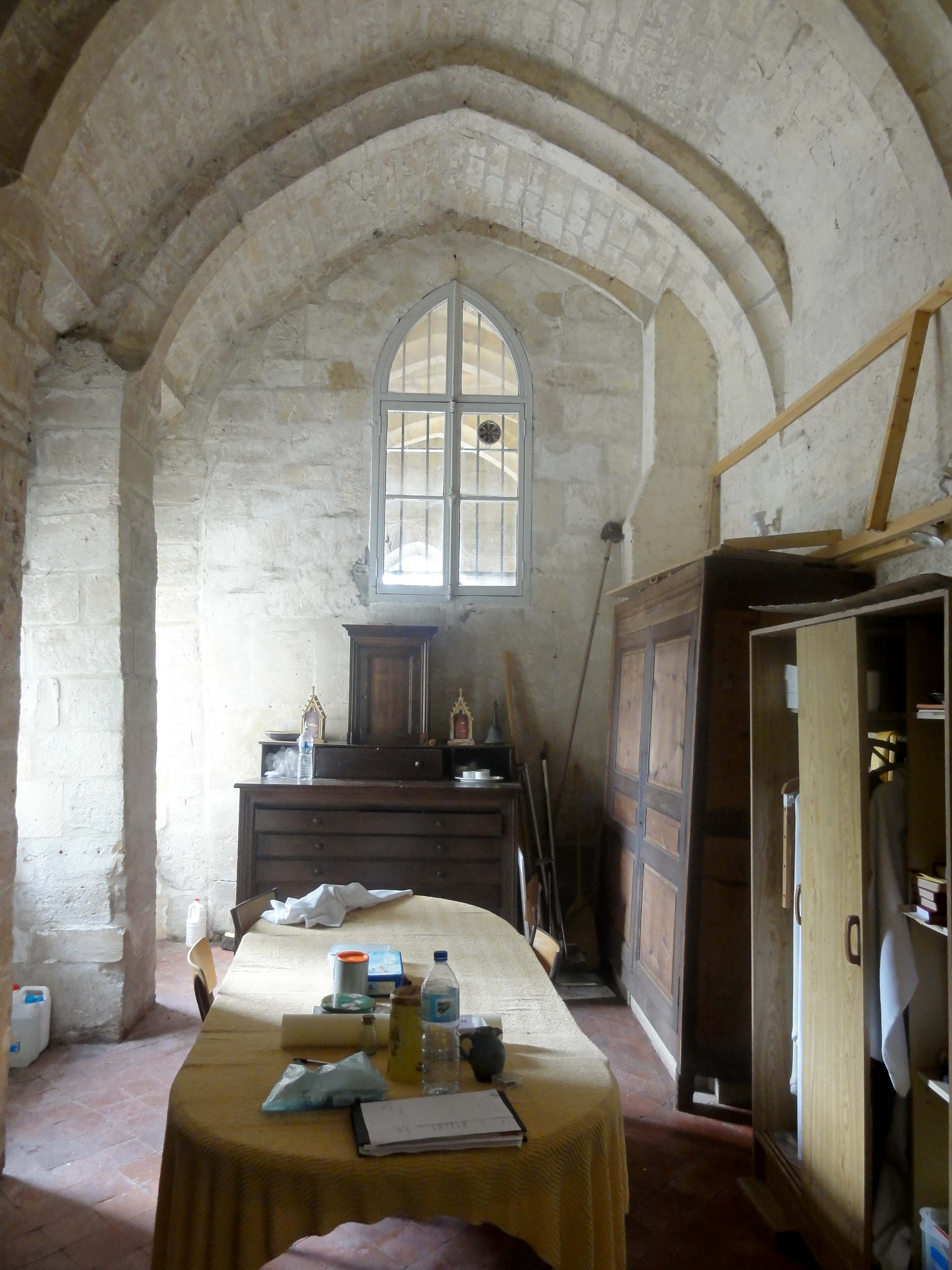
Sacristie, vue vers l'ouest.
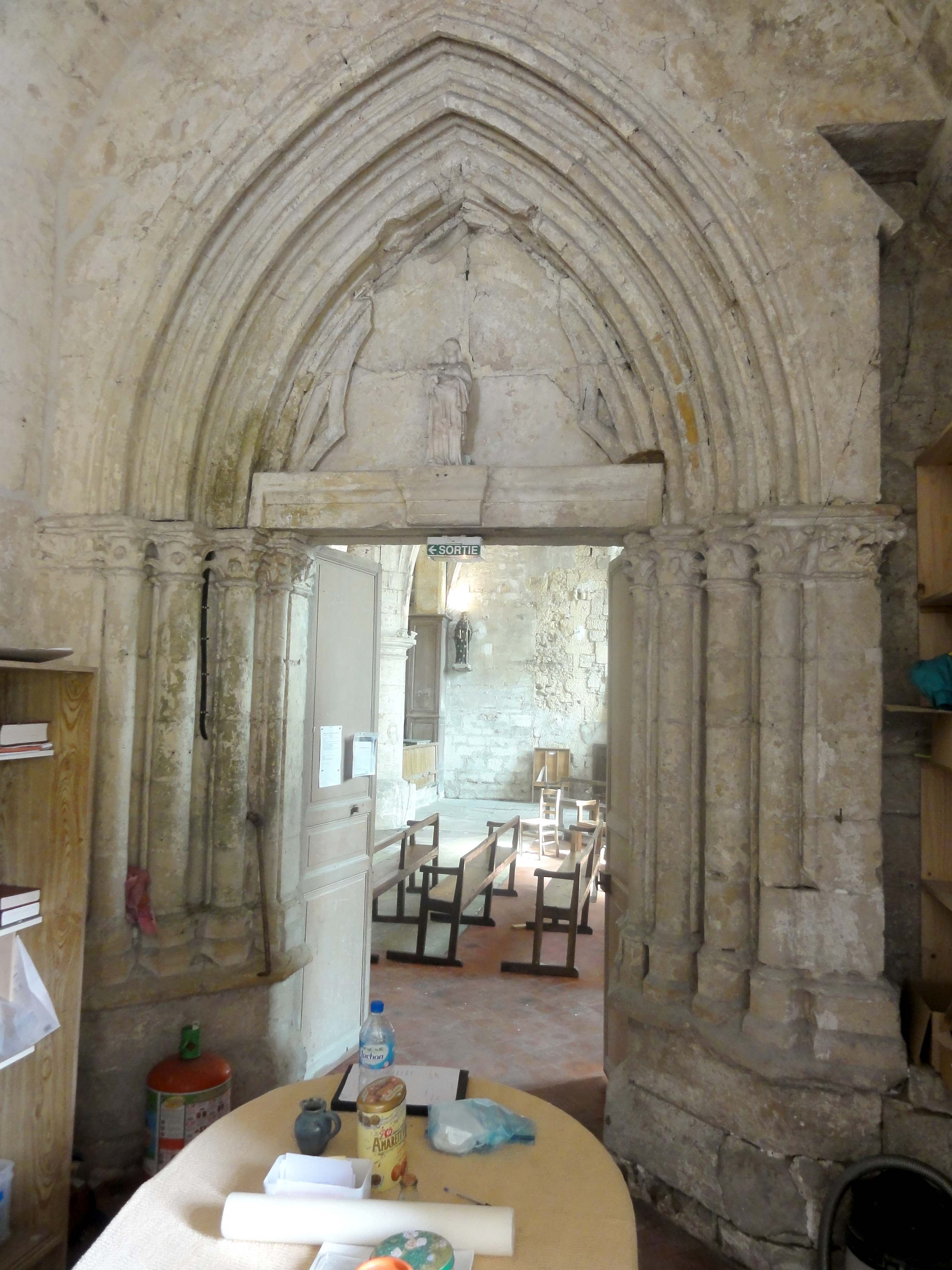
Ancien portail occidental de la chapelle du sud.
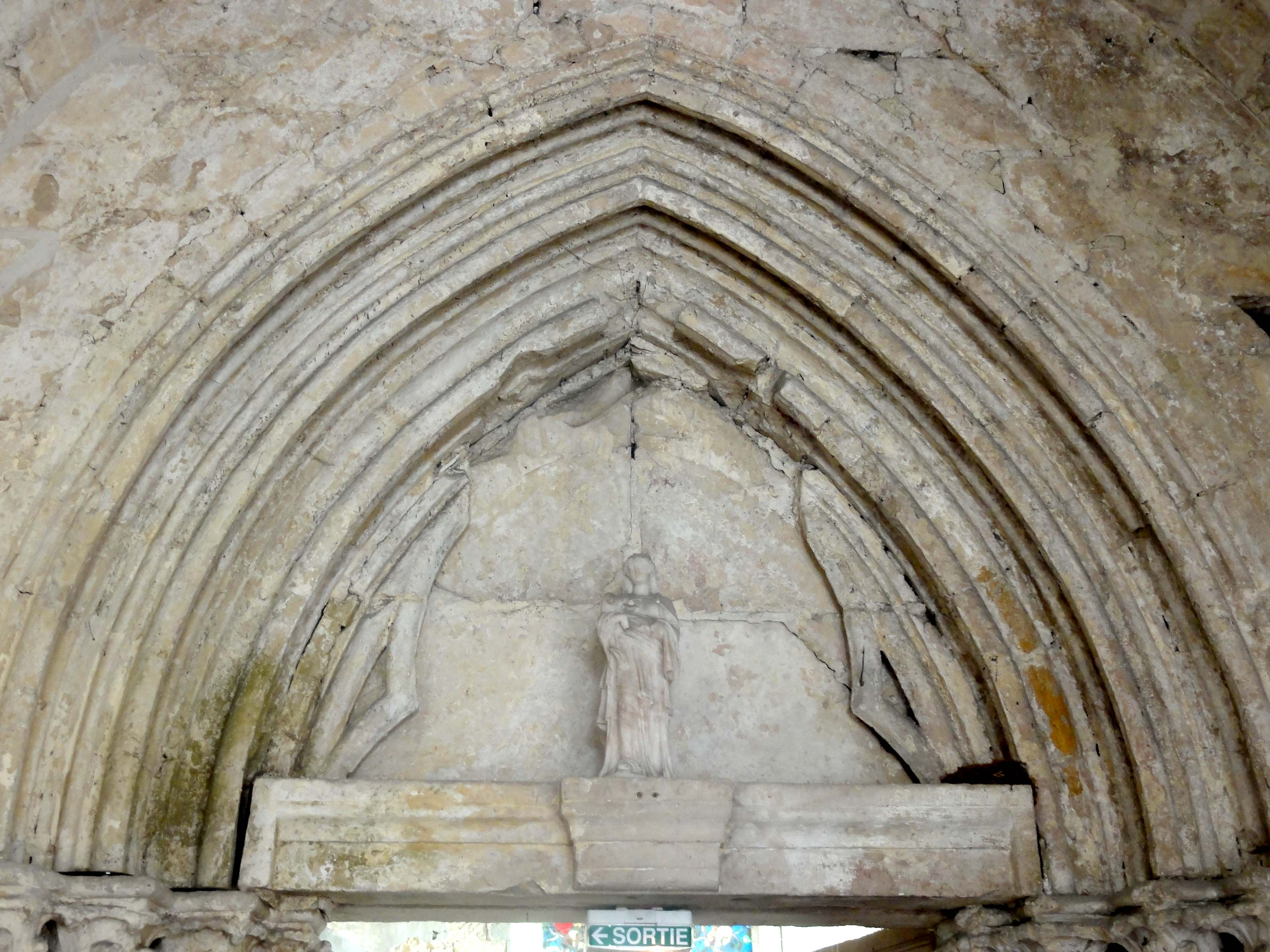
Tympan de l'ancien portail.
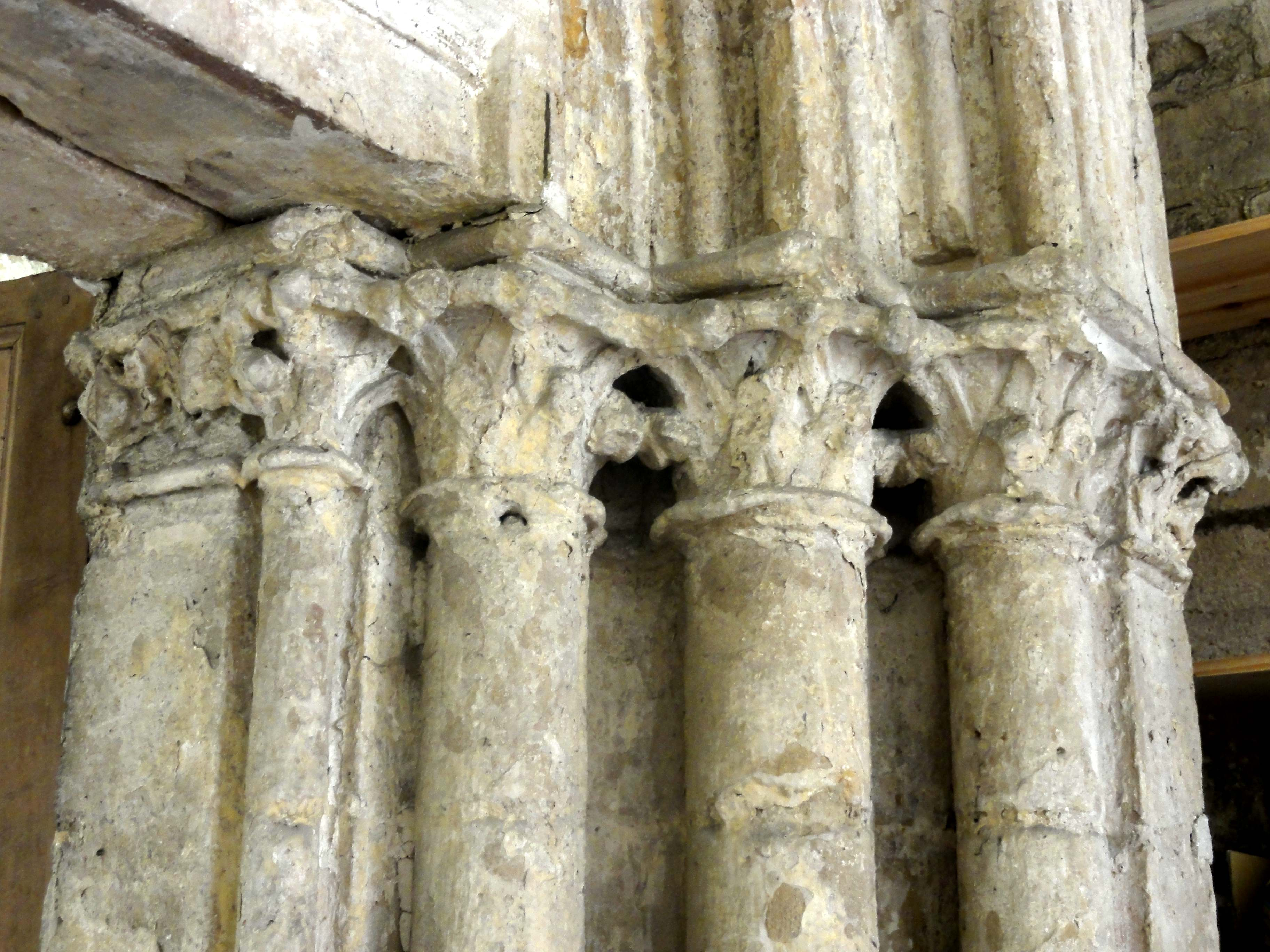
Chapiteaux de l'ancien portail.

### Extérieur

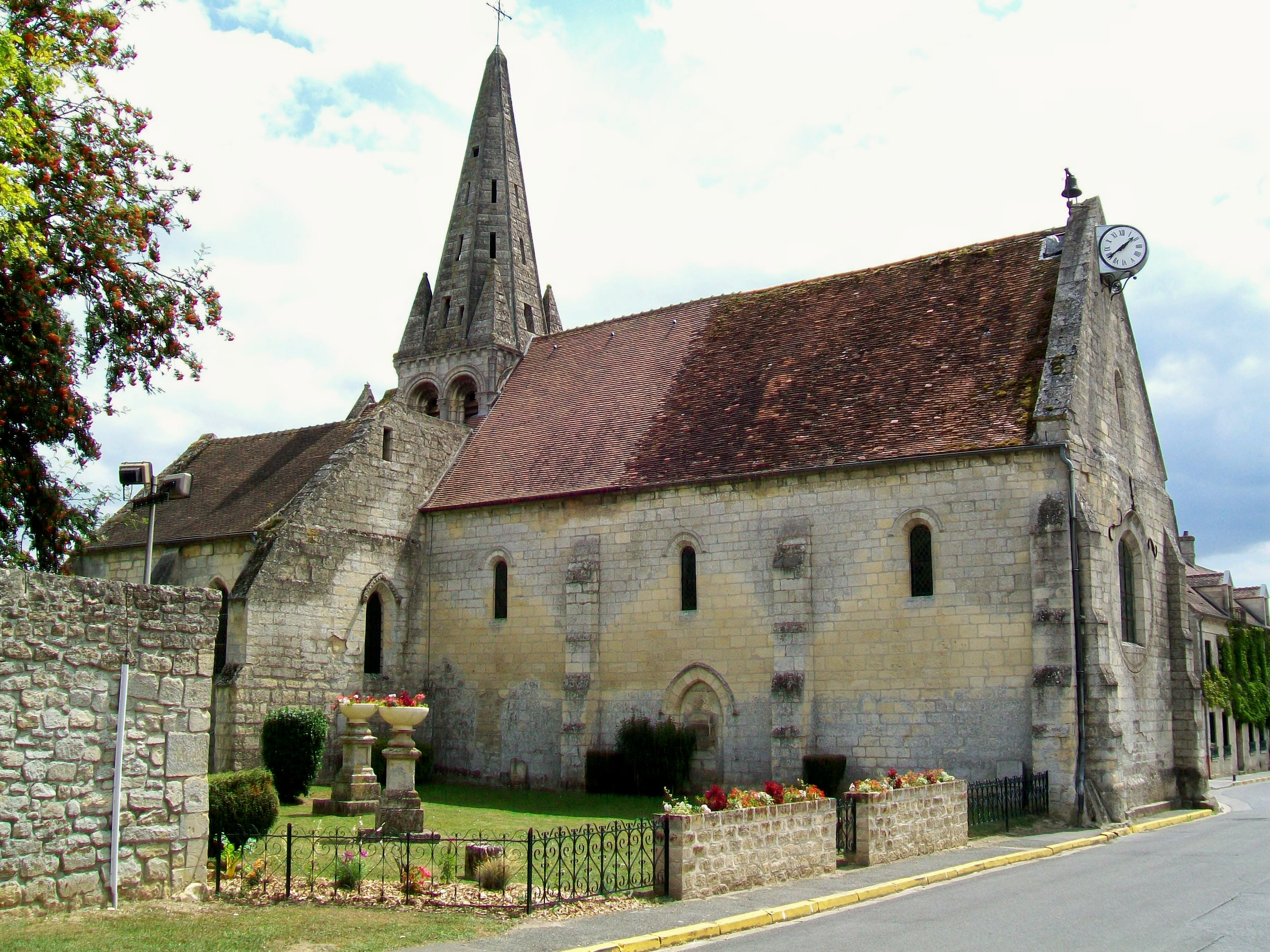
Élévation septentrionale.

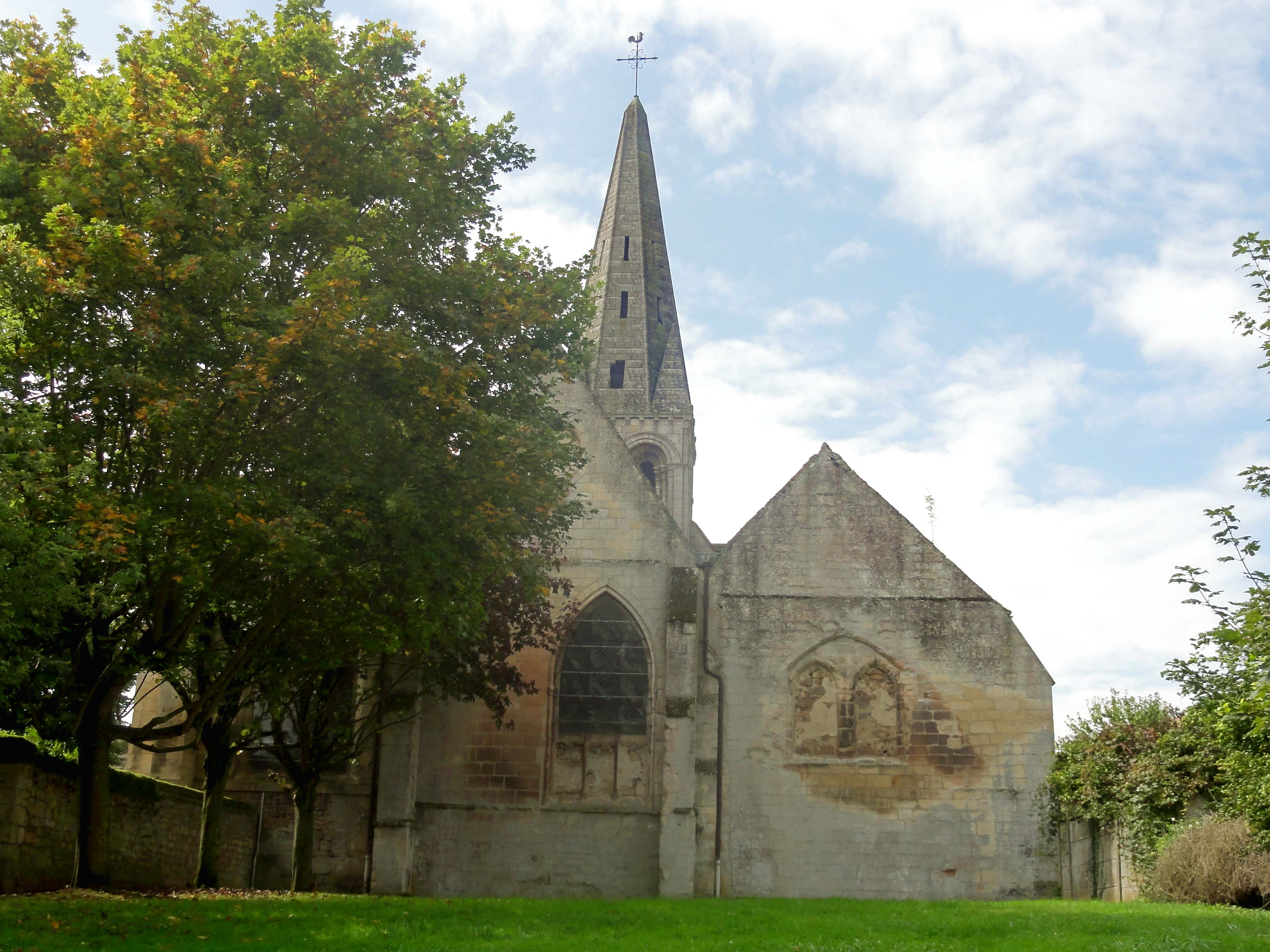
Chevet.

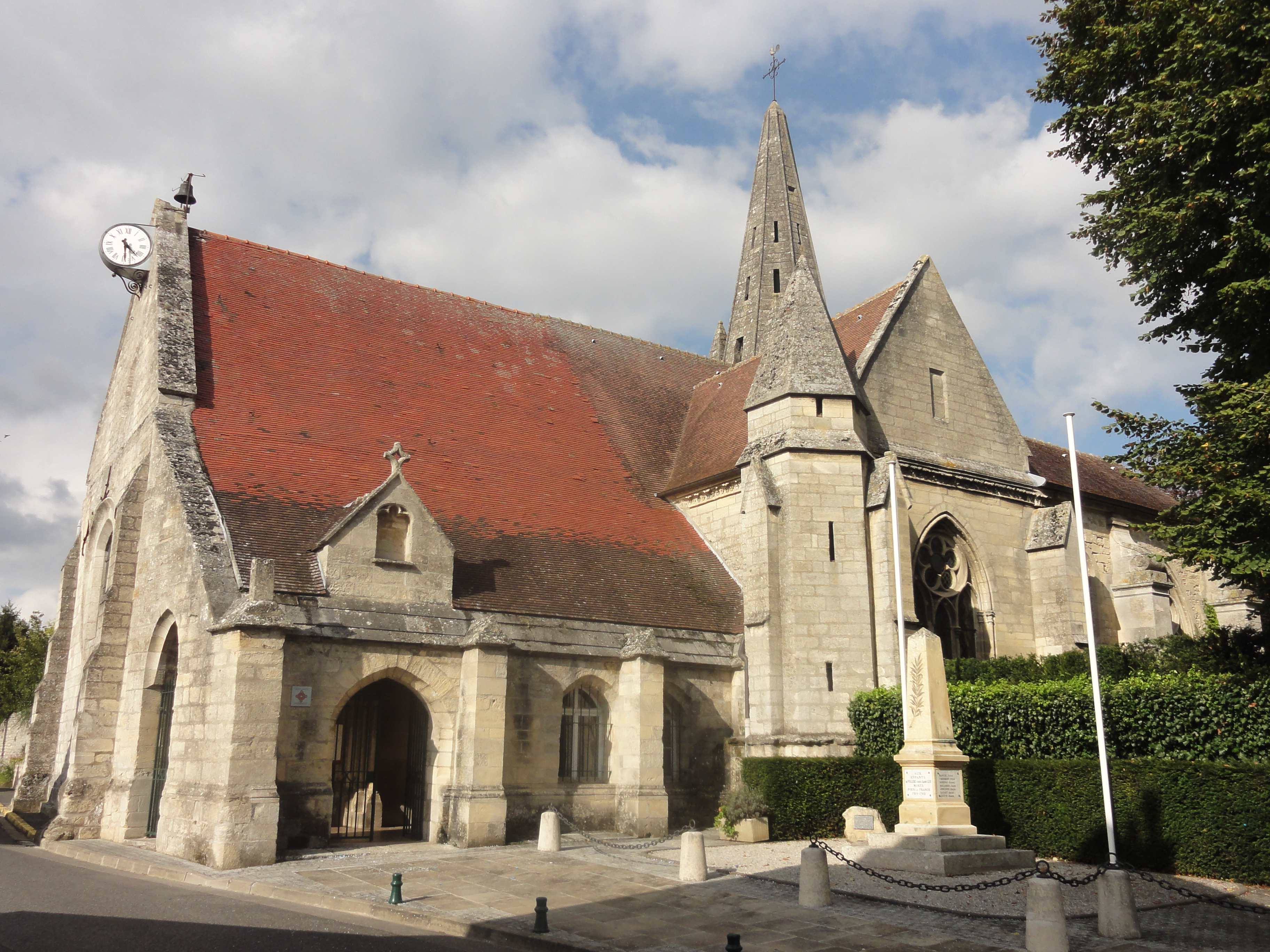
Vue depuis le sud.

L'église ne possède pas de façade occidentale à proprement parler, comme les églises de Baron, de Goussainville et Mello. Le mur de la nef est épaulé par deux contreforts romans, qui se retraitent trois fois par des glacis sans larmier, et s'amortissent par un glacis analogue. Proche du sol et à la naissance ud pignon, le mur de la nef se retraite grâce à des fruits. Rien n'indique l'existence ancienne d'un portail. L'ancienne rosace est entourée d'une large gorge, dont la bordure est proéminente. Le pignon est ajouré d'un oculus, et une horloge à deux cadrants est montée près de son sommet. L'élévation septentrionale de la nef présente les mêmes contreforts. Un contrefort est englobé dans le mur occidental de la chapelle latérale, et prouve qu'il n'y avait primitivement pas de transept. Comme sur la façade, l'on note le bel appareil en pierre de taille. Les étroites fenêtres en plein cintre, à double ébrasement, sont surmontées d'un bandeau doublement biseauté en forme de sourcil, qui se poursuit sur une courte section au niveau des impostes. Le portail en tiers-point bouché, en dessous de la seconde fenêtre, est muni d'un bandeau du même type. La qualité de l'appareil, l'arc en tiers-point du portail et le double ébrasement des baies indiquent la période romane tardive. La corniche est néanmoins très simple, et s'appuie sur des corbeaux moulurés, dont la plupart sont aujourd'hui abîmés.
Le clocher roman est d'une belle facture, mais manque d'élévation : les baies latérales sont à moitié obturées par la toiture, qui, il est vrai, n'existait pas devant les faces latérales avant le XIIIe siècle, mais les baies occidentales sont même complètement bouchées par le toit de la nef. On n'en voit plus que la moitié des archivoltes toriques. Chaque face de l'unique étage du clocher est ajourée de deux baies gémelées en plein cintre, dont les archivoltes extérieures retombent sur les tailloirs des chapiteaux de feuilles d'eau de trois fortes colonnettes appareillées. Vers l'intérieur, chacune des baies possède deux archivoltes supplémentaires, qui retombent sur des colonnettes à chapiteaux plus fines, et sont prises dans l'épaisseur du mur. Comme les fenêtres de la nef et l'ancien portail roman, les archivoltes supérieures sont surmontées d'un bandeau en forme de sourcil. Des colonnettes appareillées adoucissent les angles du clocher. Comme particularité, elles sont interceptées par une tablette moulurée au niveau des tailloirs des chapiteaux, et s'achèvent par deux chapiteaux superposés. La corniche est analogue à la nef. Ce qui rend le clocher remarquable est aussi sa fine flèche octogonale en pierre. Les arêtes sont agrémentées de tores, et les faces sont allégées par trois niveaux d'étroites ouvertures rectangulaires. Elles sont décorées par des écailles ou grosses dents de scie en bas-relief. Comme d'accoutumée, les quatre extrémités du clocher sont occupées par des pyramidons construits sur un plan carré. Nombreuses sont les flèches de pierre comparables dans la région, mais la plupart sont plus trapues, ou ne sont pas allégées par des ouvertures. On peut rapprocher la flèche de Villers-sous-Saint-Leu de ses homologues de Béthisy-Saint-Martin, Chamant et Marolles, notamment. Ceux de Saintines et Villers-Saint-Frambourg sont plus basses.
La chapelle latérale du nord est éclairée depuis l'ouest par une lancette en tiers-point, qui est décorée d'un cordon en pointes-de-diamant retombant sur des têtes grimçantes. Les deux fenêtres septentrionales de la chapelle ne sont pas décorées. Il n'y a pas de corniche. Les contreforts, qui n'existent que du côté nord, sont ponctués par un glacis formant larmier, et s'achèvent par un glacis analogue. Le chevet de la chapelle est sans caractère ; l'on y observe seulement la fenêtre bouchée déjà mentionnée. Quant au chevet du chœur et de la chapelle latérale sud, il présente la particularité que la baie du chœur est nettement désaxé par rapport au pignon, et que la baie de la chapelle est alignée en dessous du pignon, alors qu'à l'intérieur de l'église, la baie du chœur est parfaitement alignée sur l'axe de la voûte, et la baie de la chapelle est très nettement désaxé. Le contrefort à la limite avec le chœur paraît de la même époque que celles de la nef, mais ils ne se retraite qu'une seule fois. En plus, ils sont scandés par un bandeau à la limite de l'allège, qui est également présent sur le mur entre les contreforts, et doit résulter d'un remaniement.
Pratiquement rien n'est visible des élévations extérieures de la seconde et de la troisième travée de la chapelle latérale sud. Devant le chevet, un arbre masque la verrière du XVIe siècle de l'arbre de Jessé. Au sud, l'on voit seulement les couronnements des contreforts, qui prennent la forme d'ailerons baroques en forme de doucine. Un peu mieux visibles sont le pignon de la première travée et son mur occidental, qui se signalent par la belle corniche de feuilles entablées, comme à Chambly, Montataire, Rully, Trumilly ou Vauciennes. L'angle sud-ouest de la chapelle est flanqué d'une tourelle d'escalier octogonale coiffée d'une pyramide en pierre. Elle englobe les contreforts, qui au niveau de cette travée, sont scandés par un larmier, et s'amortissent par un chaperon en bâtière. Les contreforts du porche sont recouverts, quant à eux, par un chaperon en croupe. Comme seuls détails remarquables, on peut signaler un genre de fronton au-dessus de l'entrée principale du porche, qui est décoré d'une niche avec une arcature trilobée et d'une croix en antéfixe, ainsi qu'un petit cadran solaire à l'angle sud-ouest de l'église.

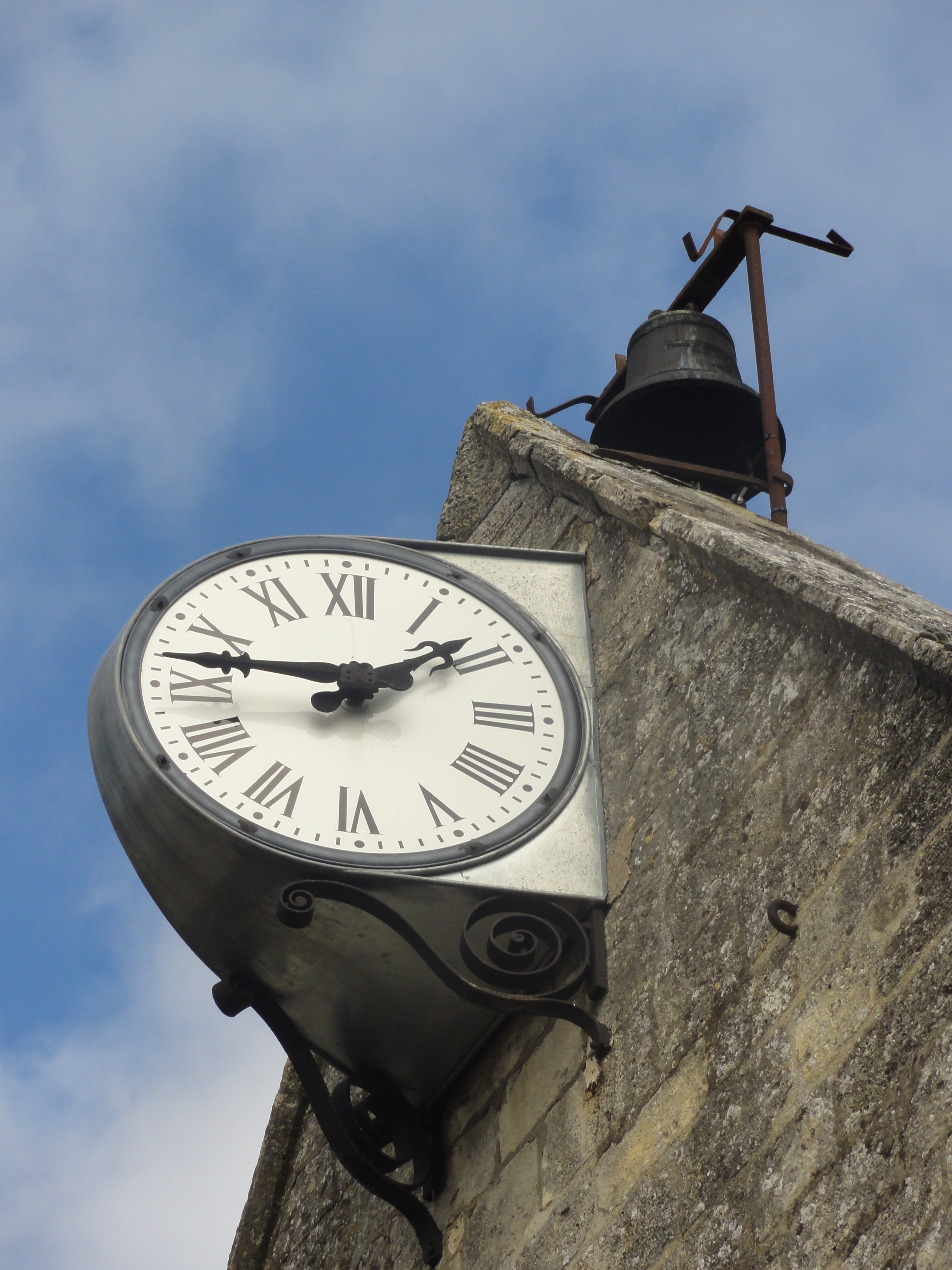
Horloge au sommet du pignon occidental.
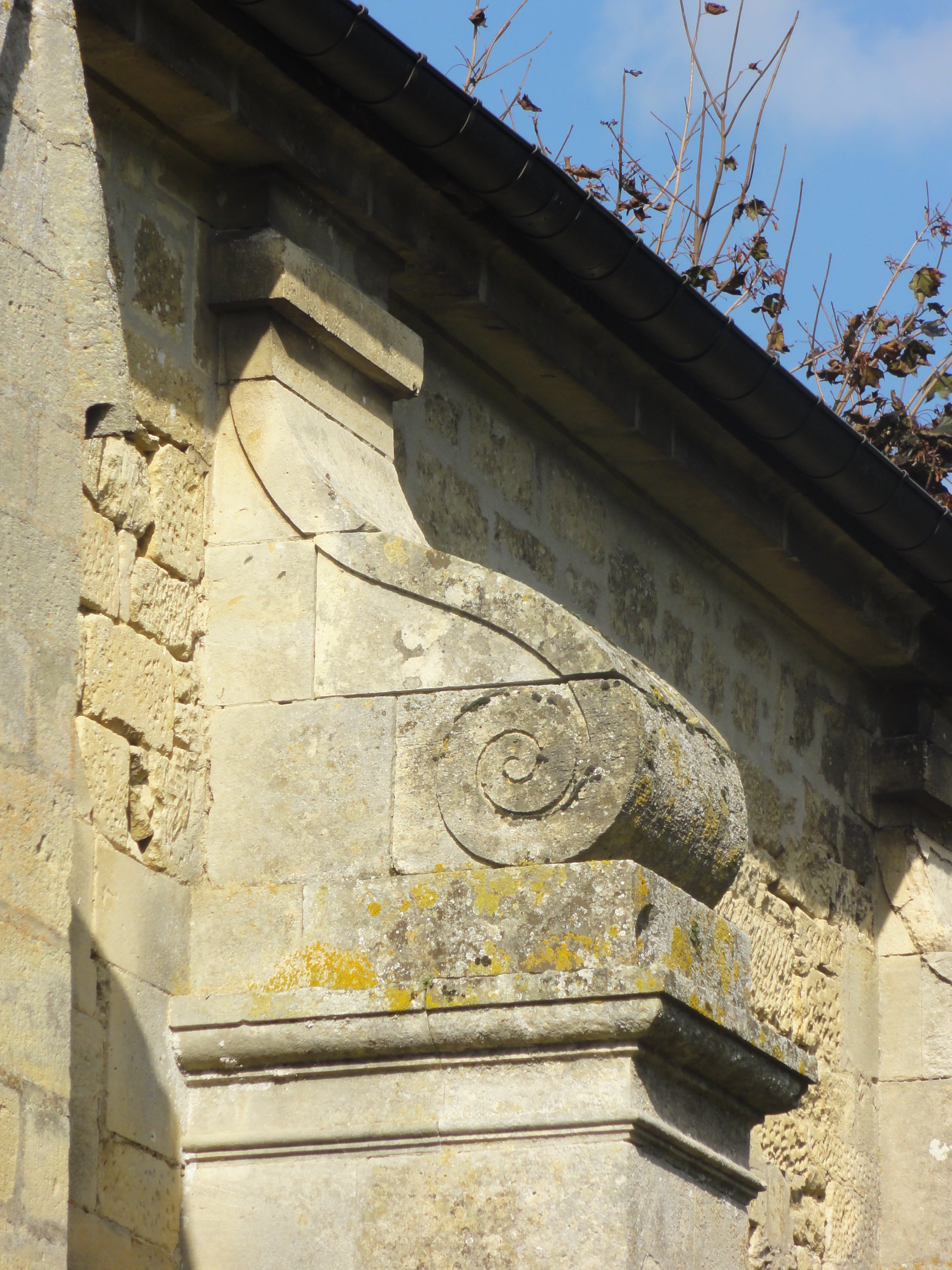
Contrefort baroque de la chapelle sud.
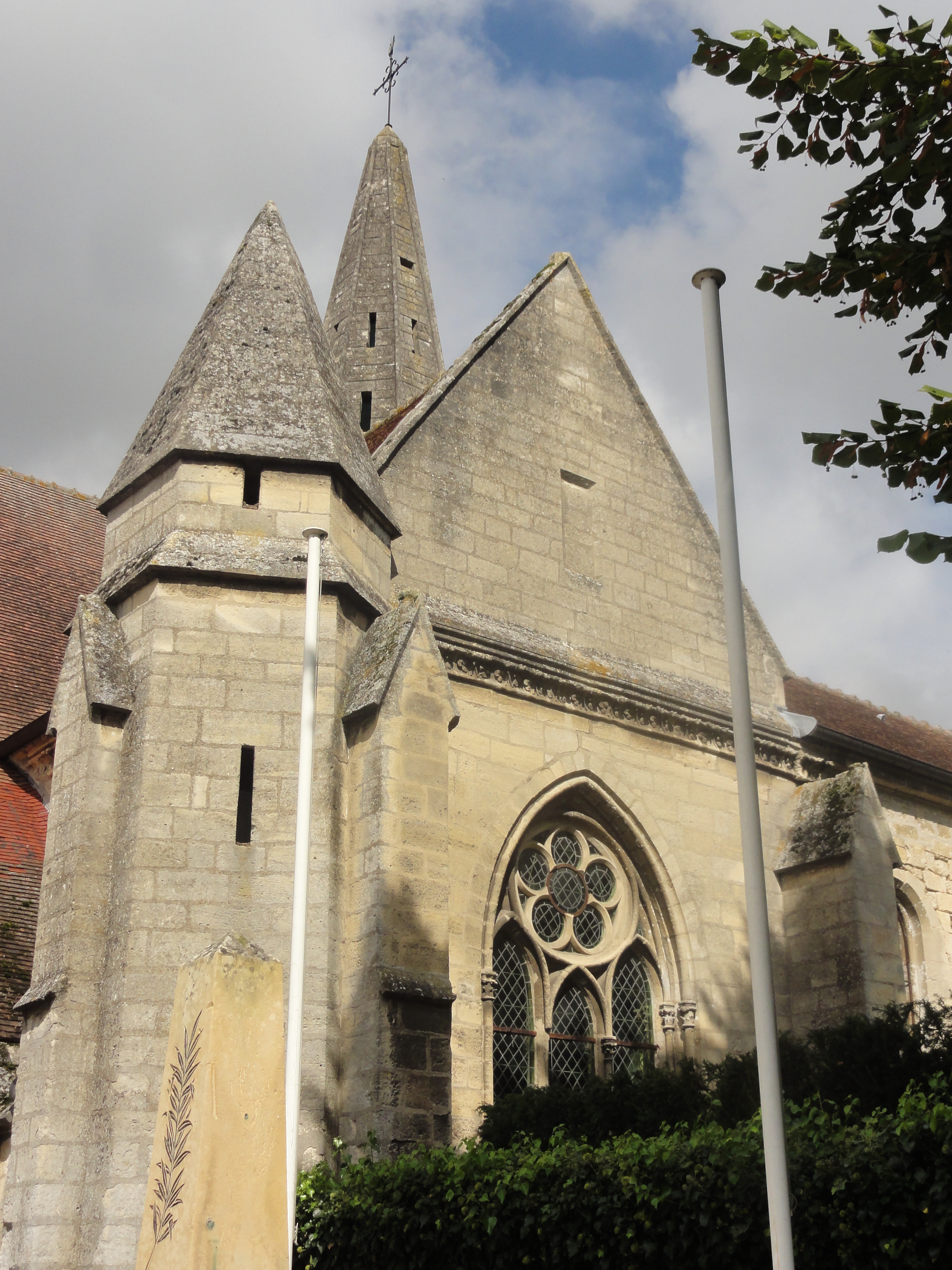
Pignon de la 1re travée de la chapelle sud.
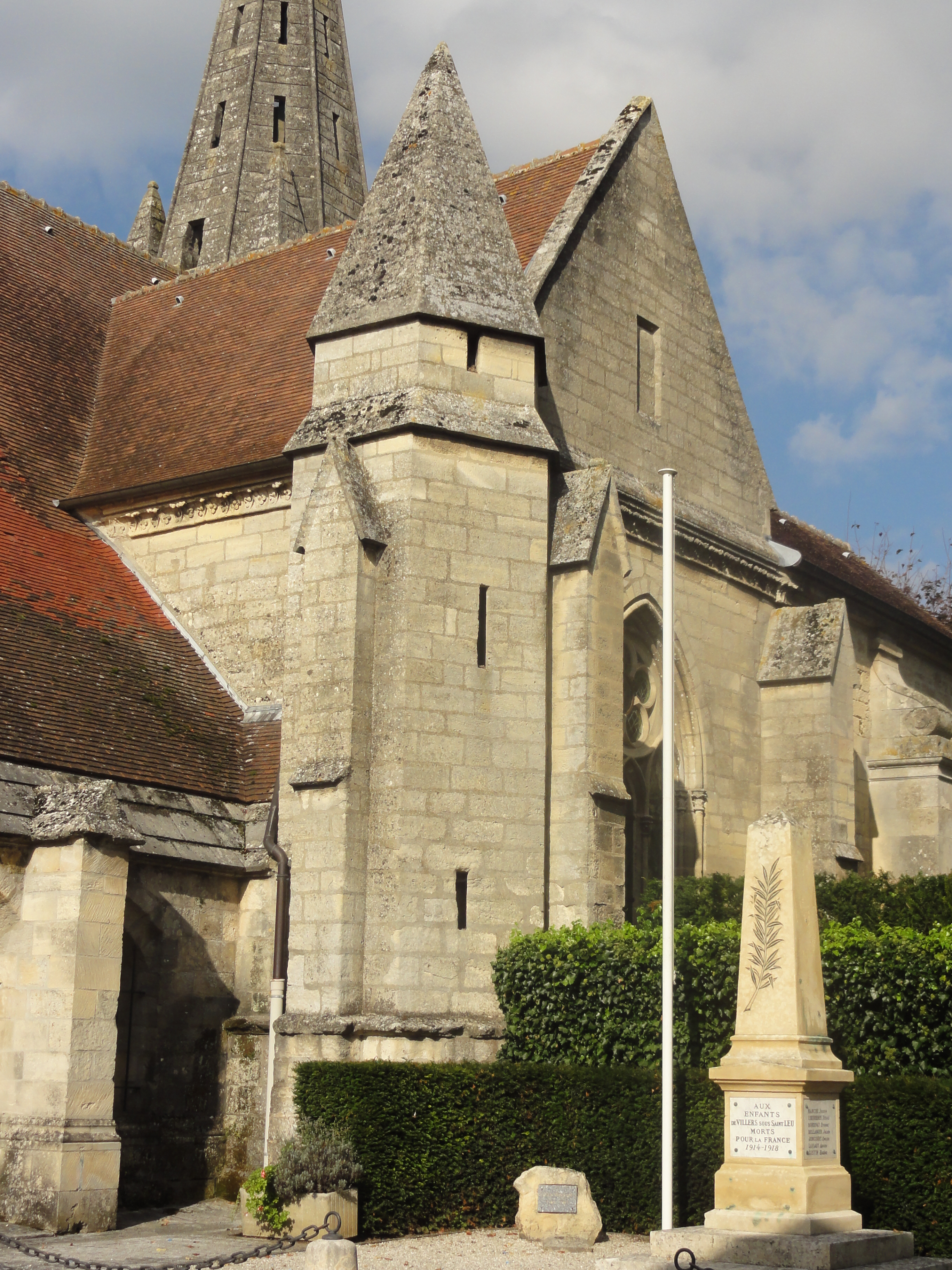
Tourelle d'escalier et 1re travée de la chapelle sud.
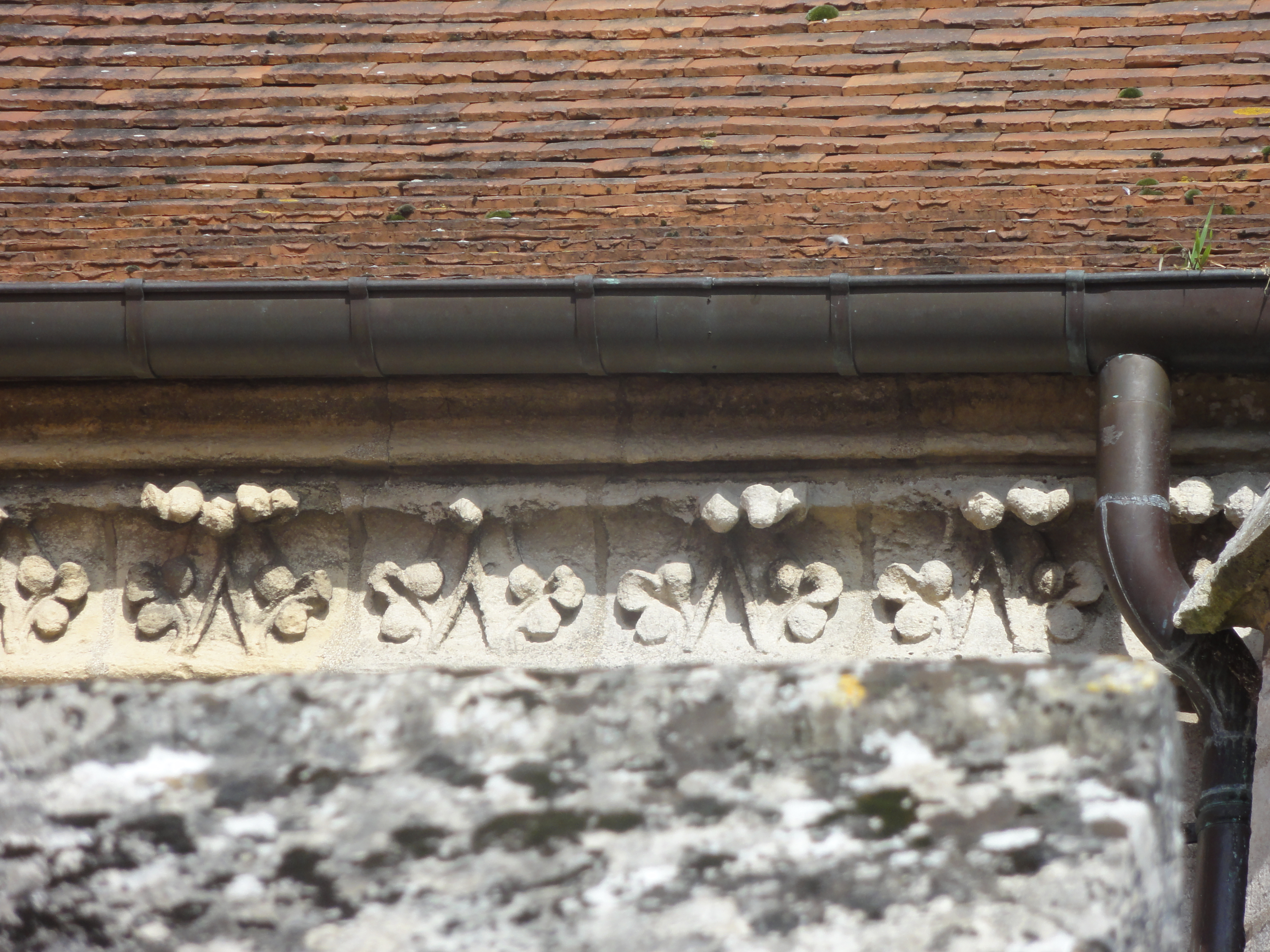
Corniche de la chapelle latérale sud.
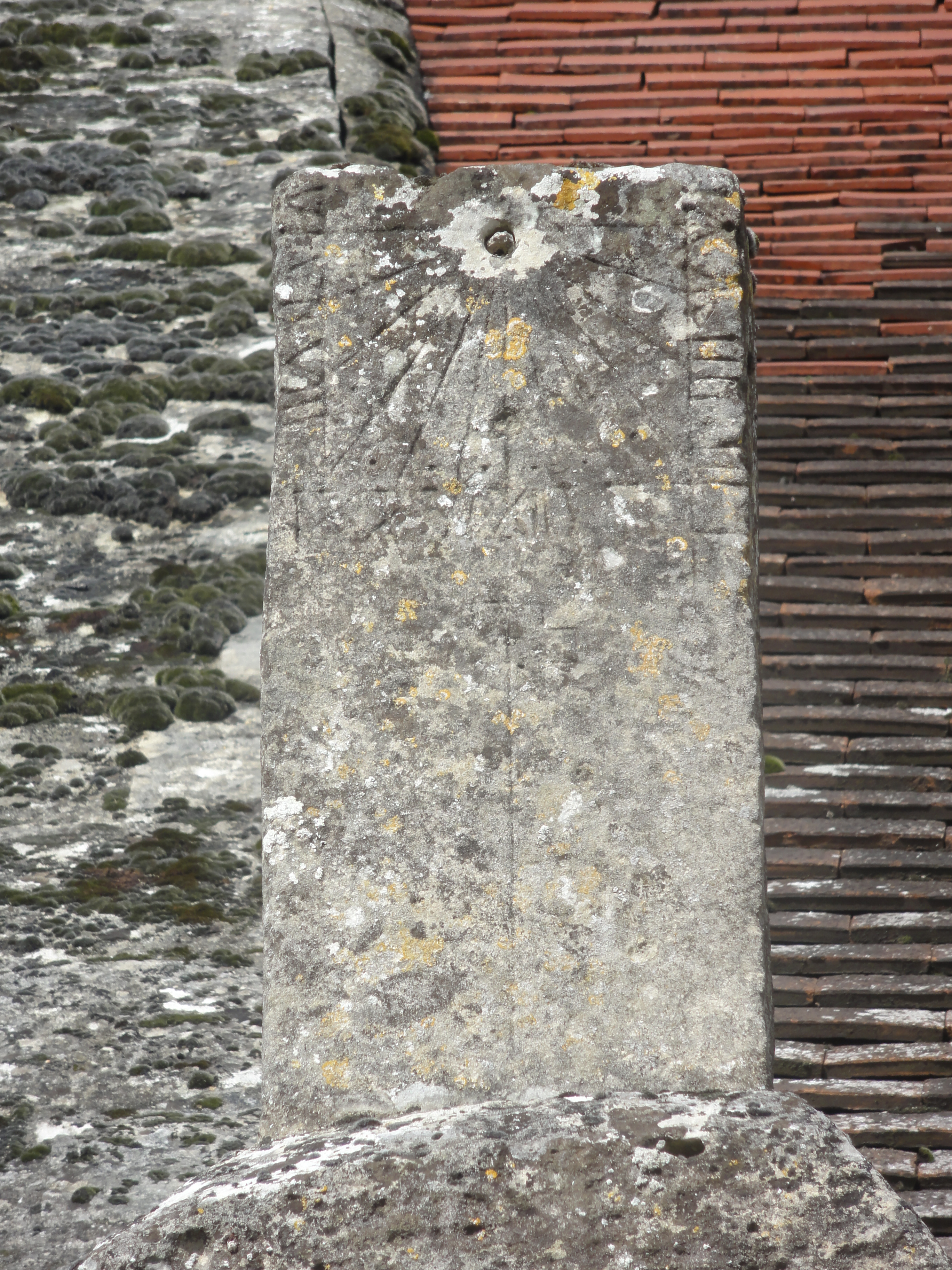
Cadran canonial à l'angle sud-ouest.

## Mobilier

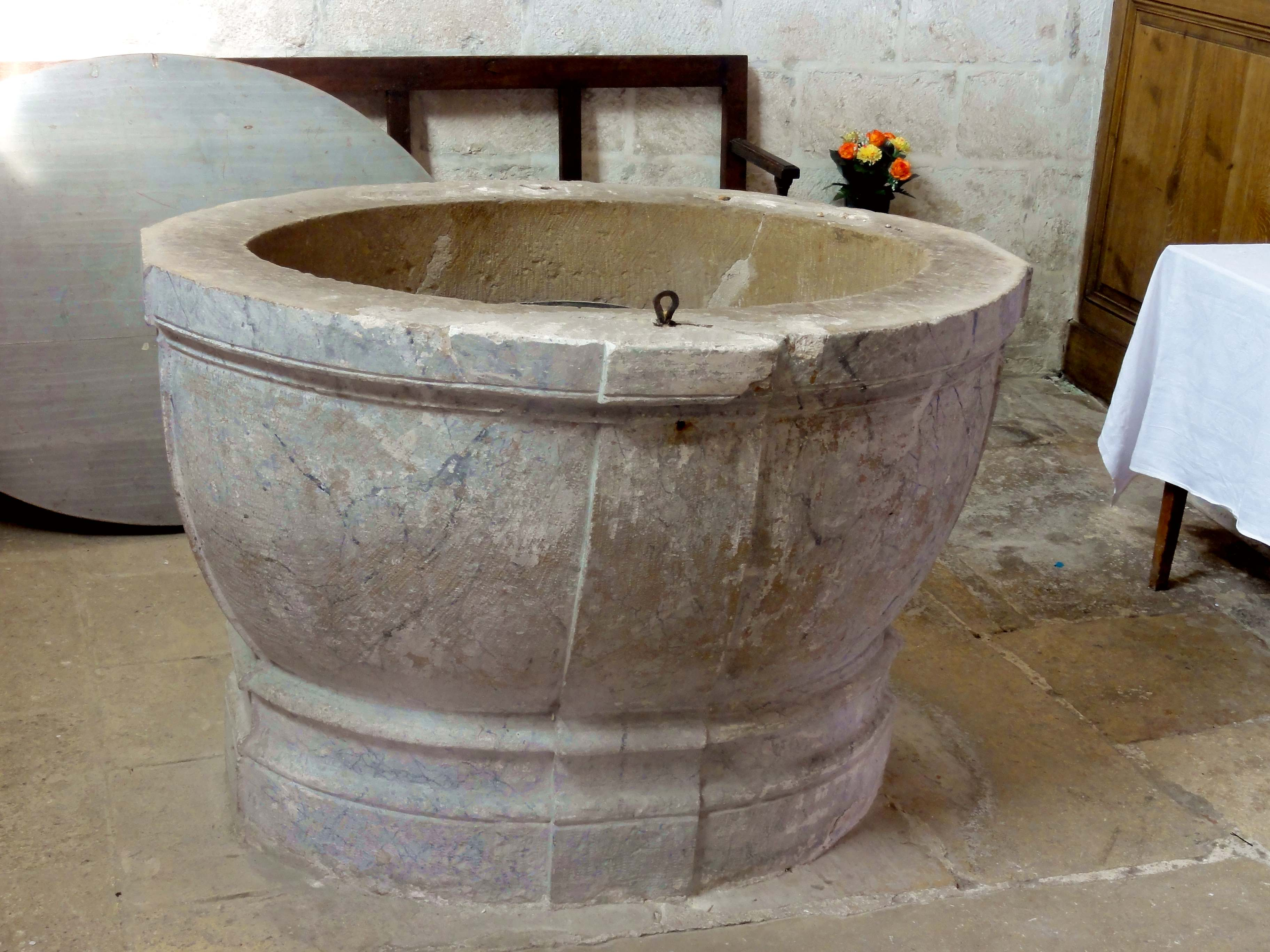
Fonts baptismaux.

Parmi le mobilier de l'église, trois éléments sont classés monument historique au titre objet : il s'agit des fonts baptismaux, d'une statue de la Vierge à l'Enfant et d'un tableau peint à l'huile sur toile. En dehors du mobilier proprement dit, deux vitraux polychromes sont également classés au titre objet. Quelques objets non classés sont intéressants, dont notamment la poutre de gloire et une petite Vierge à l'Enfant en albâtre.
- Les fonts baptismaux du milieu ou de la seconde moitié du XVIe siècle, se présentent sous la forme d'une cuve baptismale à infusion, qui est taillée dans un bloc de pierre calcaire monolithique de plan ovale à pointes. Elle mesure 131 cm de long, 101 cm de large, et 91 cm de haut. La cuve est particulièrement profonde, ce qui a pour conséquence un socle très court. Il est du même plan. Devant les pointes de l'ovale de la cuve, et au milieu des faces latérales, se profile un bandeau plat, sur lequel se répètent les mêmes moulures présentes ailleurs sur la cuve et le socle. Cette disposition évoque la Renaissance, et se substitue à l'arête saillante, qu'on lui aurait préférée à la période flamboyante, comme à Chambly. Les moulures comportent des profils prismatiques dans l'échine sous le bandeau à la bordure, et une plinthe de deux baguettes encadrant une large gorge, comme sur les bases des piliers de la nef de Précy-sur-Oise. Les fonts sont classés depuis 1925[17].

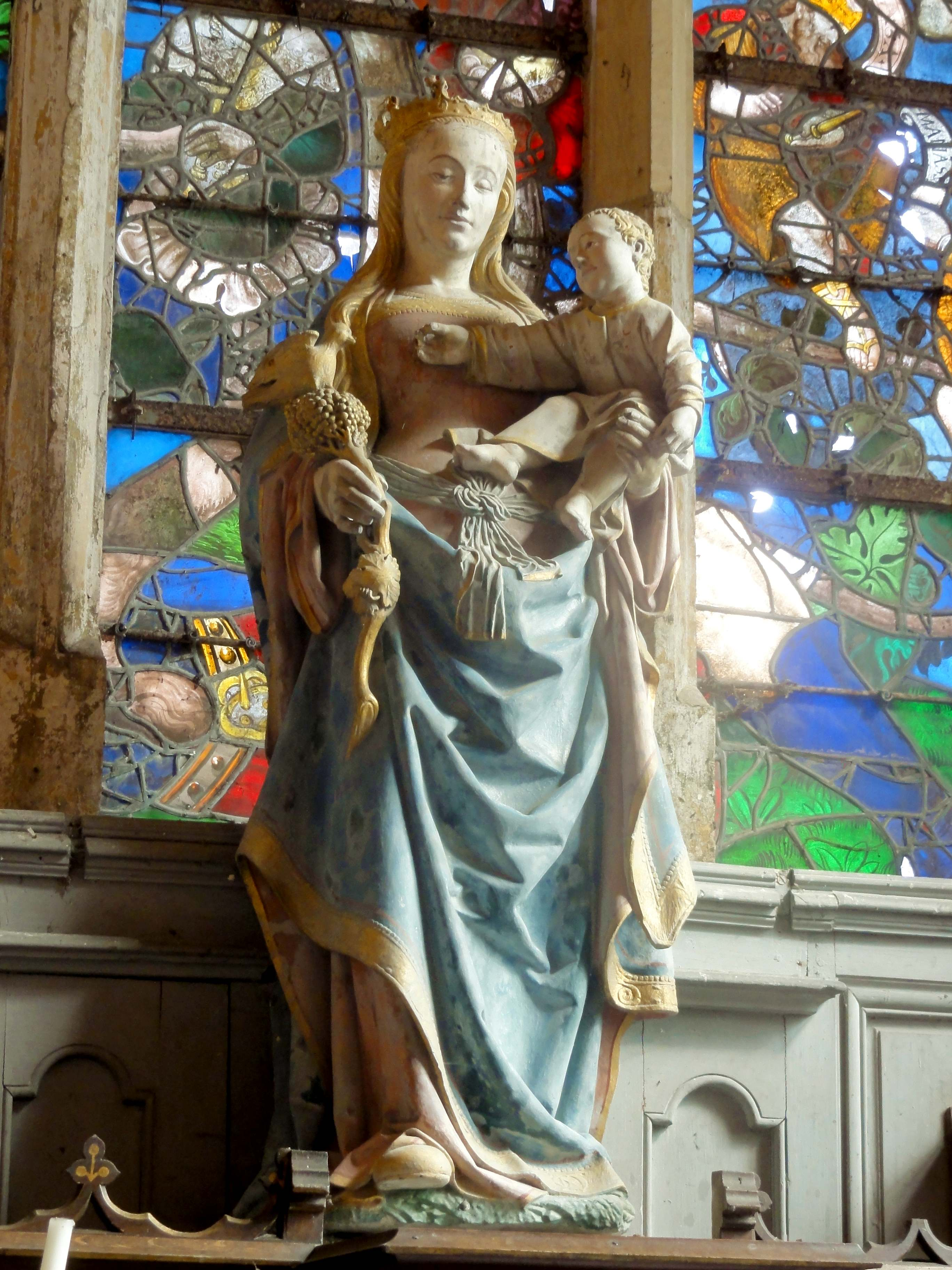
Vierge à l'Enfant en pierre.

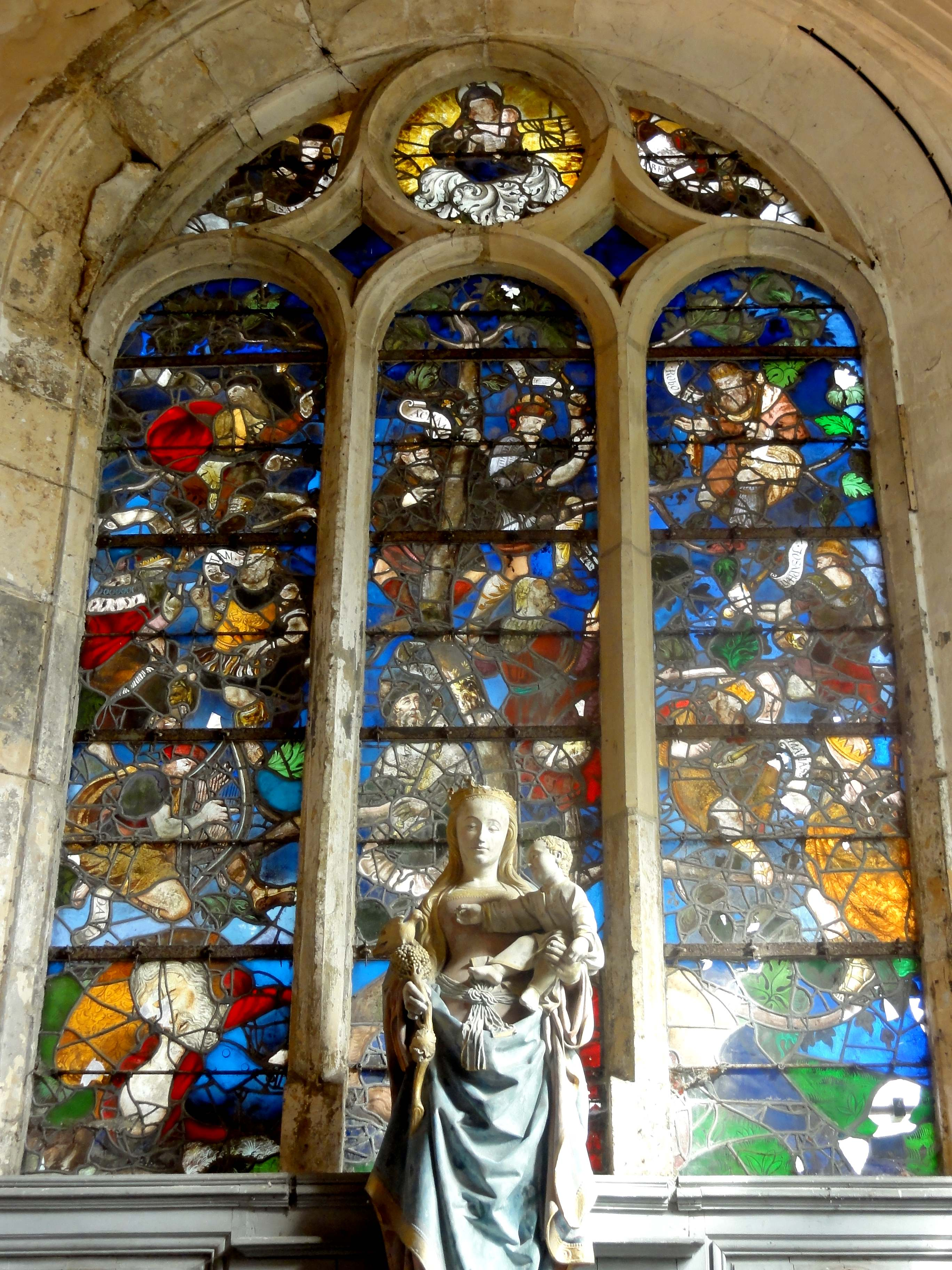
Verrière de l'arbre de Jessé, milieu du XVIe siècle.

- La statue en pierre polychrome de la Vierge à l'Enfant date du XVIe siècle, mais a été repeinte au XIXe siècle, ce qui a fait écrire Eugène Müller en 1894 qu'elle est en bois (il s'est corrigé quatre ans plus tard). La statue en ronde-bosse à le revers sculpté, et mesure 140 cm de haut. Dans sa main droite, sainte Marie tient un cep de vigne avec une grappe de raisin, sur laquelle s'est posé une colombe. L'Enfant Jésus, assis sur le bras gauche de sa mère, lui tend une graine. C'est un motif très rare. Eugène Müller écrit au sujet de la Vierge : « C'est une œuvre exquise que j'ose recommander aux curieux. L'ensemble est d'une rare élégance ; les mains et tous les détails, vigne, bordure des vêtements avec lettres en relief, sont traités avec un souci extrême ; la figure de la Vierge, quoique sacrifiant à une certaine afféterie, est charmante de grâce aimable ». Le classement remonte à 1905[7],[18].
- La statuette en albâtre de la Vierge à l'Enfant date du XVIIe siècle, et est malheureusement mutilée[19]. Elle a été placée devant le tympan de l'ancien portail occidental de la chapelle du sud, dans la sacristie. Cette œuvre n'est pas classée.
- La statue en pierre de sainte Barbe, à côté de l'autel de saint Joseph dans la chapelle nord, est ancienne et serait inscrite aux monuments historiques d'après la mairie.
- La poutre de gloire avec son crucifix en fer forgé n'est datée par aucun auteur. Ce n'est actuellement qu'une barre de fer, peut-être un tirant, car une barre semblable renforce et défigure une ogive de la base du clocher. La plupart des poutres de gloire ont été déposées, y compris celle de Boran-sur-Oise. Elle a ensuite été remise en place, et avec Foulangues, c'est l'un des rares exemples que l'on peut voir dans les environs. La disposition actuelle devrait être une réminiscence de l'ancienne poutre, et comporte un Christ en croix en bois qui est susceptible d'en représenter un vestige.
- Le tableau peint à l'huile sur toile représentant l'Adoration des bergers a été peint en 1651 par un maître du nom de Simion, selon des inscriptions portées sur le tableau. Il mesure 165 cm de large pour 200 cm de haut, et se trouve en restauration en 2014. Le service de l'Inventaire identifie les influences du Caravage, à travers les pieds nus des personnages et leur type plébéien, et de Georges de La Tour, en raison du traitement du visage de l'un des deux jeunes hommes à droite et de la vieille femme. Les armoiries du donateur figurent sur le tableau. Elles se blasonnent ainsi : de gueules à trois escargots de sable, au chef d'azur à une fleur de lys, avec une sirène pour cimier au casque, et la légende « Sapiens tacebit usque ad mortem ». L'œuvre est classée depuis 1912[20] (sans illustration).
- La verrière de l'arbre de Jessé, au chevet de la chapelle du sud, date du milieu du XVIe siècle, et mesure 250 cm en largeur ainsi qu'en hauteur. Elle a été restaurée en 1922, après son endommagement pendant la Seconde Guerre mondiale, en 1944, puis en 1971. Plusieurs éléments sont modernes, ou ont été repeints. Les vitraux sont néanmoins en mauvais état : ils sont devenus semi-opaques, et des manques sont à déplorer. La Vierge à l'Enfant occupe l'oculus au tympan ; tout le reste de la verrière est consacrée à la représentation de l'arbre généalogique de Jésus. Les noms des prophètes sont indiqués sur des phylactères. Eugène Müller écrit à propos de la verrière : « La verrière de l'arbre de Jessé revèle chez le peintre verrier du XVIe siècle, une verve très originale servie par un talent facile ». L'auteur signale également la « chaude coloration ». — « L'on constatera les mêmes qualités un peu primesautières dans des bordures provenant de la même église et portant la date de 1561. Pourquoi les a-t-on troquées, il y a quelques années, contre des vitraux d'appartement en gélatine ? ». La verrière est classée depuis 1906[21],[19],[22].
- Le vitrail de la Crucifixion et de la Vierge de Pitié, dans la travée médiane de la chapelle du sud, date du milieu du XVIe siècle, et mesure 400 cm de haut pour 80 cm de large. Il a été très restauré par Caspar Gselle en 1863. Le corps du Christ, le visage de la Vierge sont largement refaits. Pour cette raison, le vitrail a été classé tardivement en 1985. Il est remarquable pour son iconographie, car contrairement à l'usage, l'on ne trouve pas plusieurs scènes superposées qui correspondent à de différentes étapes d'une histoire, mais une seule scène. En haut, la croix du Christ est libre, tandis que les deux larrons sont encore suspendus aux leurs. Le corps de Jésus a déjà été déposé, et recueilli par la Vierge Marie, que l'on voit pleurer son fils. En bas, une femme agénouillée déplore également la mort du Christ, et touche ses pieds. Ce pourrait être Marie Madeleine, sous les traits d'une donatrice (les donateurs étant habituellement représentés agénouillés en bas des vitraux). Le titre correct du vitrail est donné par le dossier du classement de la verrière du chevet : Déploration du Christ mort[22],[23].
- La plaque de fondation de Denis Descourtieulx, mort le 23 août 1644, est ornée de deux colonnes ioniques cannelées supportant un entablement où se profile une tête de chérubin joufflue entre deux ailes, et d'un tympan, où un homme prie devant le Christ en croix. L'inscription est la suivante : « Cy devant gist le corps de Denis Descourtieulx vivant vigneron et tonnelier lequel aagé de soixante et dix huict ans, est décédé le 3e aoust mil VI quarente quatre, lequel a donné par testament à l'église et fabricque de céans vingt verges de terre size au terrouer de ce lieu au lieu dict le chemin des yvrongnes, tenant d'un costé aux terres de l'église, à la charge de dire et célébrer par chacun an au jour de son deceds une messe haulte avec vigilles et recommandace ainsy qu'il est porté par le dict testament en datte du 27e jour de juin 1644. Priez Dieu pour son âme »[7].

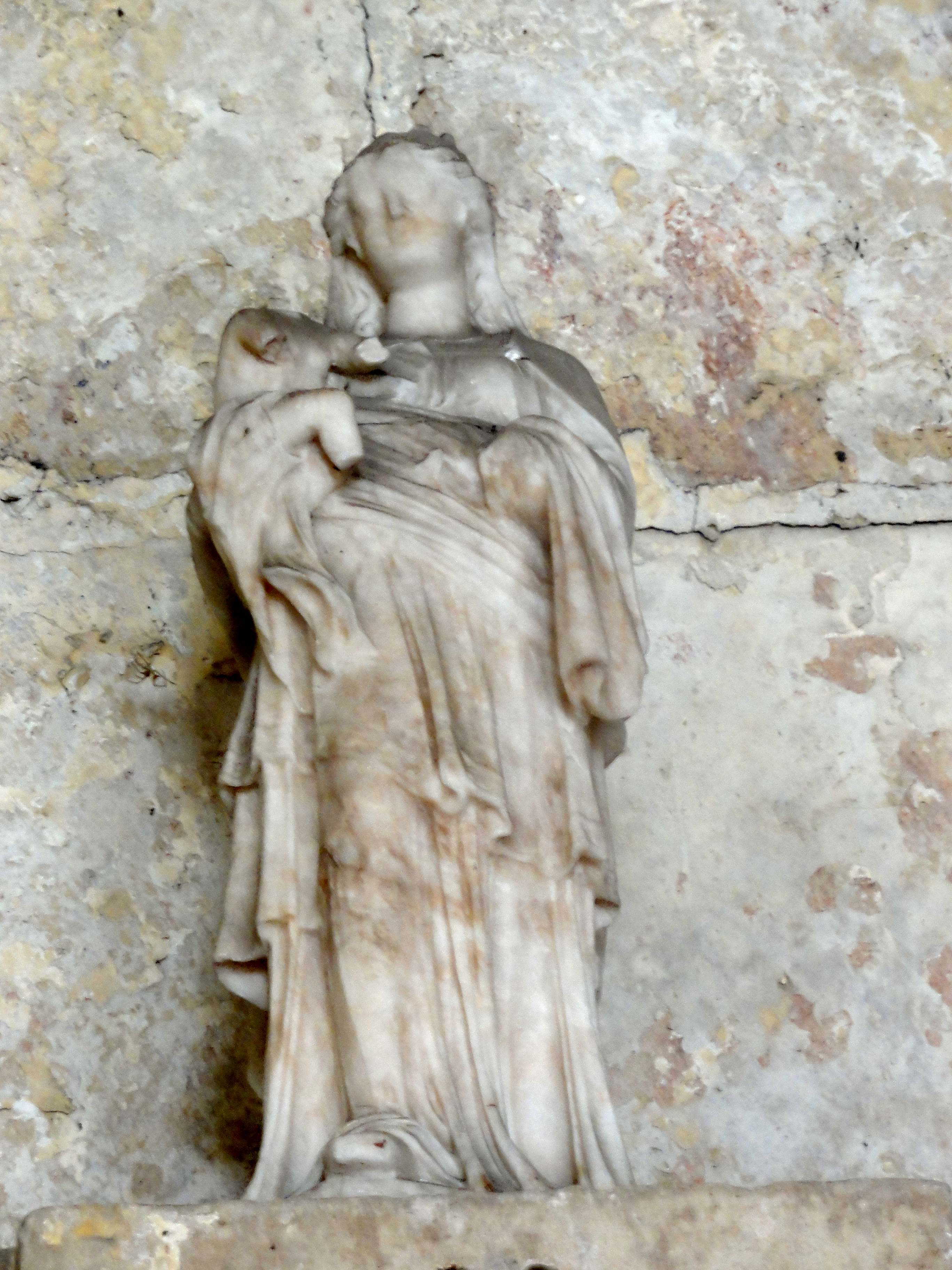
Vierge à l'Enfant, albâtre.
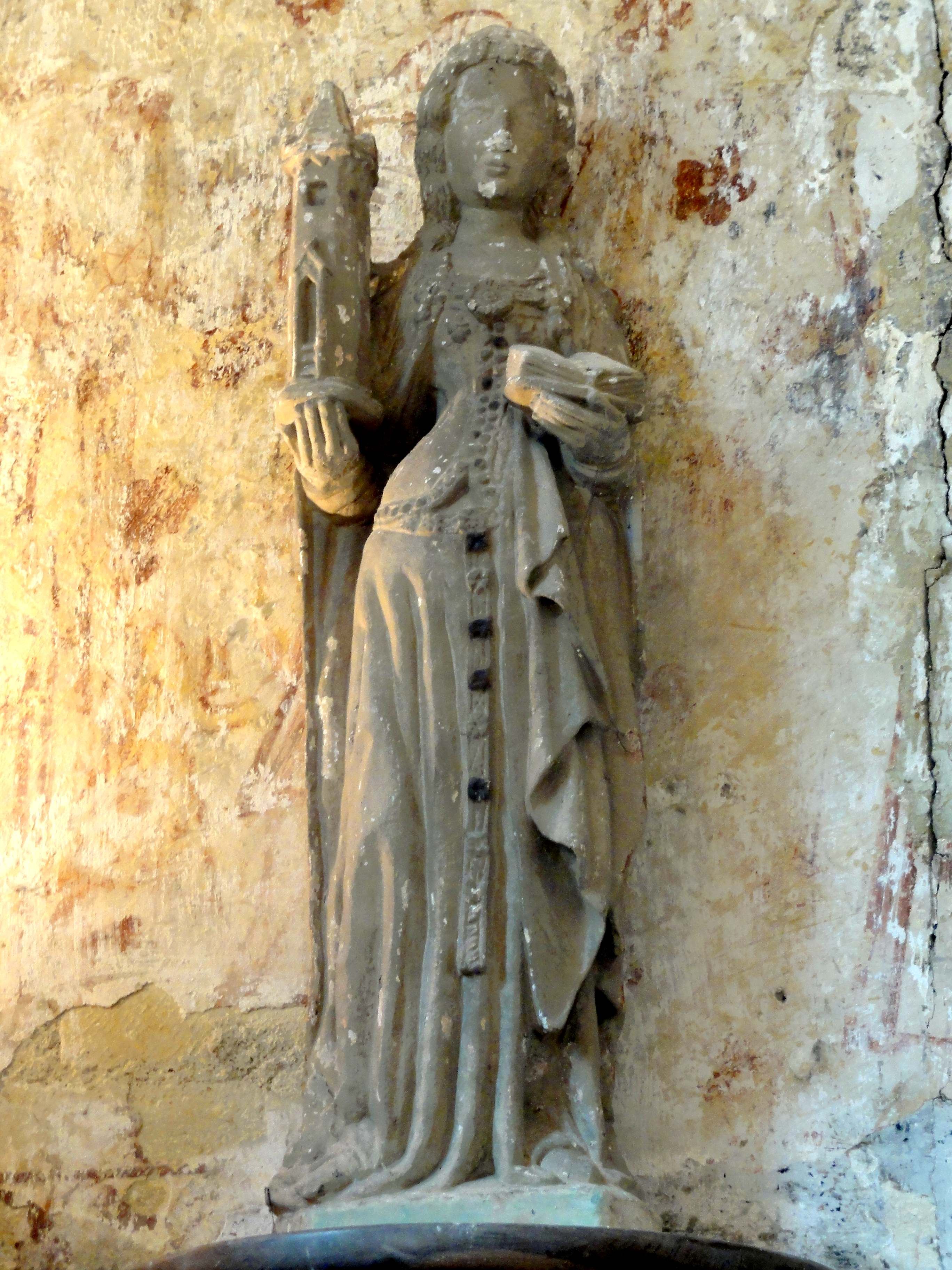
Sainte Barbe.
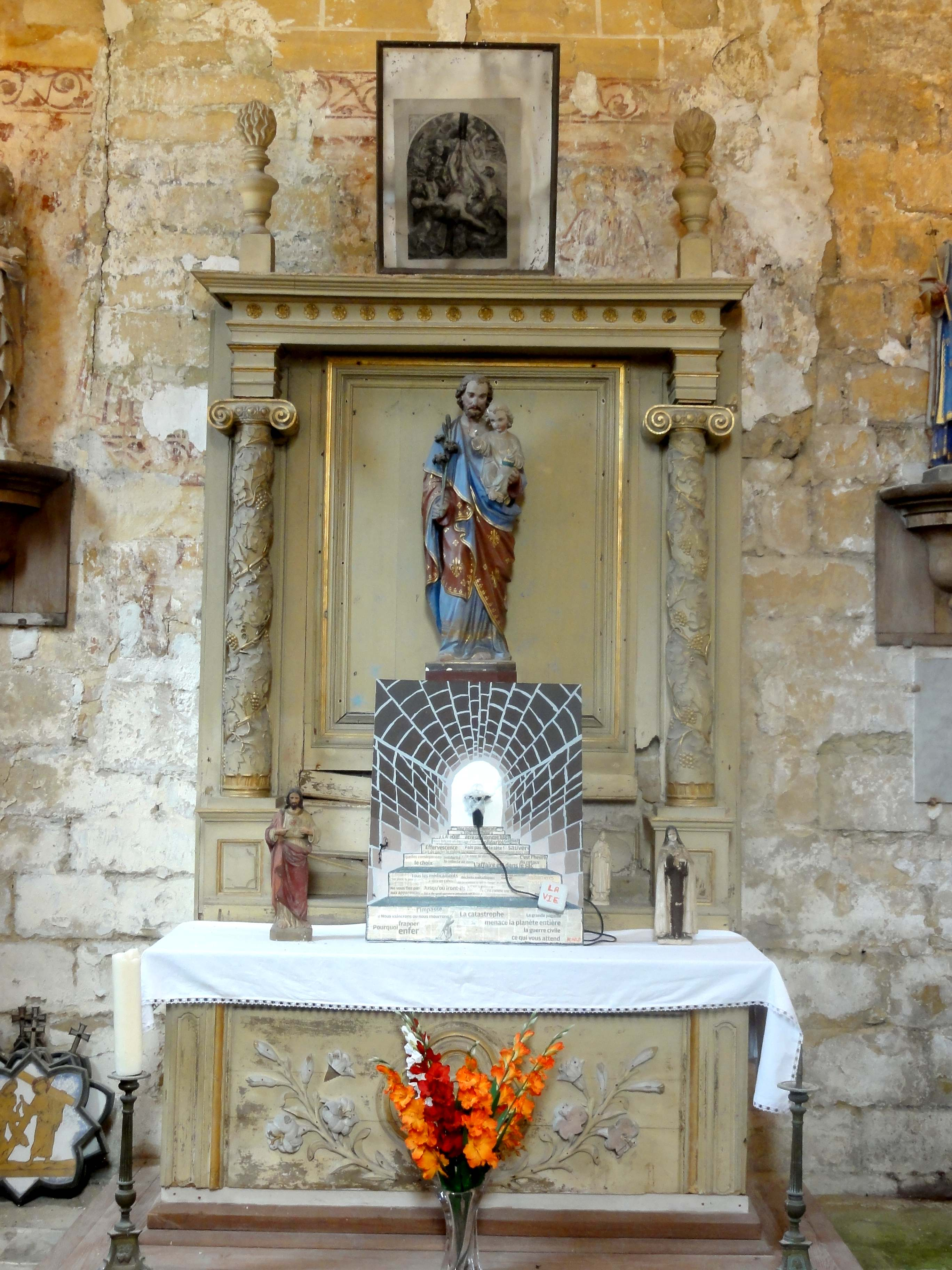
Autel de saint Joseph.
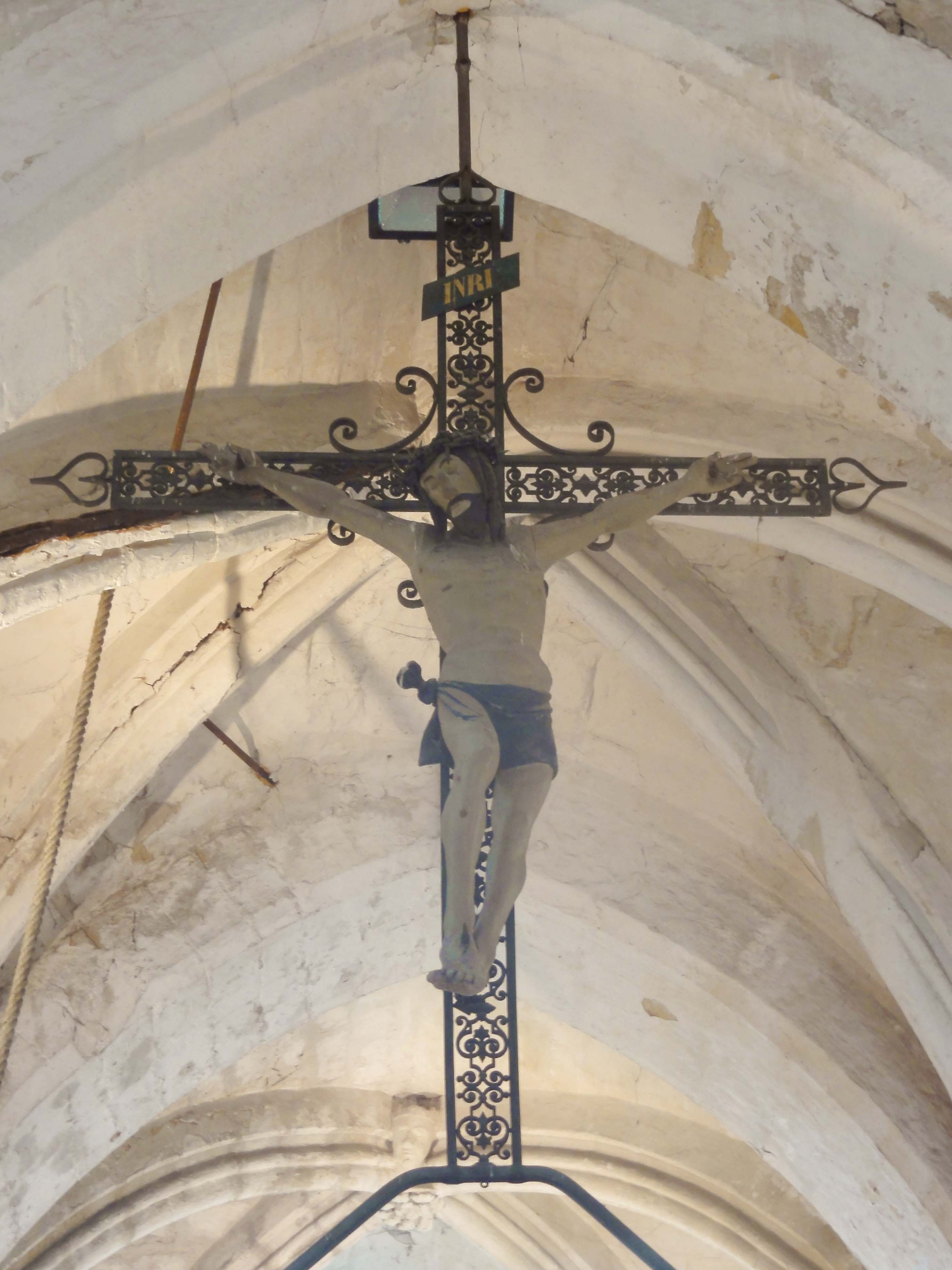
Christ en croix.
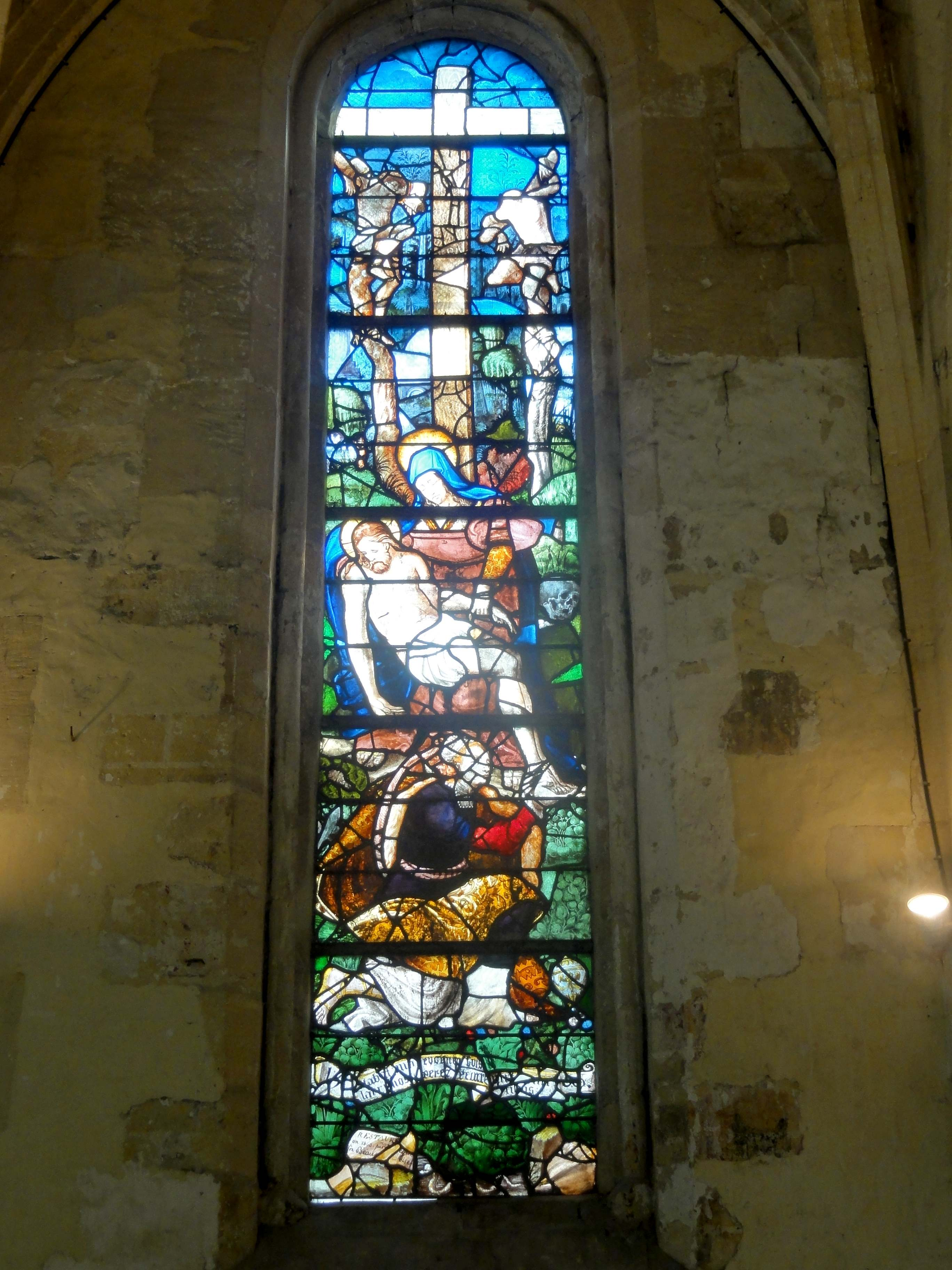
Déploration du Christ.
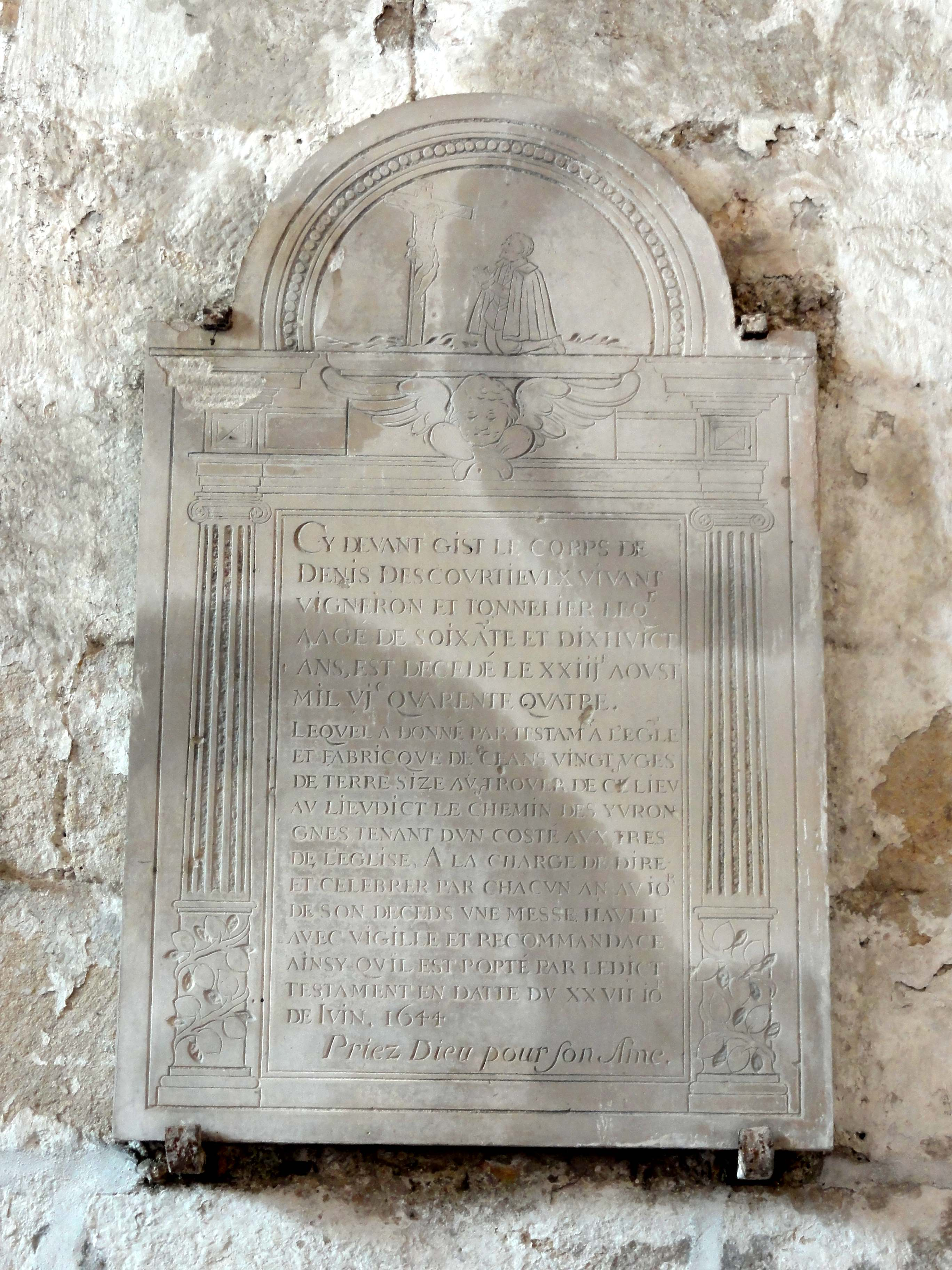
Plaque de fondation.